# Complesso di Santa Caterina
Il complesso di Santa Caterina, formato dall'ex complesso conventuale dei Servi di Maria e dall'annessa ex-chiesa dedicata a santa Caterina d'Alessandria, è una delle tre sedi dei Musei civici di Treviso.

## Storia
Il convento di Santa Maria, dell'ordine dei Servi di Maria, sorse nel XIV secolo sulle rovine del palazzo dei Da Camino, signori di Treviso dal 1283 al 1312.
Nel 1346 il Comune concesse l'area del palazzo ai Serviti, perché vi costruissero il loro convento e la chiesa dedicata a santa Caterina.
La chiesa fu realizzata in due fasi successive: dal 1346 al 1348 fu costruita la zona absidale e parte del corpo longitudinale; tra la fine del XIV secolo e l'inizio del XV furono completati i lavori.  Per l'iniziativa di committenti privati furono aggiunte al corpo della chiesa diverse cappelle gentilizie, delle quali oggi rimane soltanto quella intitolata agli Innocenti martiri, realizzata dove un tempo si ergeva la torre dei Da Camino.
Dopo la soppressione del convento nel 1772 gli edifici, divenuti proprietà demaniale, furono aggiudicati all'asta alle terziarie regolari francescane di Belfiore. Nel 1806 chiesa e convento, per effetto delle leggi napoleoniche, furono di nuovo demanializzati e destinati ad usi militari.
A partire dal secondo dopoguerra si avviarono significativi interventi di restauro e recupero del complesso, che oggi è una delle sedi principali dei Musei civici di Treviso.  A favorire la decisione di recuperare l'intero complesso a funzioni culturali fu l'intervento del restauratore Mario Botter il quale, a seguito dei gravi danni subiti durante i bombardamenti del 7 aprile 1944 e del 10 marzo 1945, riportò alla luce il tesoro pittorico nascosto da secoli sotto gli anonimi intonaci che imbiancavano le pareti della chiesa di Santa Caterina.
Negli anni settanta, visto il successo di una grande mostra su Arturo Martini allestita da Carlo Scarpa nel complesso conventuale (1967), l'amministrazione comunale decise di stipulare una convenzione con lo Stato per trasformare in museo tutto il complesso, affidando il progetto, nel 1974, allo stesso architetto.

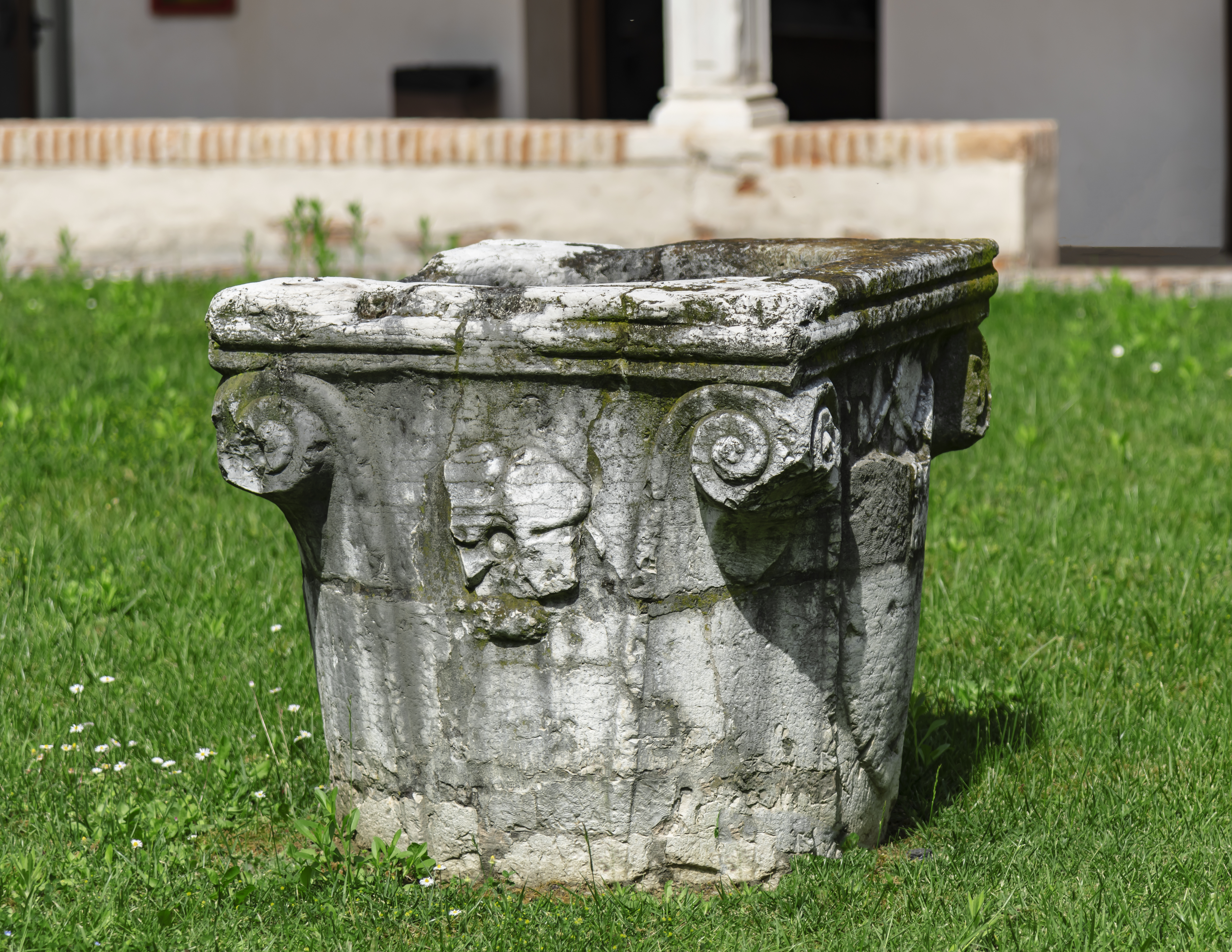
Il pozzo in Chiostro grande

Accantonato però il progetto dell'architetto veneziano, e perduti anche parte degli interventi che erano già stati portati a compimento (in particolare la fontana nel chiostro grande), dopo lunghi ed impegnativi lavori di restauro, il complesso divenne finalmente sede dei Musei Civici trevigiani. In corrispondenza della superficie del chiostro grande venne ricavato un ampio ambiente ipogeo, destinato dal 2006 alle esposizioni temporanee.
A novembre 2011 fu completato il restauro di un vicino edificio in via Commenda, adibito a deposito per le opere non esposte in pinacoteca.
Negli anni 2015-2018 il complesso museale è stato oggetto di un ulteriore intervento di restauro e adattamento: la sala ipogea realizzata sotto al chiostro grande e l'ala est dell'edificio conventuale sono stati adattati per ospitare esposizioni temporanee, mentre la pinacoteca è stata riallestita al primo piano dell'ala meridionale (la "manica lunga"), che al piano terra accoglie invece la collezione archeologica.

## Sezioni espositive
Gli spazi dell'ex convento dei Servi di Maria, articolati attorno a due chiostri, ricalcano fedelmente l'impianto di un precedente edilizio trecentesco, ma ricevettero l'impronta architettonica attuale verso la metà del Cinquecento.

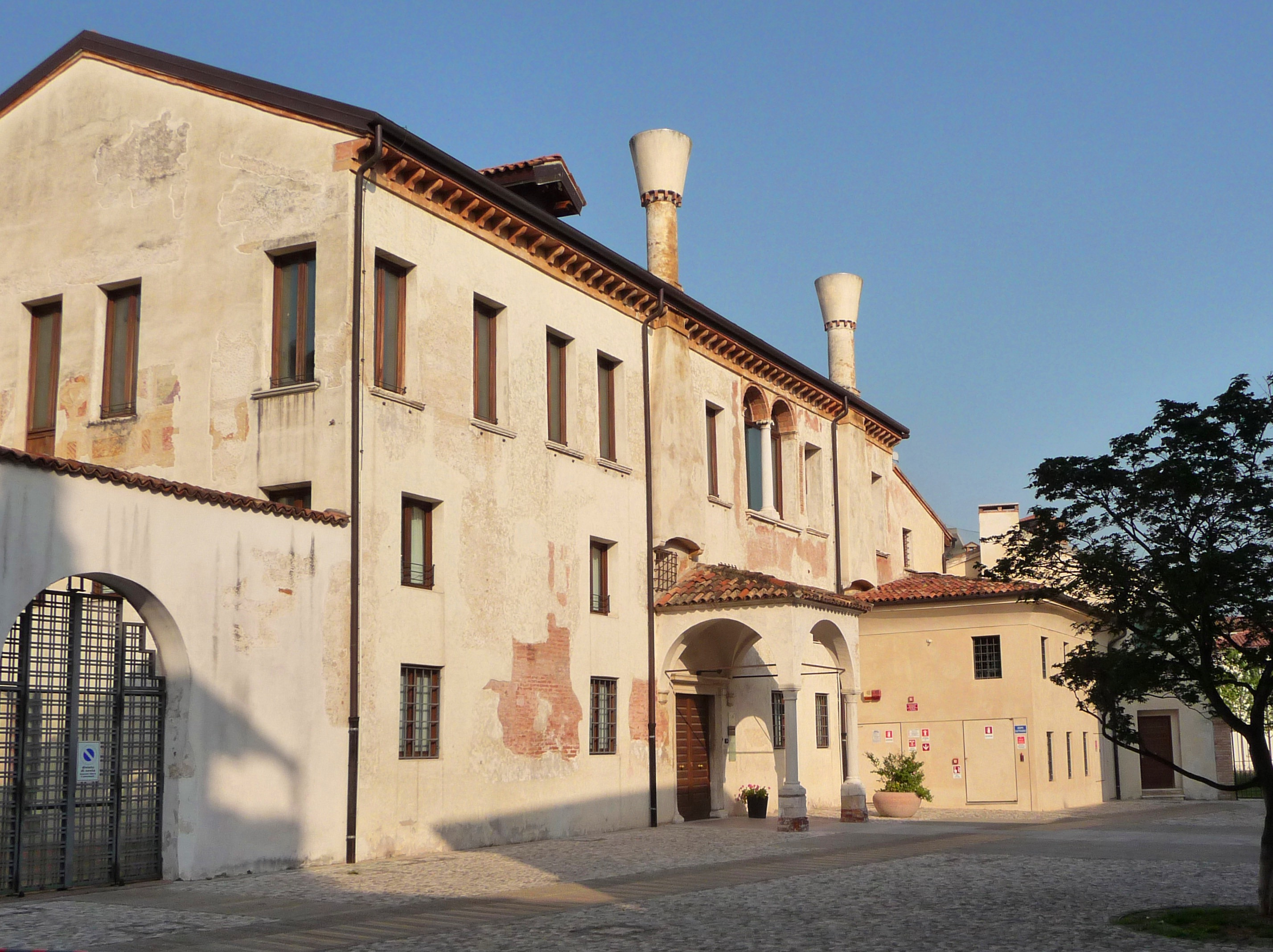
Facciata in piazzetta Mario Botter
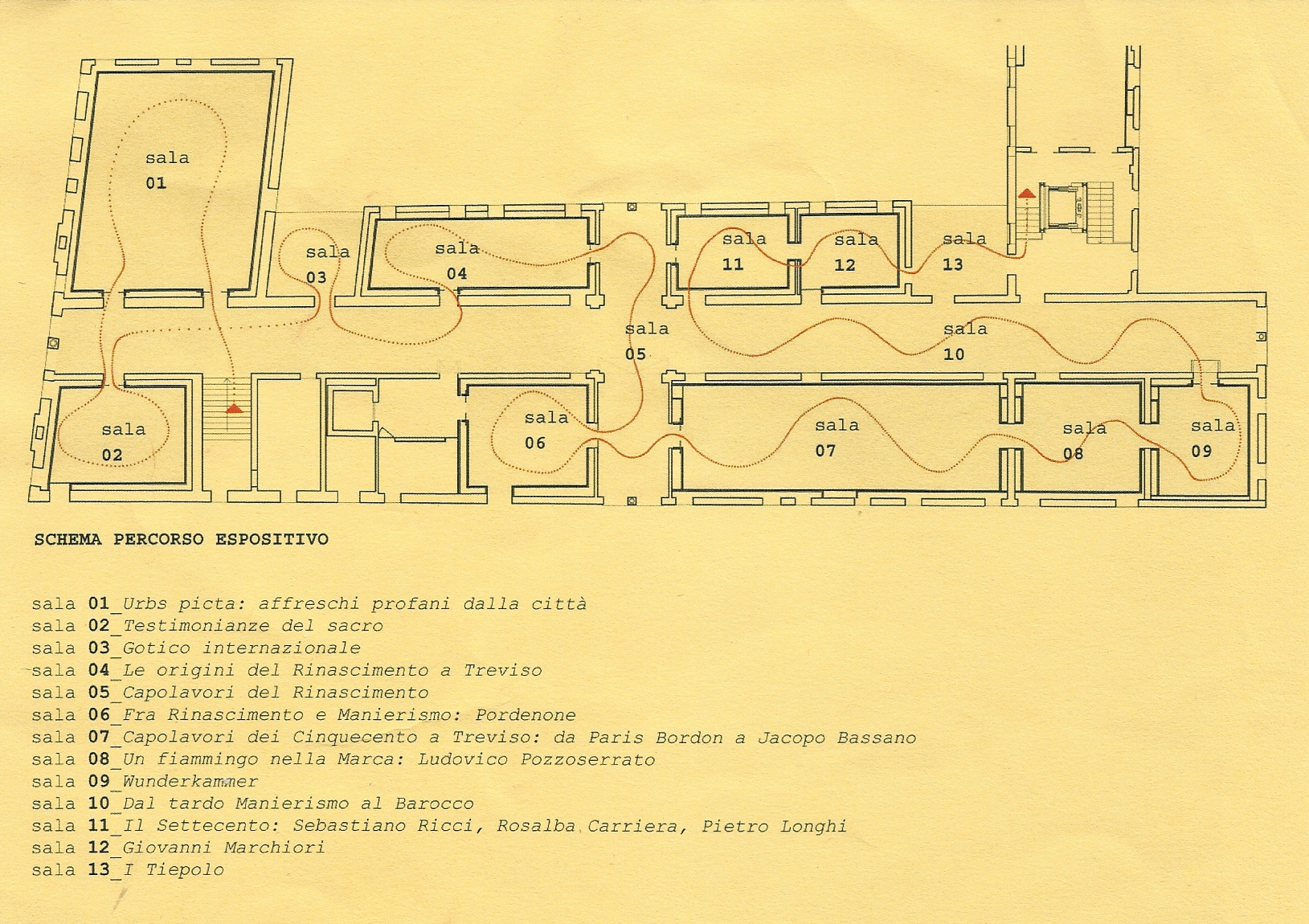
Percorso espositivo della pinacoteca
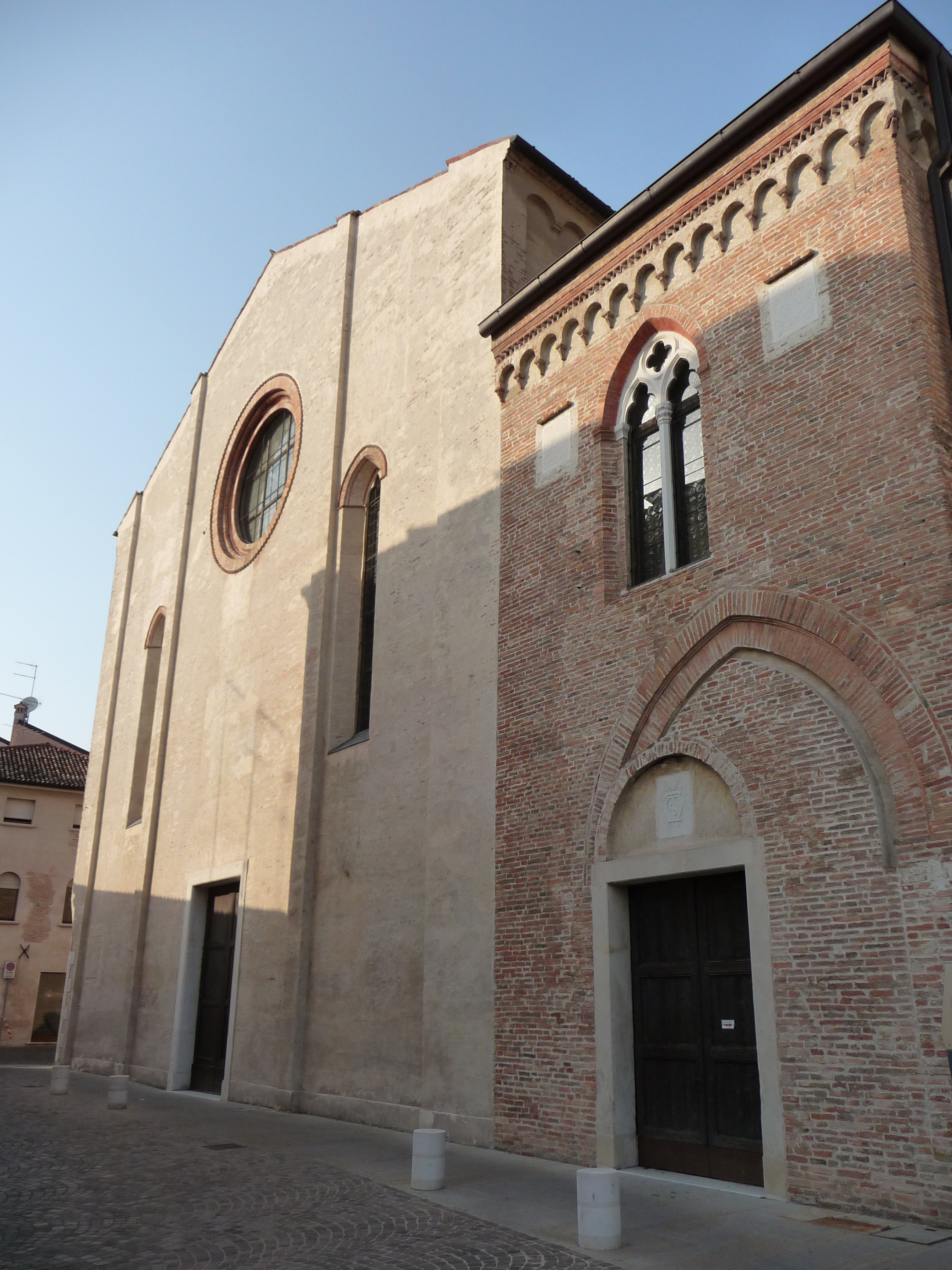
Facciata della chiesa e della cappella degli Innocenti
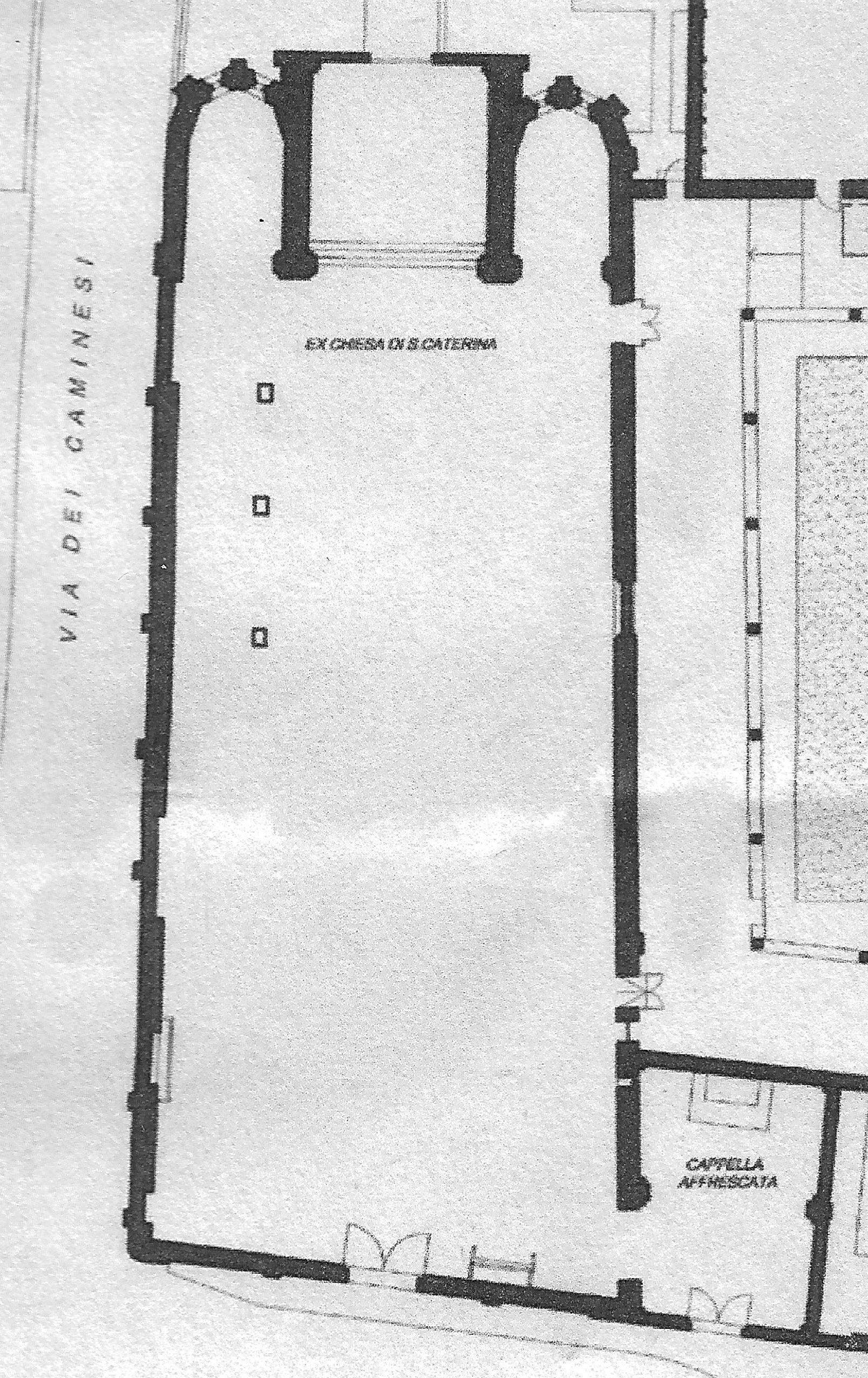
Planimetria della chiesa, con la cappella degli Innocenti

### Sezione archeologica
Il percorso di visita, curato dell'architetto Dinah Casson ed inaugurato il 29 giugno 2007, si snoda tra il piano terra ed il piano interrato dell'ex convento.
Al piano interrato sono esposte le collezioni di età preistorica e protostorica: di particolare interesse le spade di bronzo di tipo Sauerbrunn, Boiu e ad antenne, di produzione etrusca o imitate localmente, rinvenute lungo il corso del Sile e del Piave; gli importanti manufatti figurati in lamina di bronzo sbalzata e rifinita a bulino dalla necropoli paleoveneta di Montebelluna, in particolare la cista con scena di aratura, e i cinque dischi votivi rappresentanti una dea clavigera.
Al piano terra sono esposti i reperti rinvenuti nel corso degli scavi effettuati nel centro storico di Treviso dalla seconda metà del Novecento ai giorni nostri, e che abbracciano un arco cronologico compreso tra l'Età del bronzo recente e l'epoca romana.
Il percorso di visita è completato, nel corridoio adiacente al chiostro grande, dalle collezioni antiquarie del fondatore dei Musei civici, l'abate Luigi Bailo, costituite da bronzetti e parti di monumenti lapidei di età greca e romana, in precedenza conservate al Museo Bailo, ora museo di arte moderna e contemporanea.

### Galleria d'arte medievale, rinascimentale e moderna
Negli ambienti al primo piano dell'antico convento è visibile una parte delle collezioni di arte medievale e rinascimentale, prevalentemente di artisti veneti.
Resta ancora da esporre gran parte della raccolta delle opere del Seicento e Settecento.

### Ex-chiesa di Santa Caterina
L'edificio in stile gotico, eretto tra il 1346 e la fine del XV secolo, ad un'unica navata ad aula unica con tre cappelle terminali e copertura a capriate lignee, conserva numerosi affreschi eseguiti tra la seconda metà del XIV e i primi decenni del XV secolo.
Tra gli affreschi trecenteschi si ricordano l'immagine di Santa Caterina con il dello della città di Treviso, un riquadro frammentario con una  Madonna col Bambino, con a lato san Giovanni Battista, attribuita a Gentile da Fabriano o ad uno dei suoi allievi, forse Pisanello.
Tra gli affreschi emergono anche una Madonna dell'Umiltà, la scena in cui Sant'Eligio scaccia il diavolo travestito da donzella e i particolari di un'Annunciazione.
Sono oggi qui esposte le Storie di sant'Orsola di Tomaso da Modena (1355-1358), recuperate dell'abate Bailo dalla chiesa di Santa Margherita degli Eremitani.  L'edificio, eretto dai frati agostiniani tra il 1282 e i primi anni del Trecento e sconsacrato durante le soppressioni napoleoniche, fu parzialmente demolito e nell'altra parte adibito a stalla e maneggio militare. Nel 1883, durante questi lavori di abbattimento, Luigi Bailo riuscì a salvare quasi interamente il ciclo di affreschi, attuando la tecnica dello stacco con spadoni di metallo. Le singole scene staccate furono trasferite su telai lignei e ricoverate nel nascente museo cittadino.  Di particolare interesse sono gli appunti circa l'opera di stacco degli oltre 120 m² di superficie pittorica, scritti a pennello dall'abate stesso sul retro dei grandi pannelli. I dodici pannelli, per molti anni ricoperti da velinature protettive, sono stati restaurati nel 2008-2009 da Antonio Bigolin e collocati al centro dell'aula.
Le Storie di sant'Orsola costituiscono uno dei capolavori di Tomaso, realizzato durante il suo soggiorno trevigiano dopo la grande peste. Il pittore si affida alla lettura diretta della leggenda della santa secondo la versione fornita da Jacopo da Varazze nella sua Legenda aurea. Secondo queste narrazioni, forse fondate su qualche traccia di realtà storiche ma arricchite e deformate da moltissimi particolari irrealistici e sicuramente inventati, Orsola fu martirizzata dagli Unni all'inizio del V secolo d.C..  Nei riquadri, Tomaso narra la vicenda di questa principessa, figlia di un re cristiano di Bretagna, chiesta in sposa dal figlio di un re pagano d'Inghilterra e barbaramente uccisa dagli Unni nei pressi di Colonia. La narrazione si svolge come una "cronaca vera", in cui i personaggi sono vestiti convenzionalmente secondo la moda del basso Medioevo e riflettono il mondo cortese contemporaneo.
A sud della chiesa di Santa Caterina, verso la facciata, sorge la Cappella degli Innocenti, edificata nei primi anni del XV secolo per volontà del giurista Alberto della Motta da Conegliano, che qui è sepolto.  L'edificio a pianta quadrangolare è diviso in due campate coperte da volte a crociera, e conserva uno dei più importanti cicli pittorici tardogotici, datato intorno al 1430. Sulle pareti sono dipinte le Storie della Vergine e dell'infanzia di Gesù Cristo e una Crocifissione; sulle volte, invece, si vedono i simboli degli evangelisti e le immagini dei Dottori della Chiesa.

## Opere conservate nel museo

### Sculture

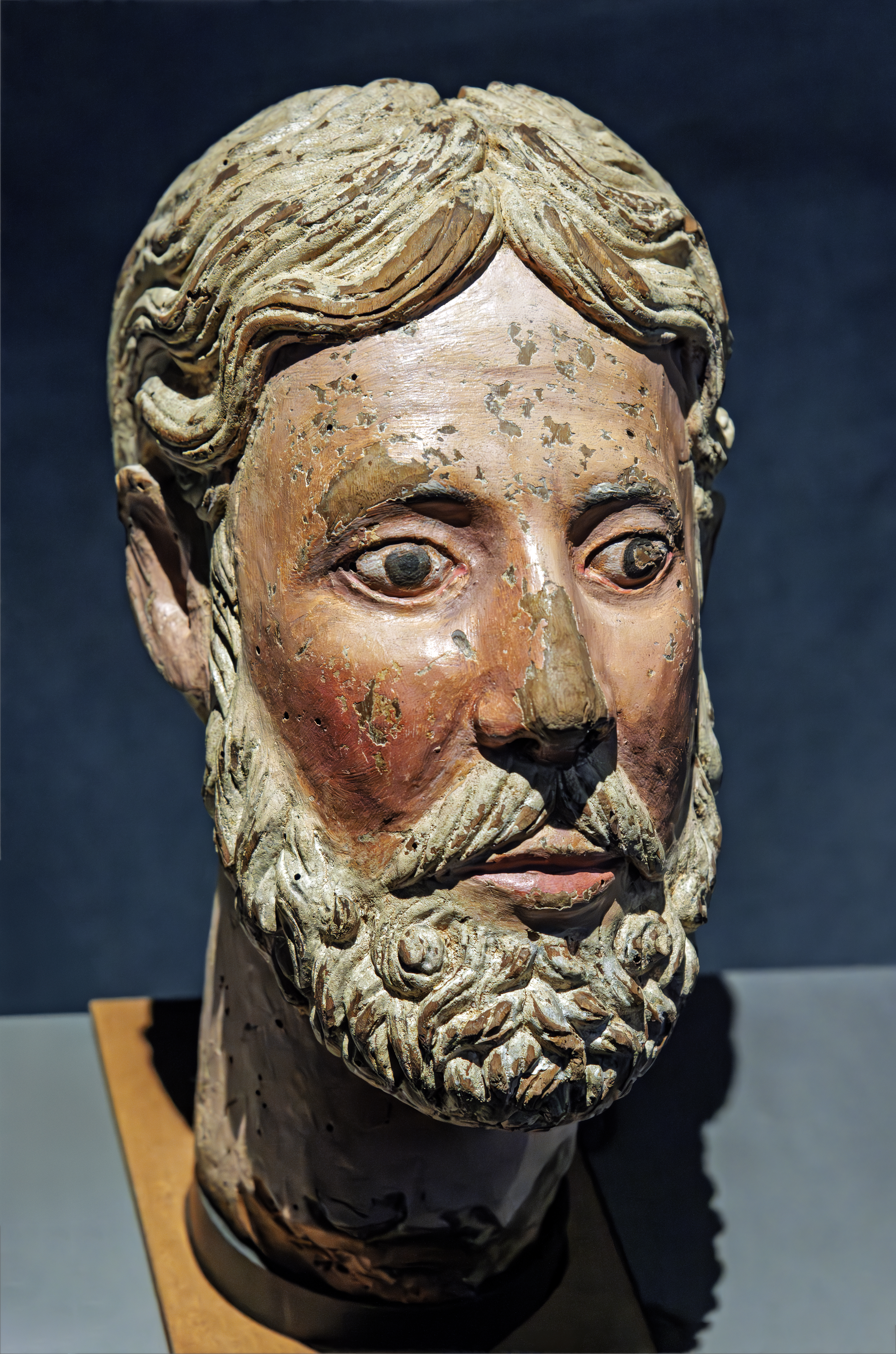
Testa maschile (Christus triumphans) Scultore dell'Italia nordorientale. Metà sec. XIII
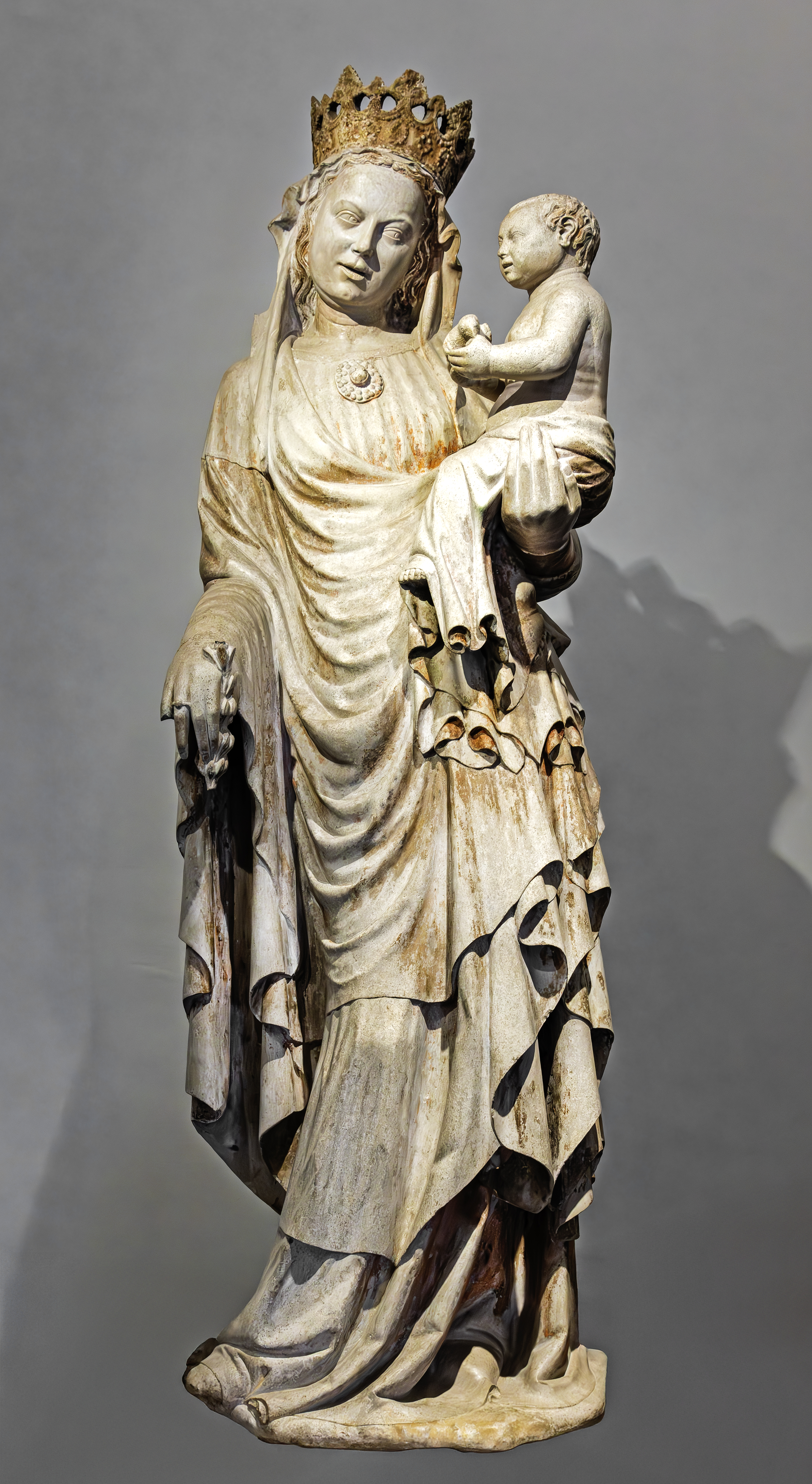
Madonna col Bambino (1360-1380) Dall'antico Palazzo Pretorio
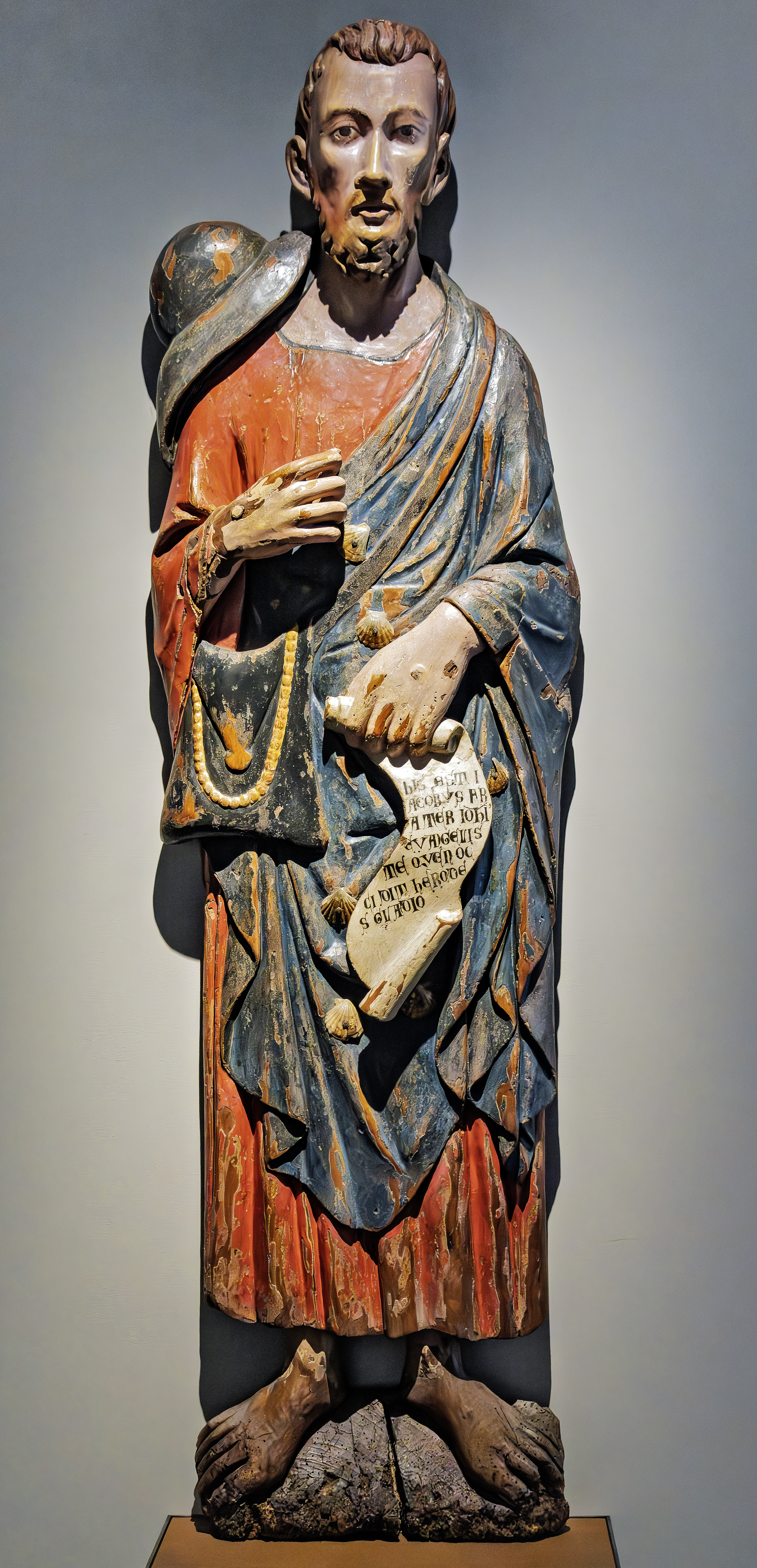
San Giacomo apostolo Scultore dell'Italia nordorientale. Terzo quatro sec. XIV
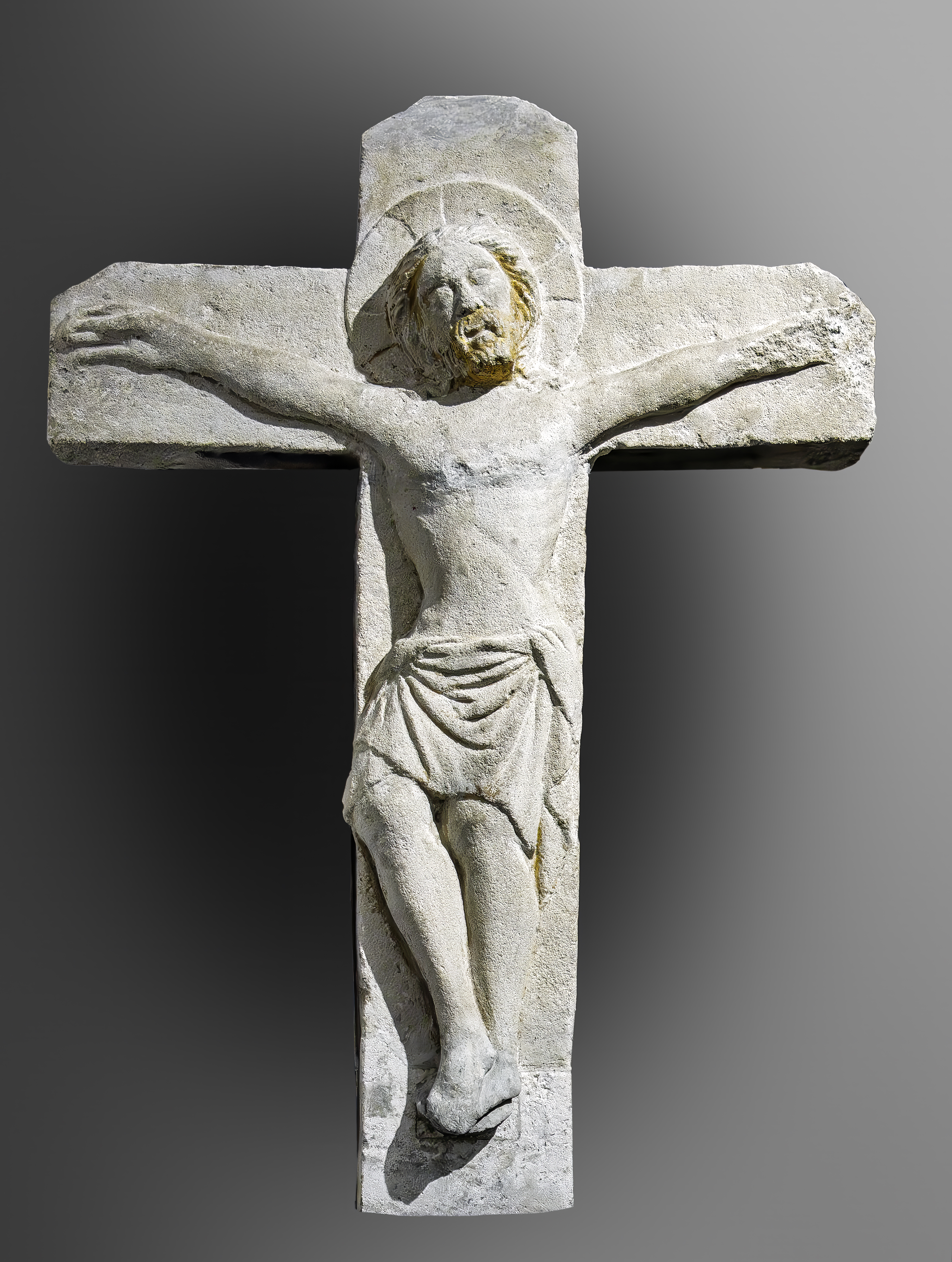
Crocifisso a doppia faccia dal Battisero del Duomo, inizio sec.XV.
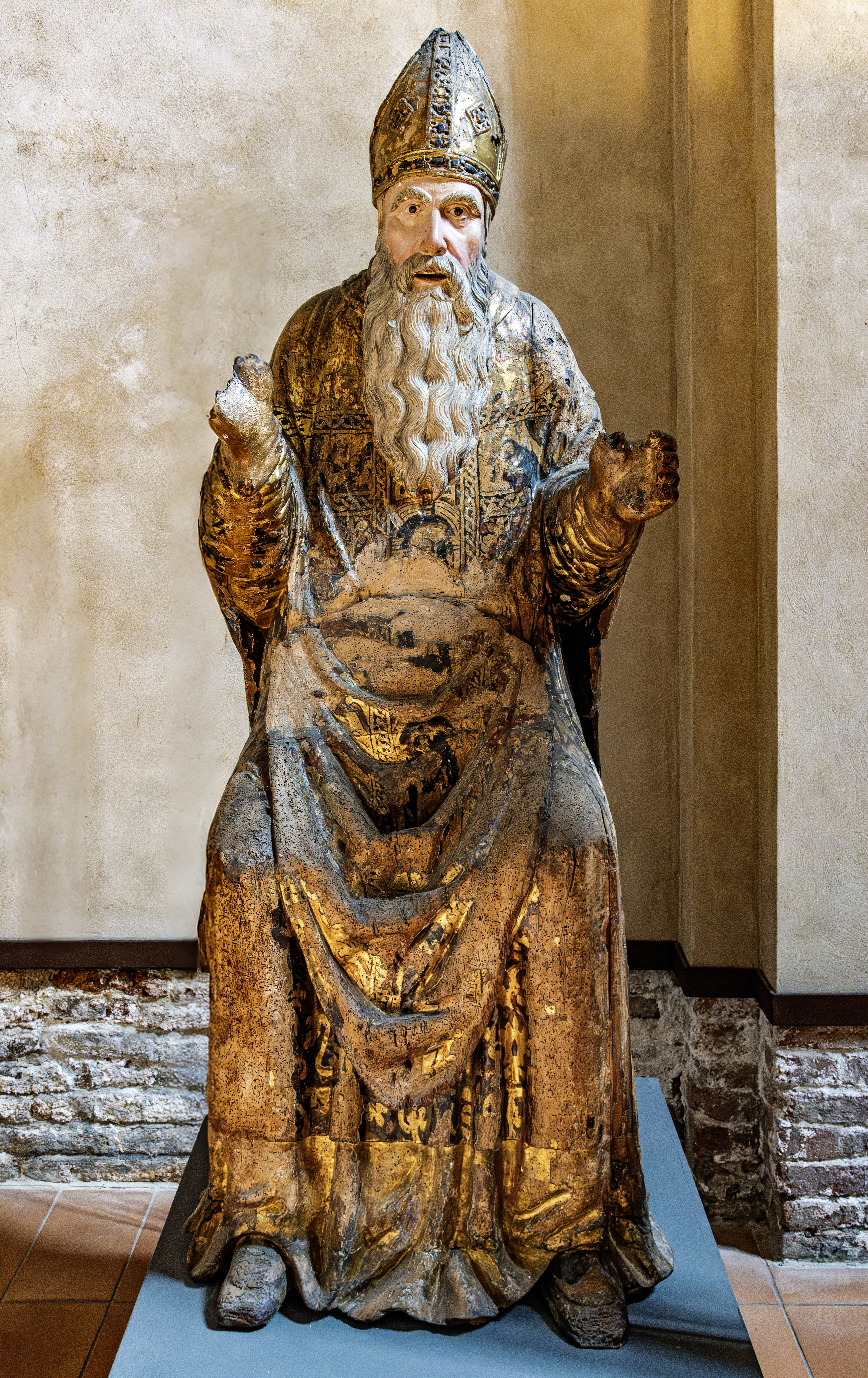
Vescovo (San Biagio) di uno scultore veneziano sec.XV.
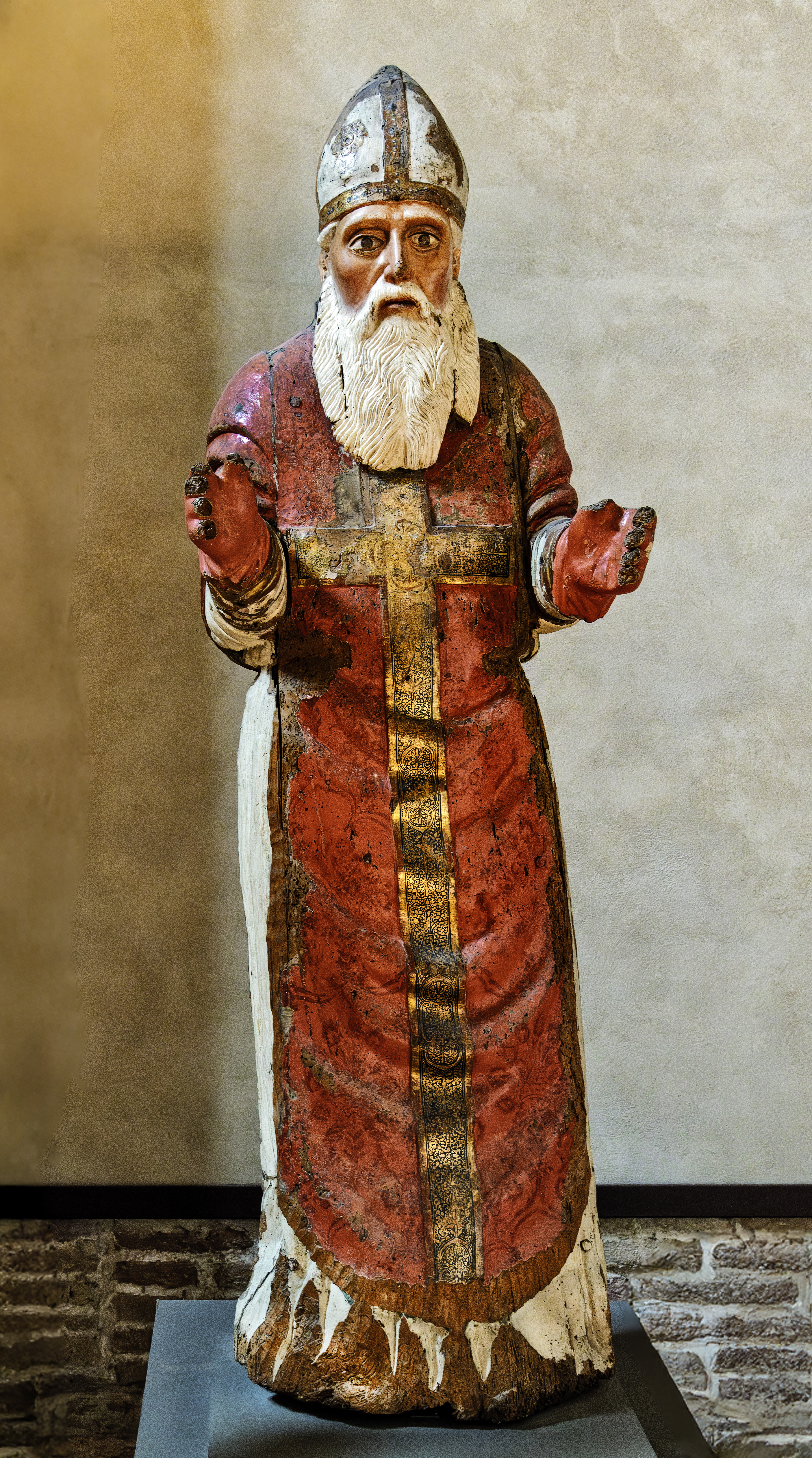
Vescovo (San Biagio) di uno scultore veneziano -Chiesa Parrocchiale di Camposampiero. sec.XV.
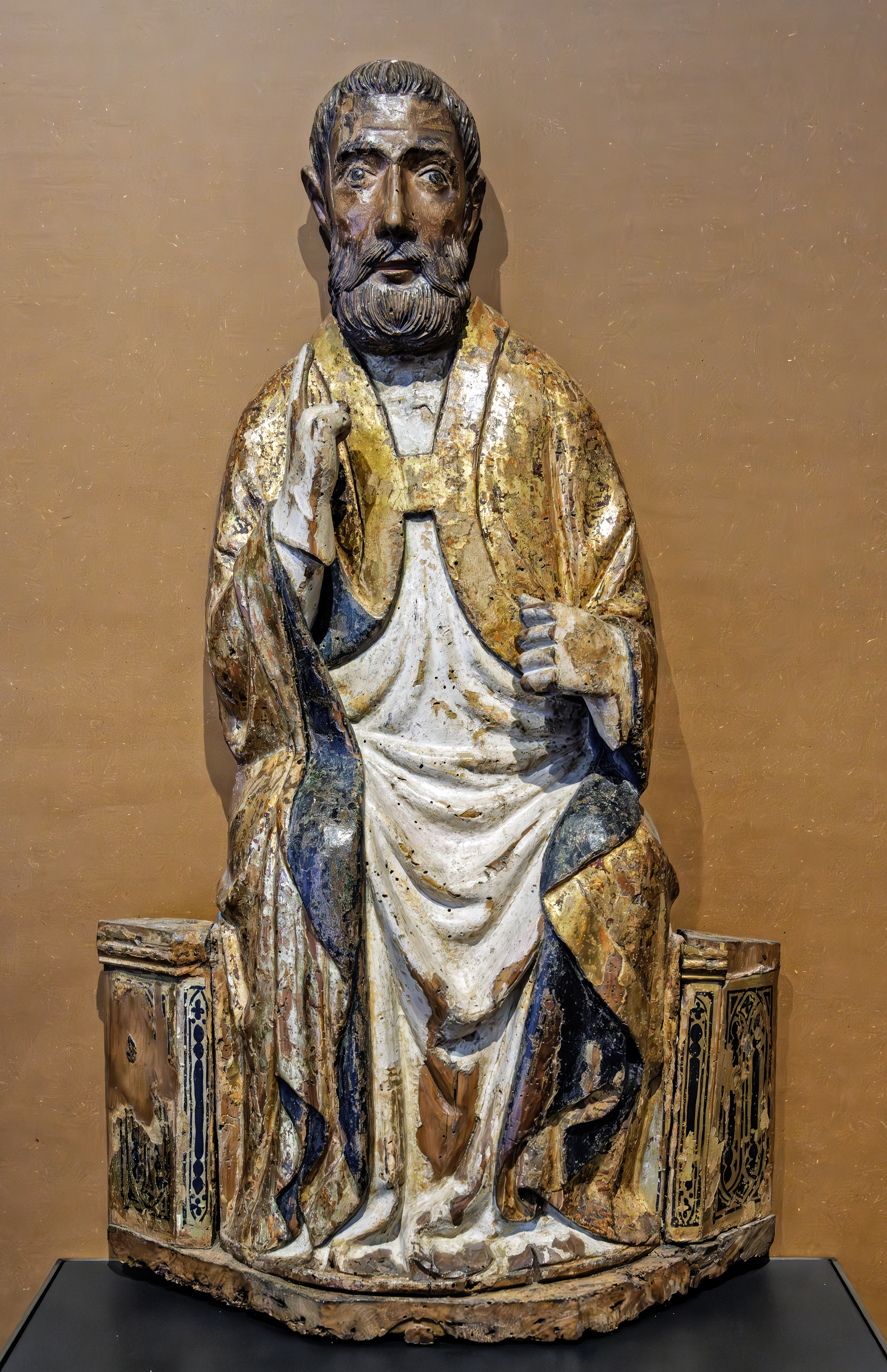
Santo benedicente  Scultore veneto, sec.XV.
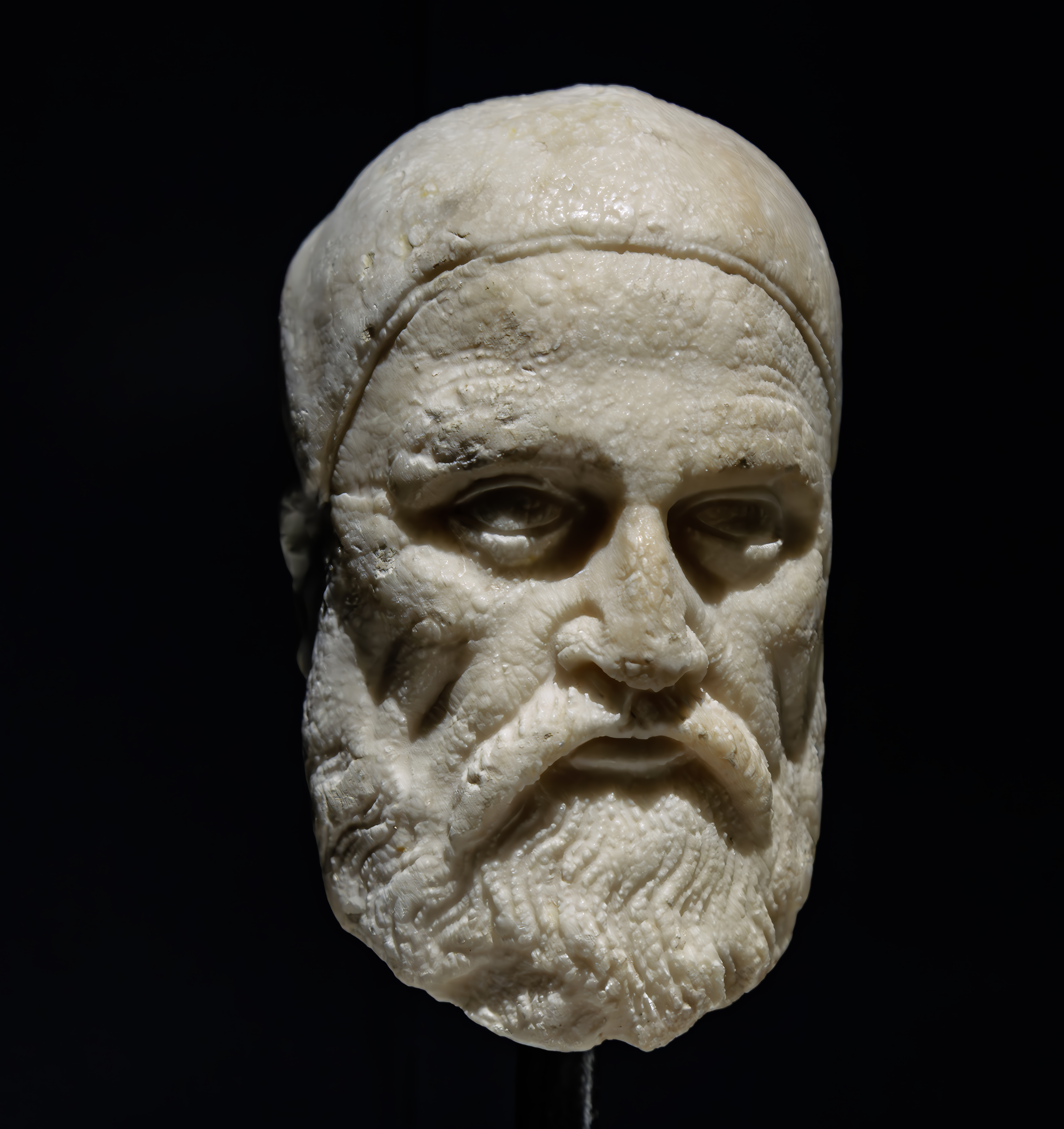
Testa ritratto del Doge Agostino Barbarigo fine sec.XV.
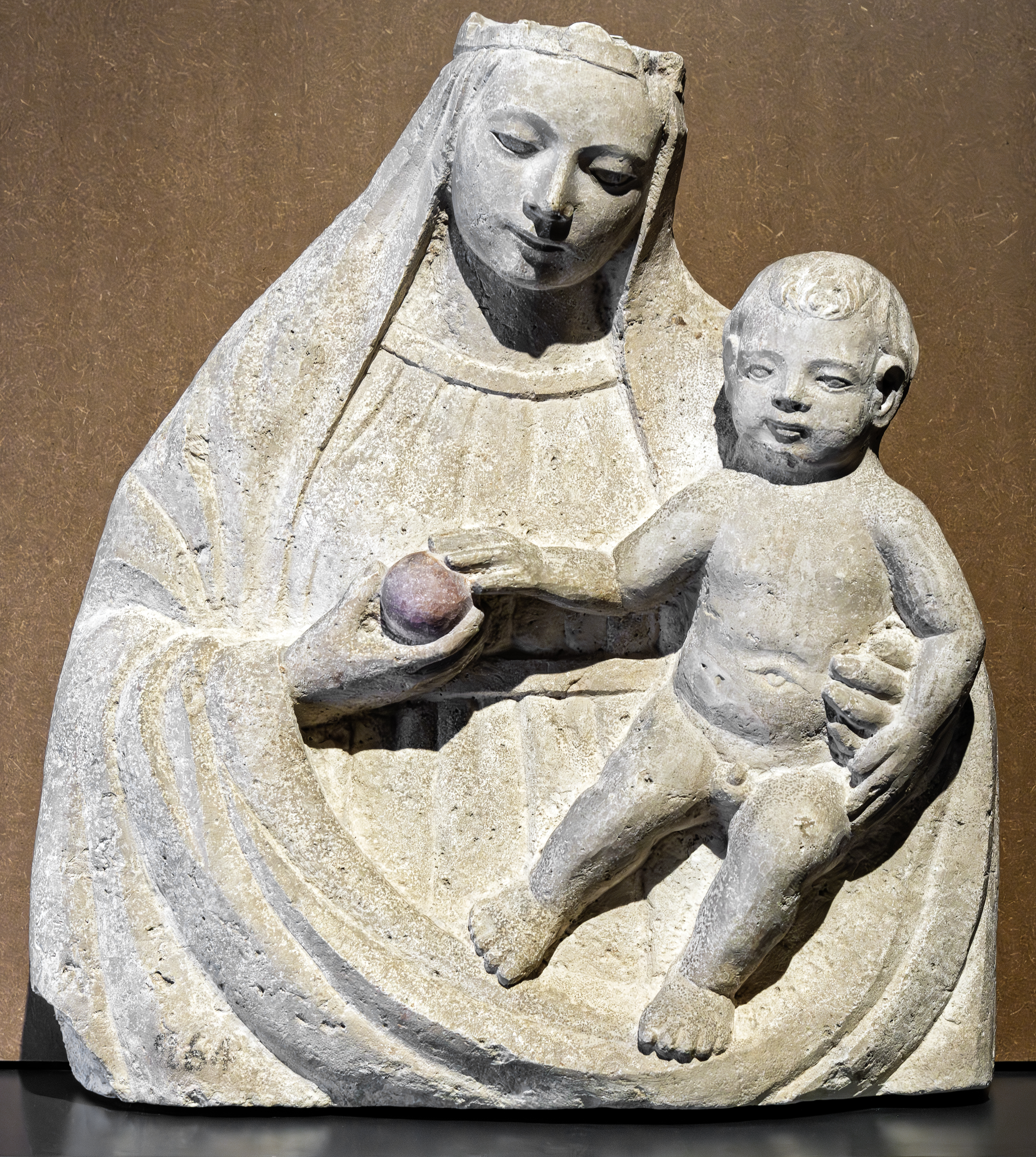
Madonna che offre frutta al Bambino Carlo da Carona Inizio del sec.XVI.
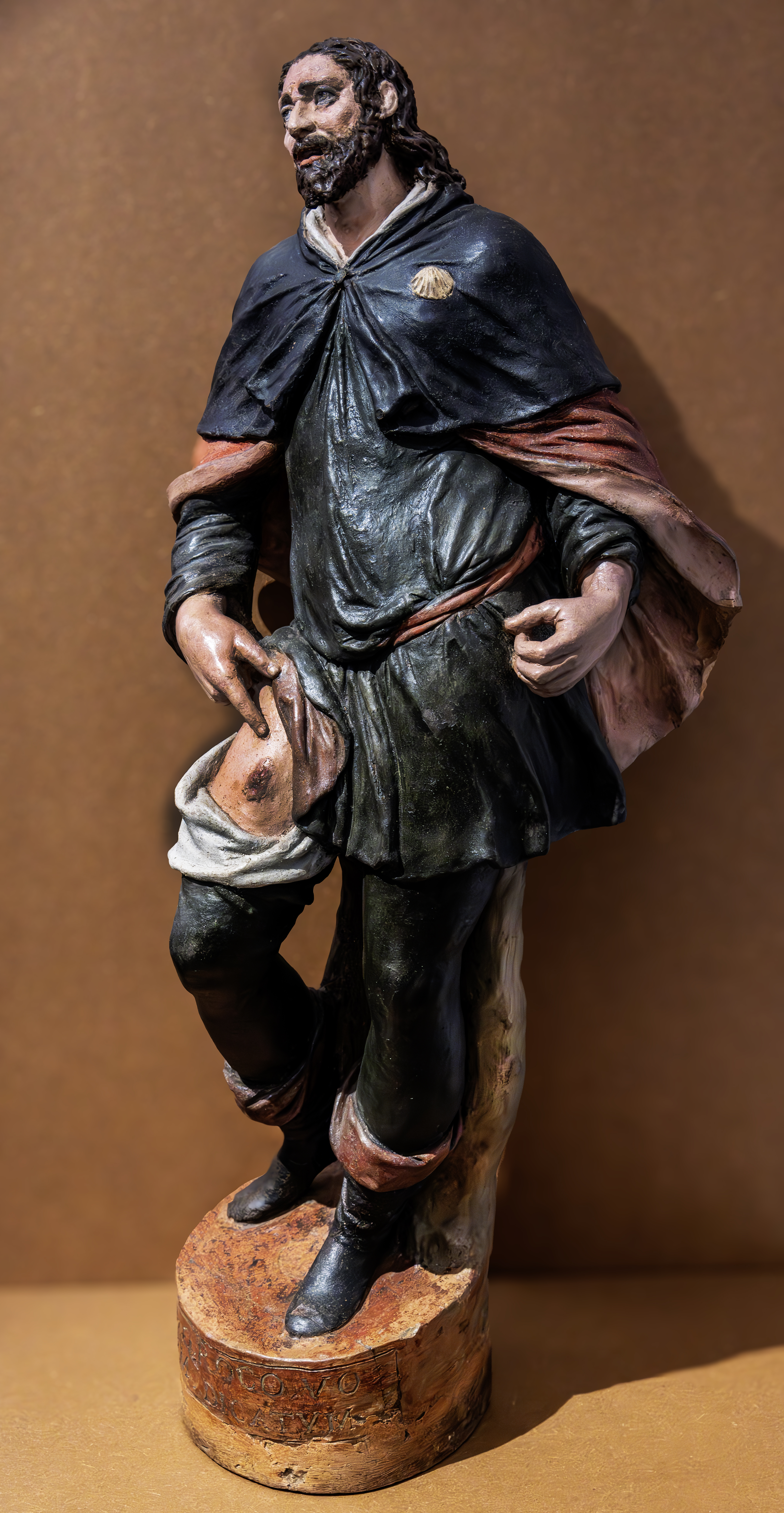
San Rocco  Scultore veneto, sec.XVII.
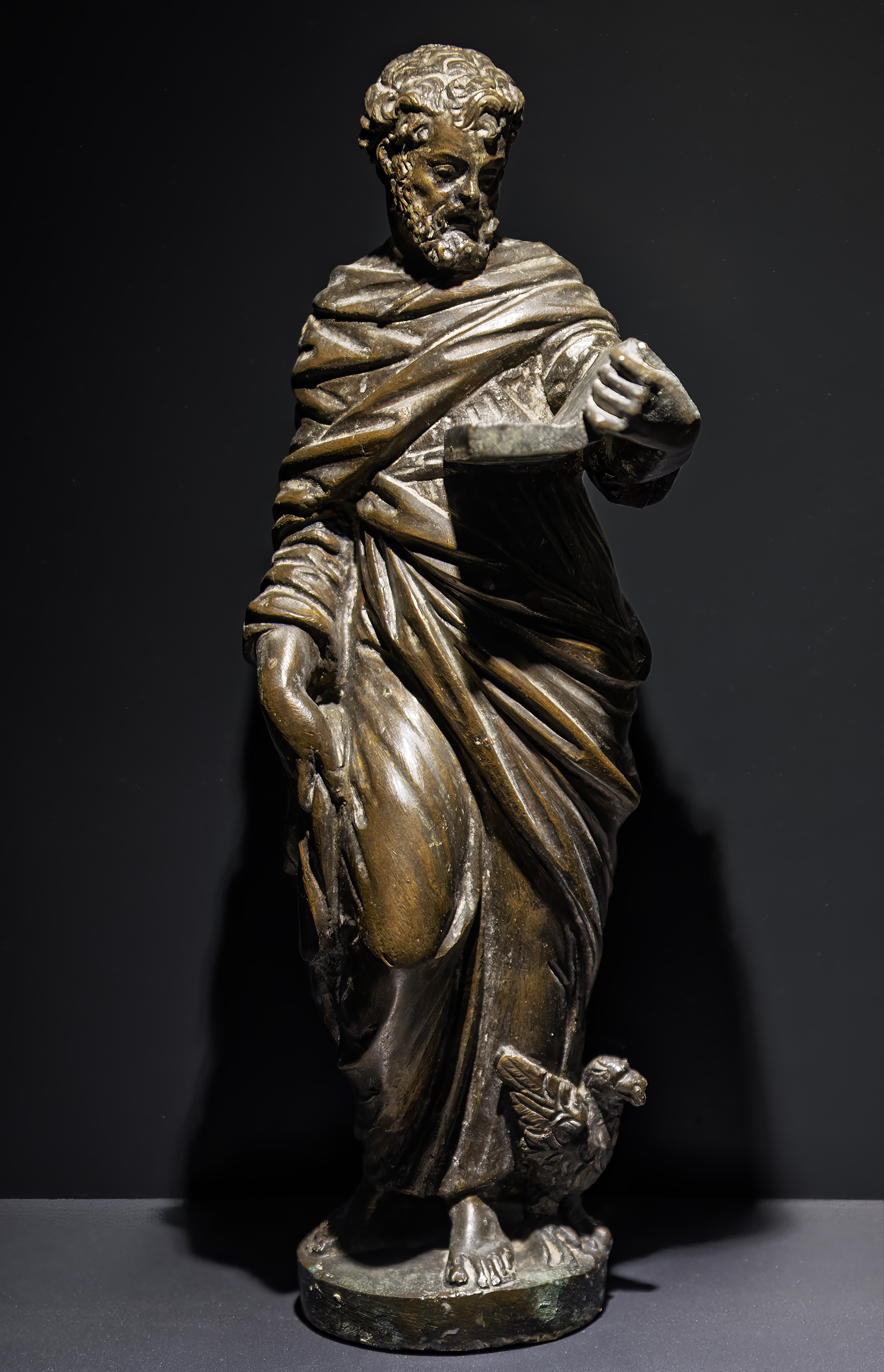
San Giovanni Evangelista di Girolamo Campagna e studio sec. XVII
San Giovanni Battista (bottega di Francesco Terilli) ca 1620
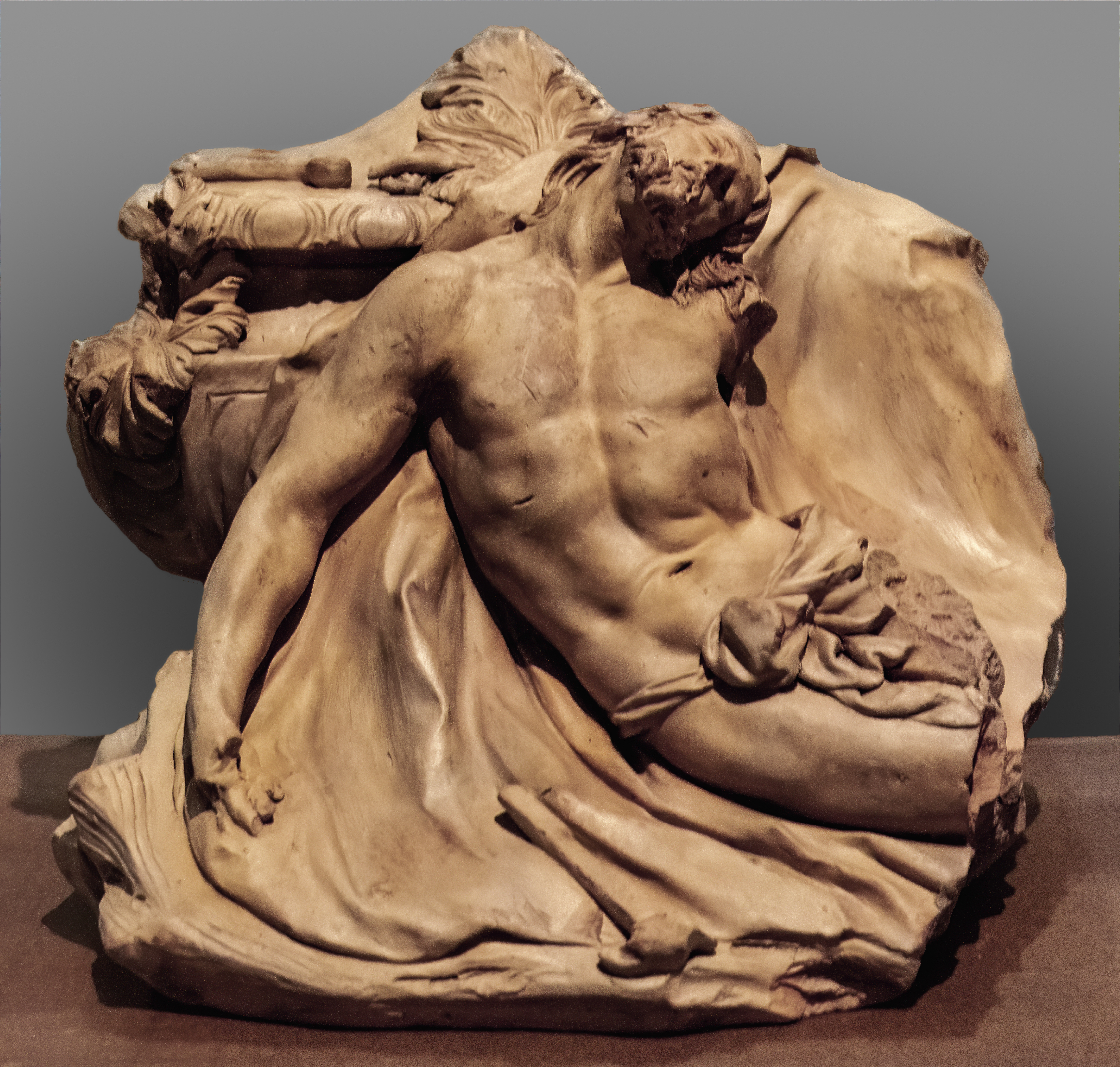
Cristo deposto Giovanni Marchiori sec. XVIII
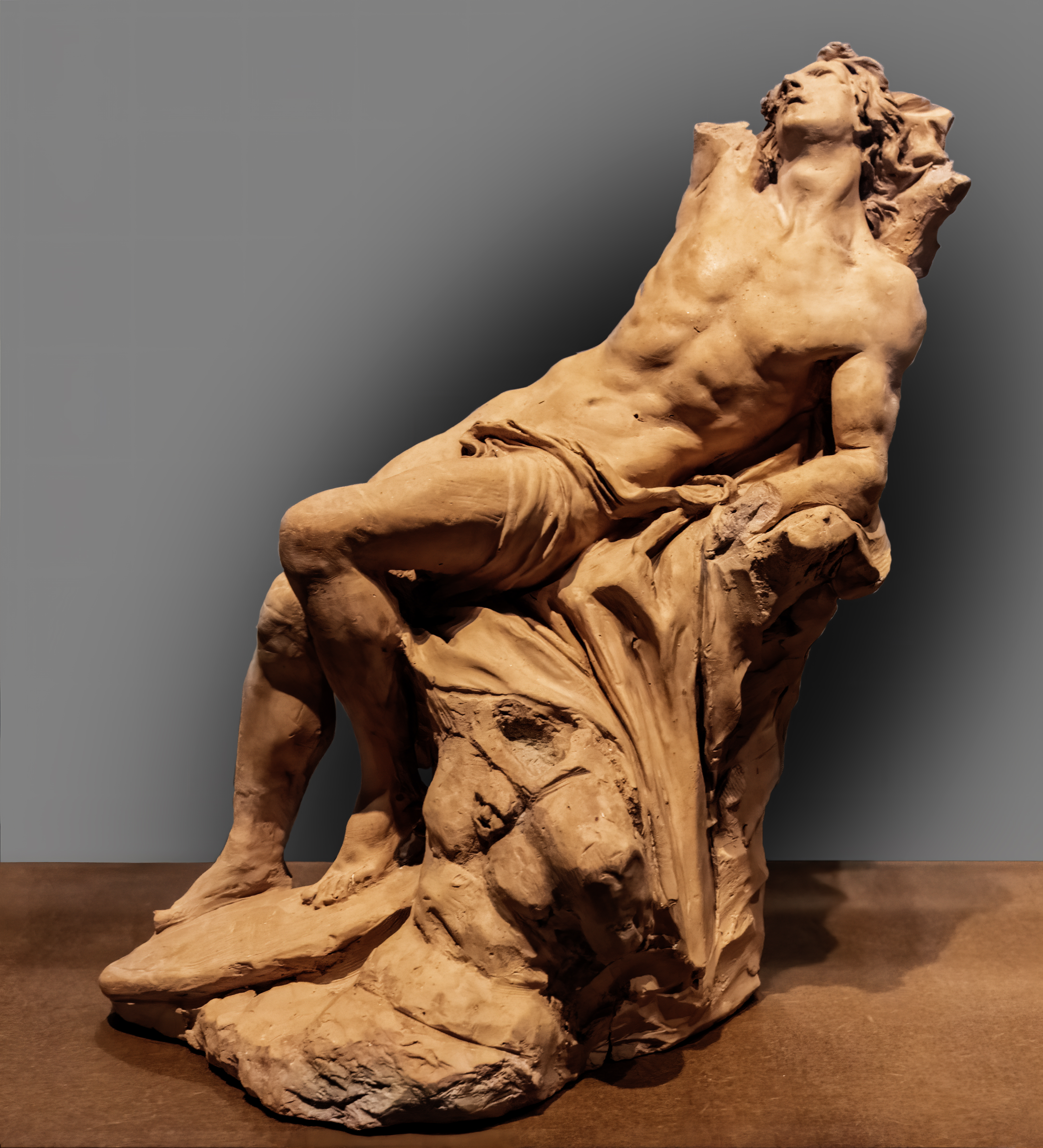
San Sebastiano Giovanni Marchiori sec. XVIII
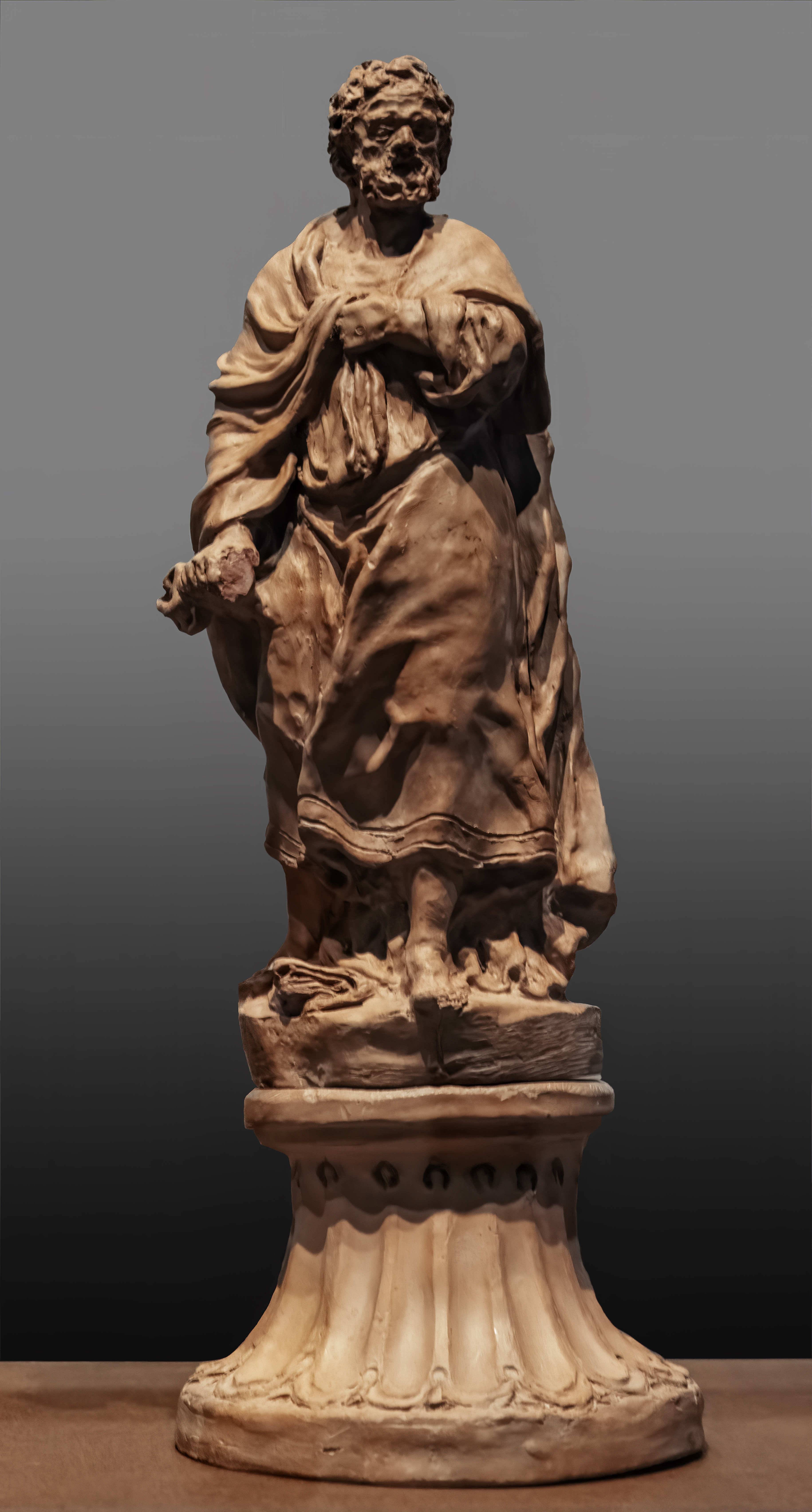
San Pietro Giovanni Marchiori sec. XVIII
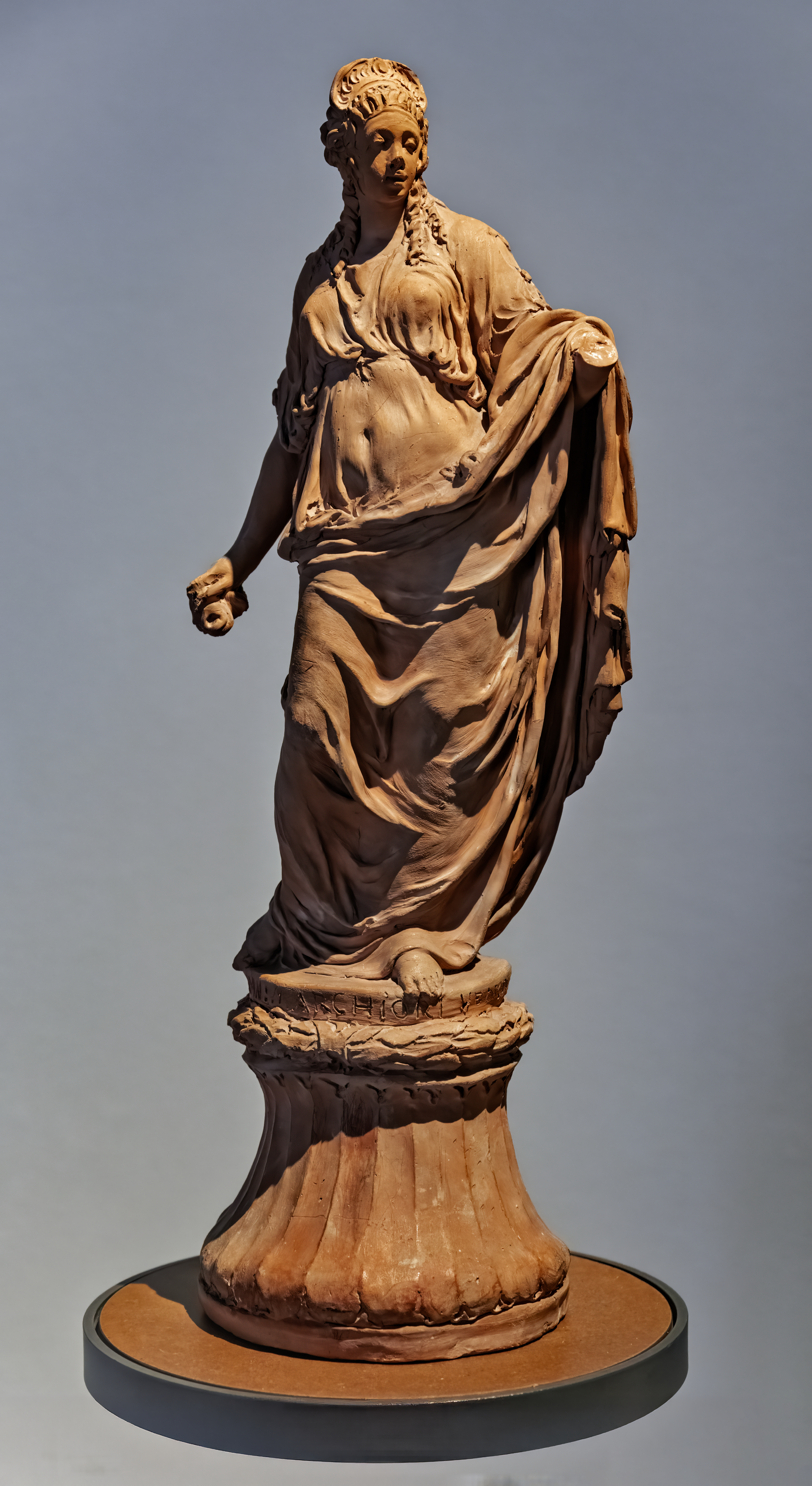
Pomona Giovanni Marchiori sec. XVIII
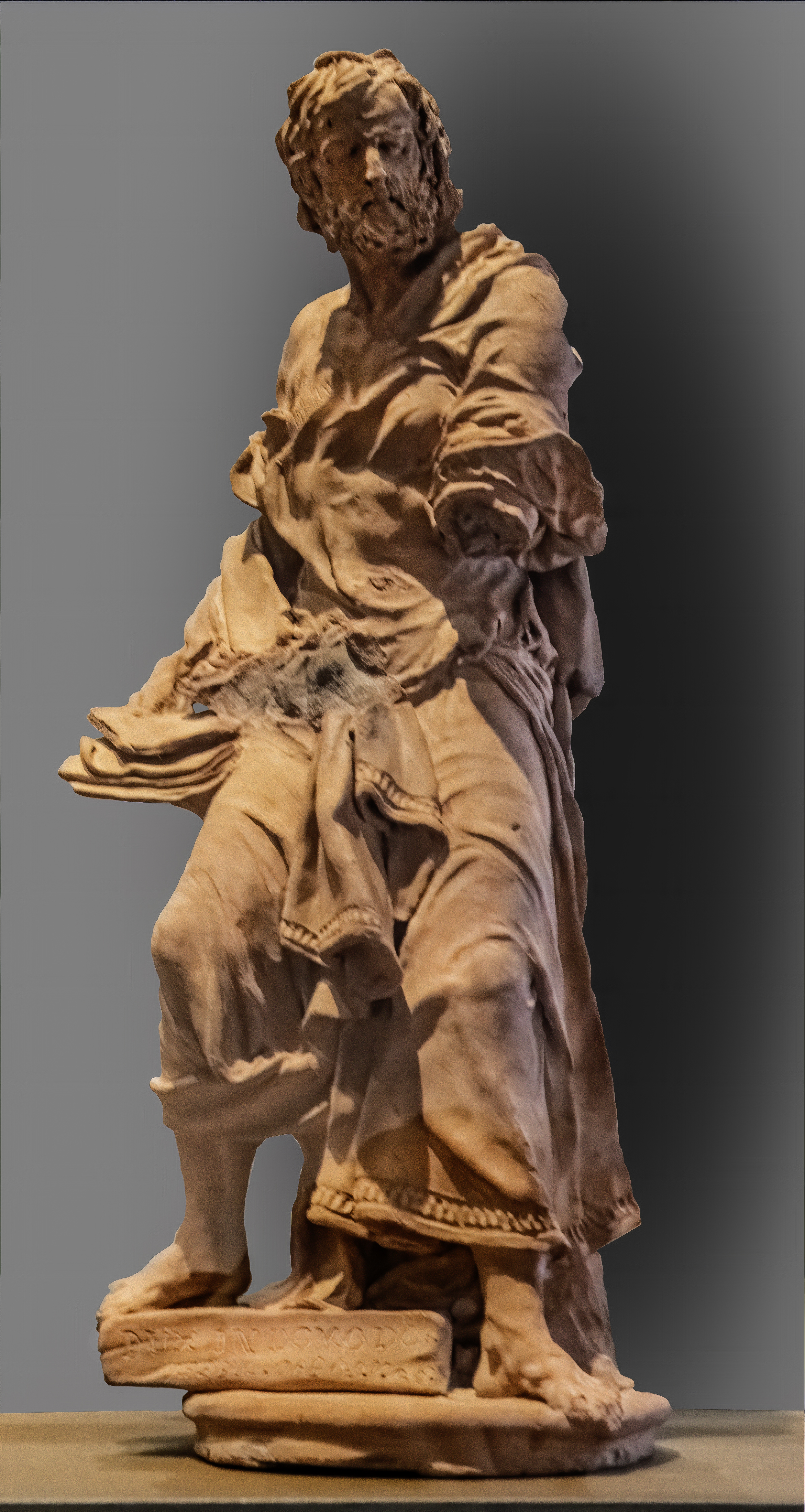
Il profeta Geremia  Giovanni Marchiori sec. XVIII
Testa di Saffo incoronata d'Alloro - Giovanni Marchiori
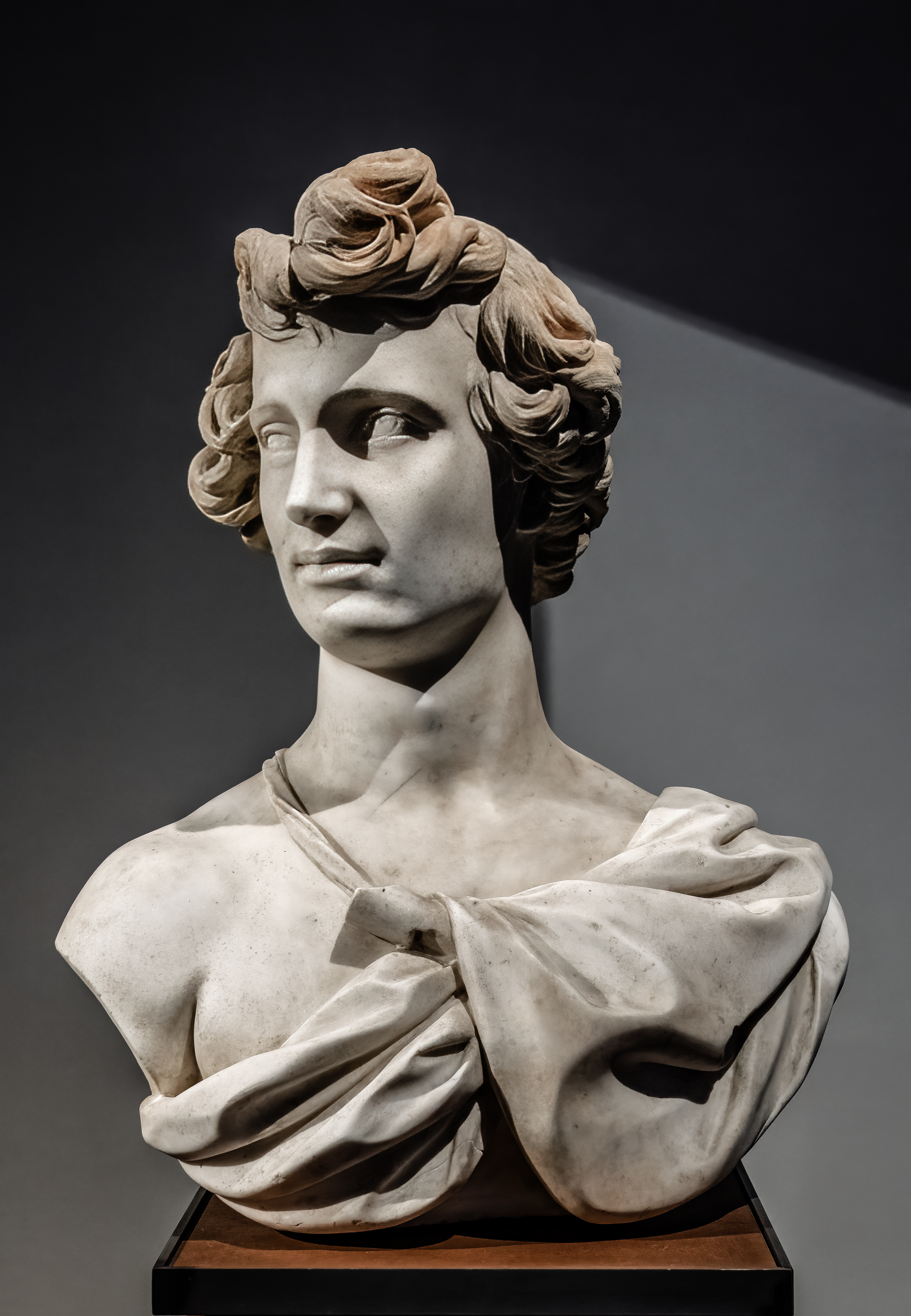
Apollo come pastore -  - Giovanni Marchiori
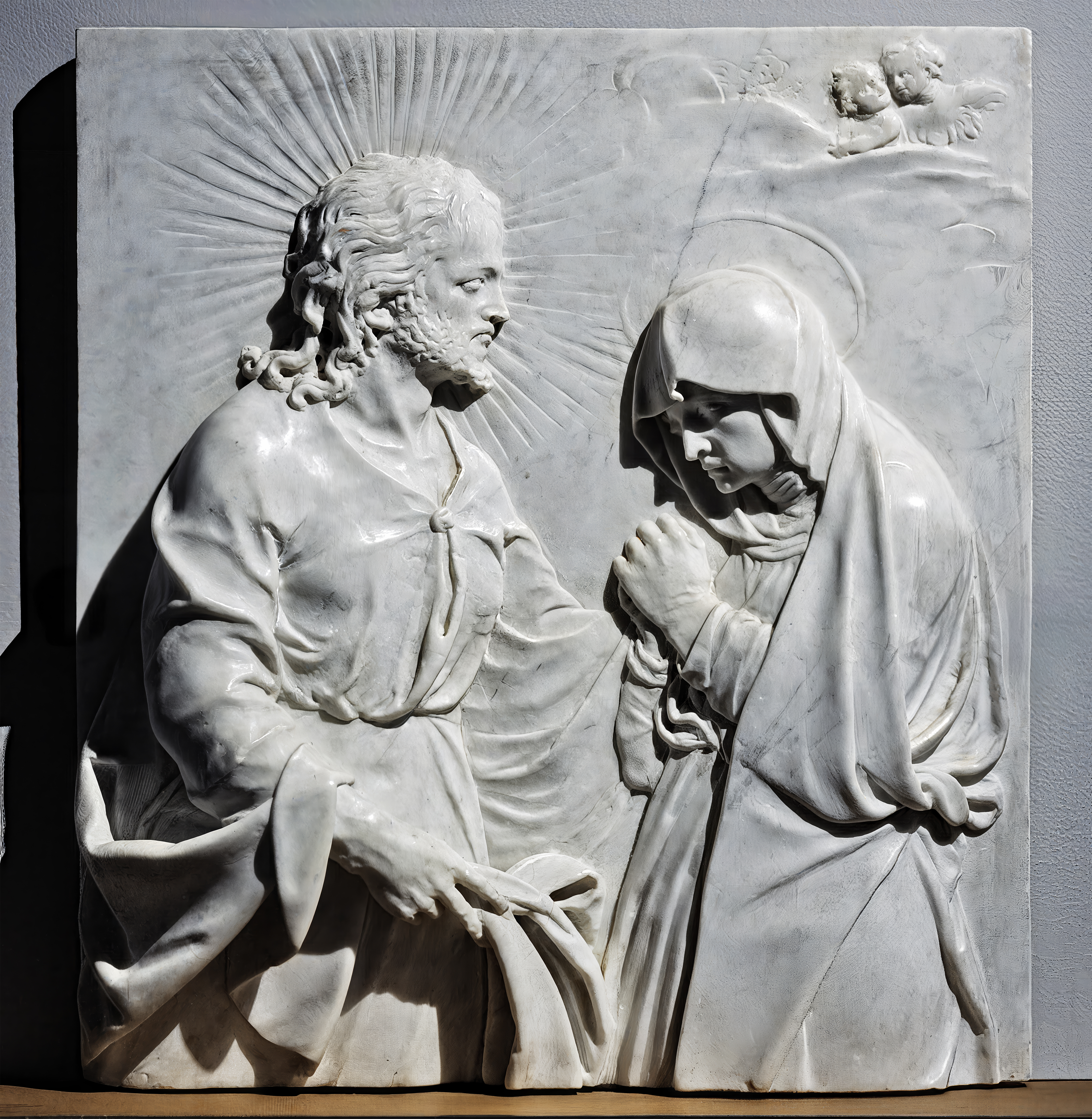
Cristo si congeda dalla Madonna Giovanni Marchiori sec. XVIII
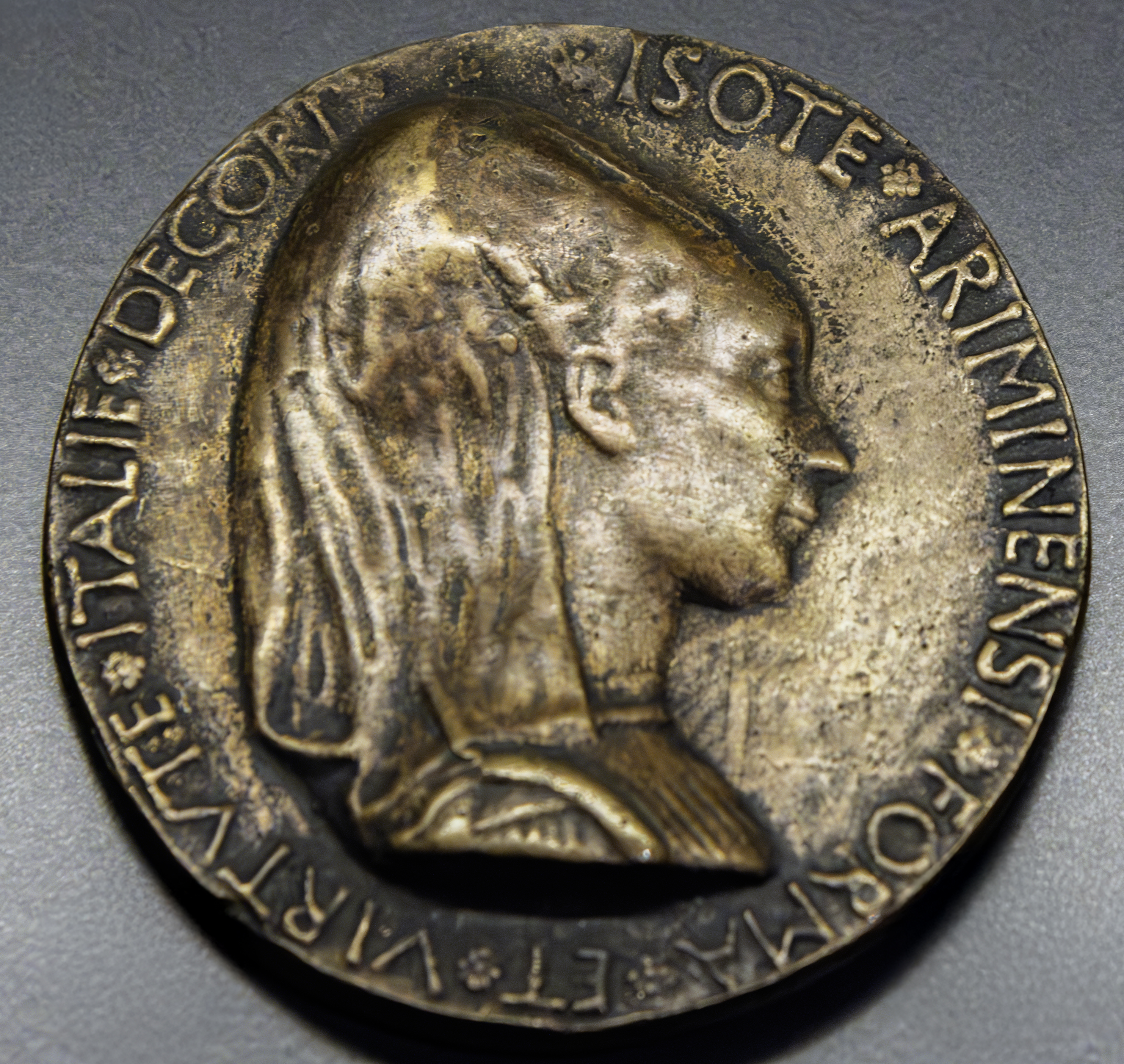
Medaglia di Isotta degli Atti 1446 Matteo de' Pasti
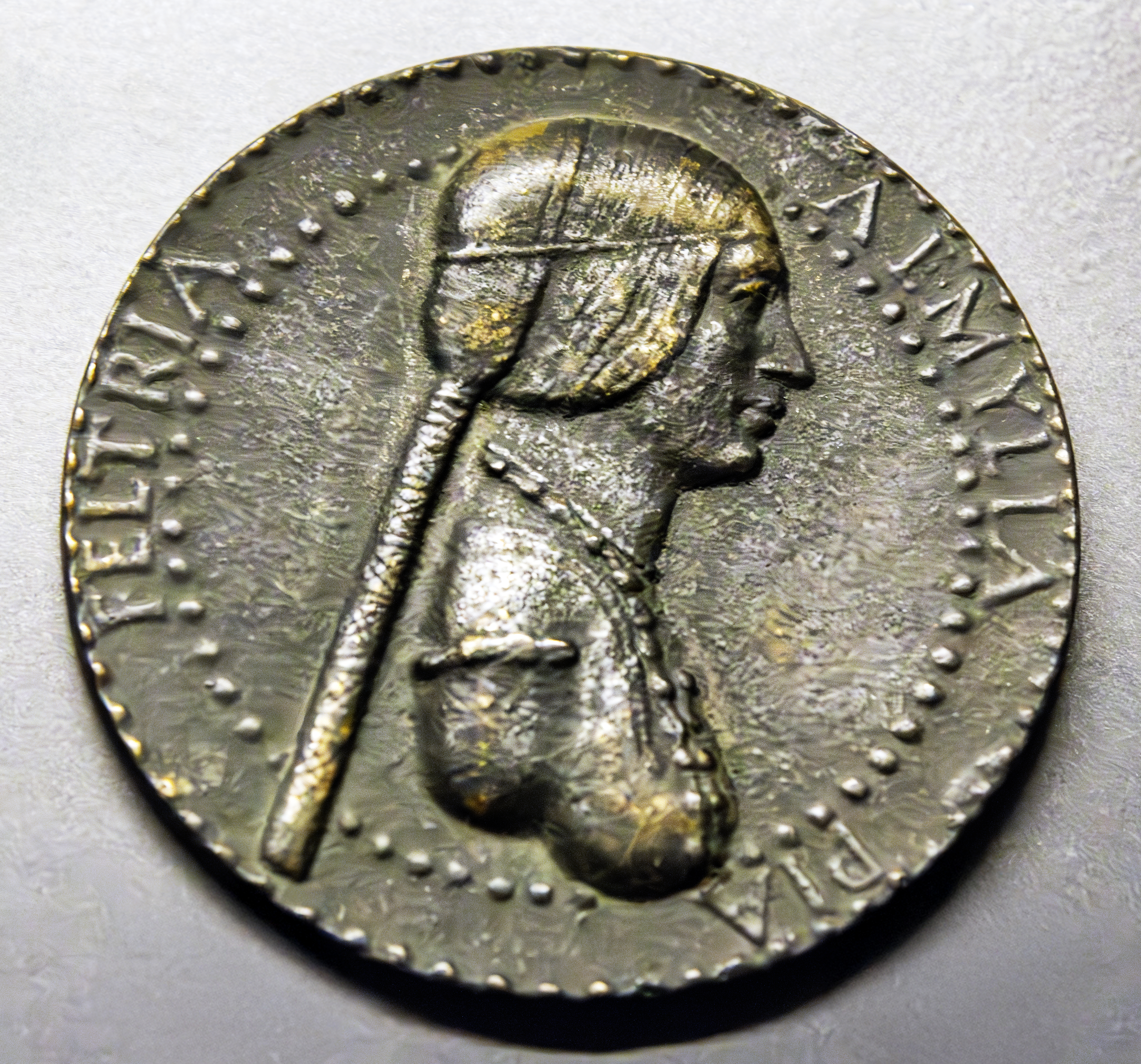
Medaglia di Emilia di Montefeltro  1495 Adriano Fiorentino
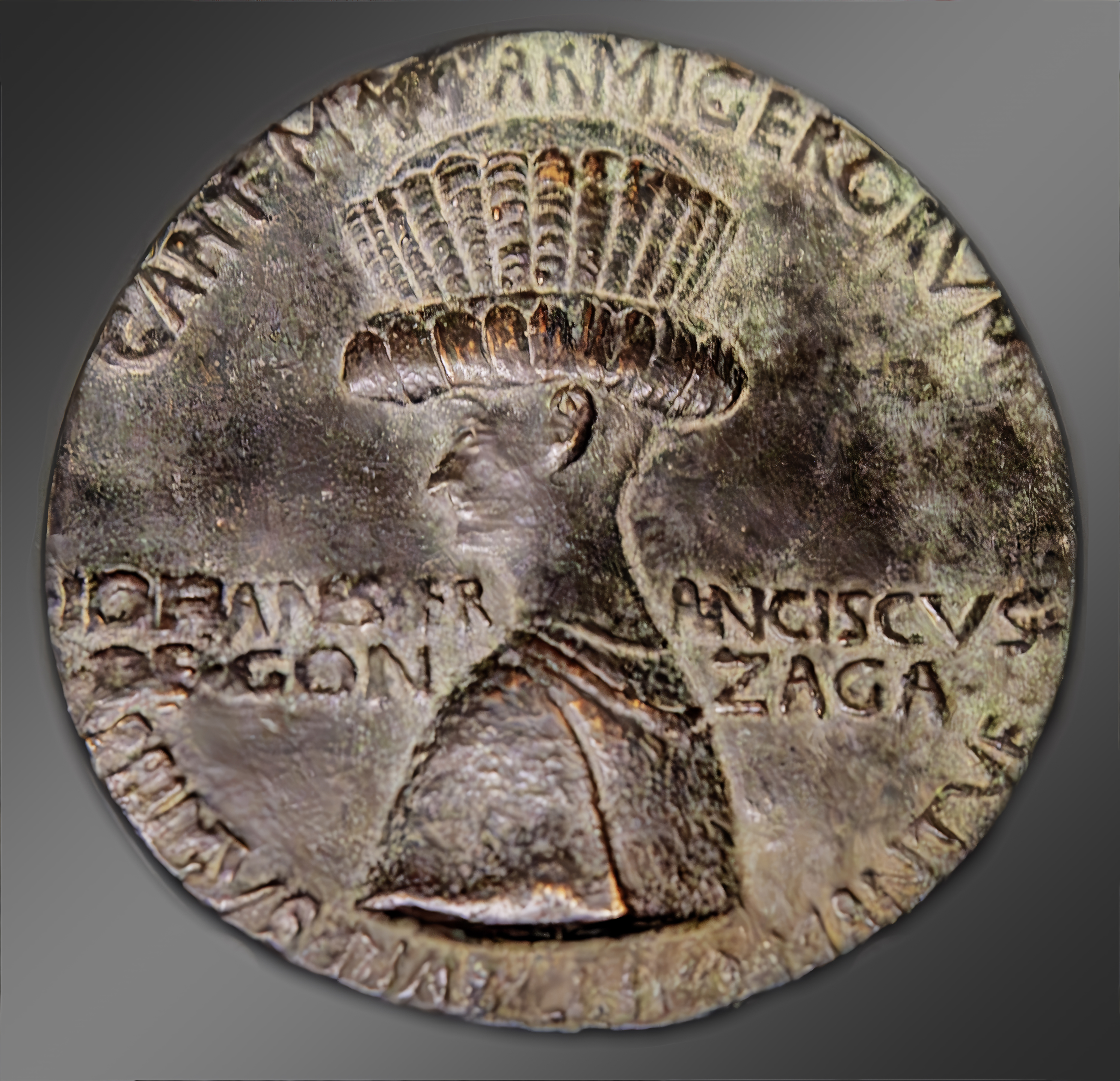
Medaglia di Giovan Francesco Gonzaga I marchese di Mantova di Pisanello sec. XVIIe
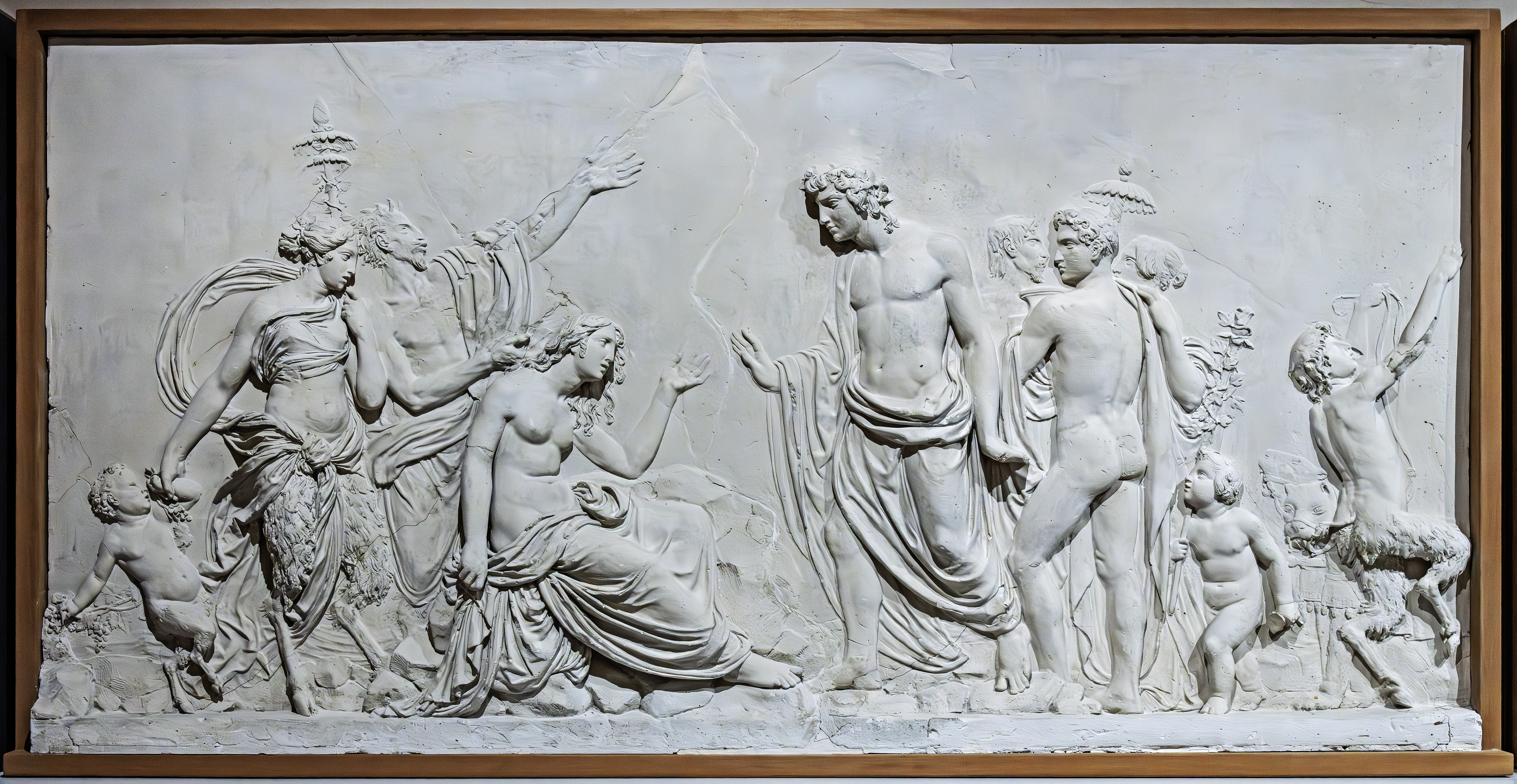
Bacco conforta Arianna - Pietro Zandomeneghi
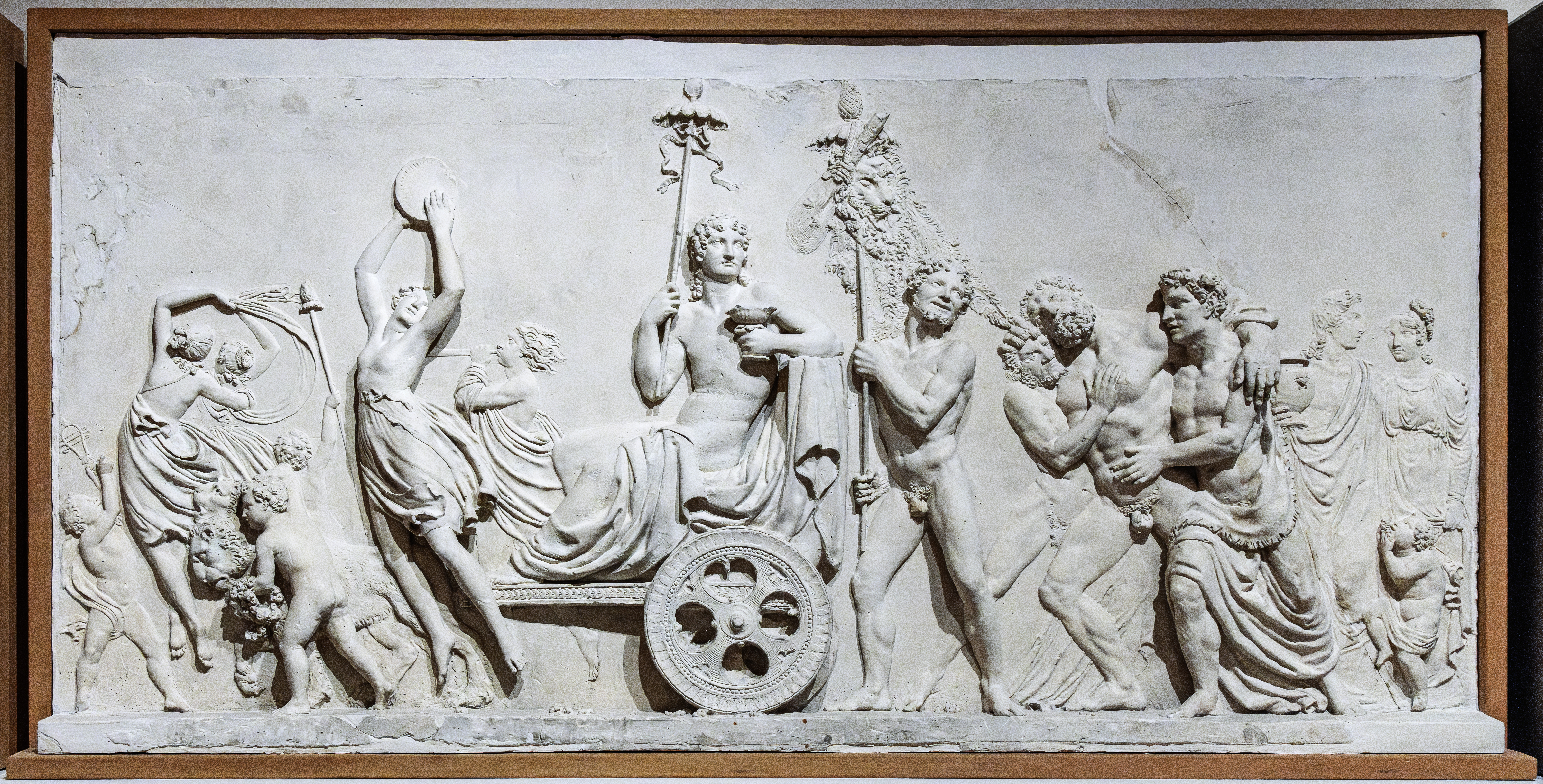
Trionfo di Bacco - Pietro Zandomeneghi
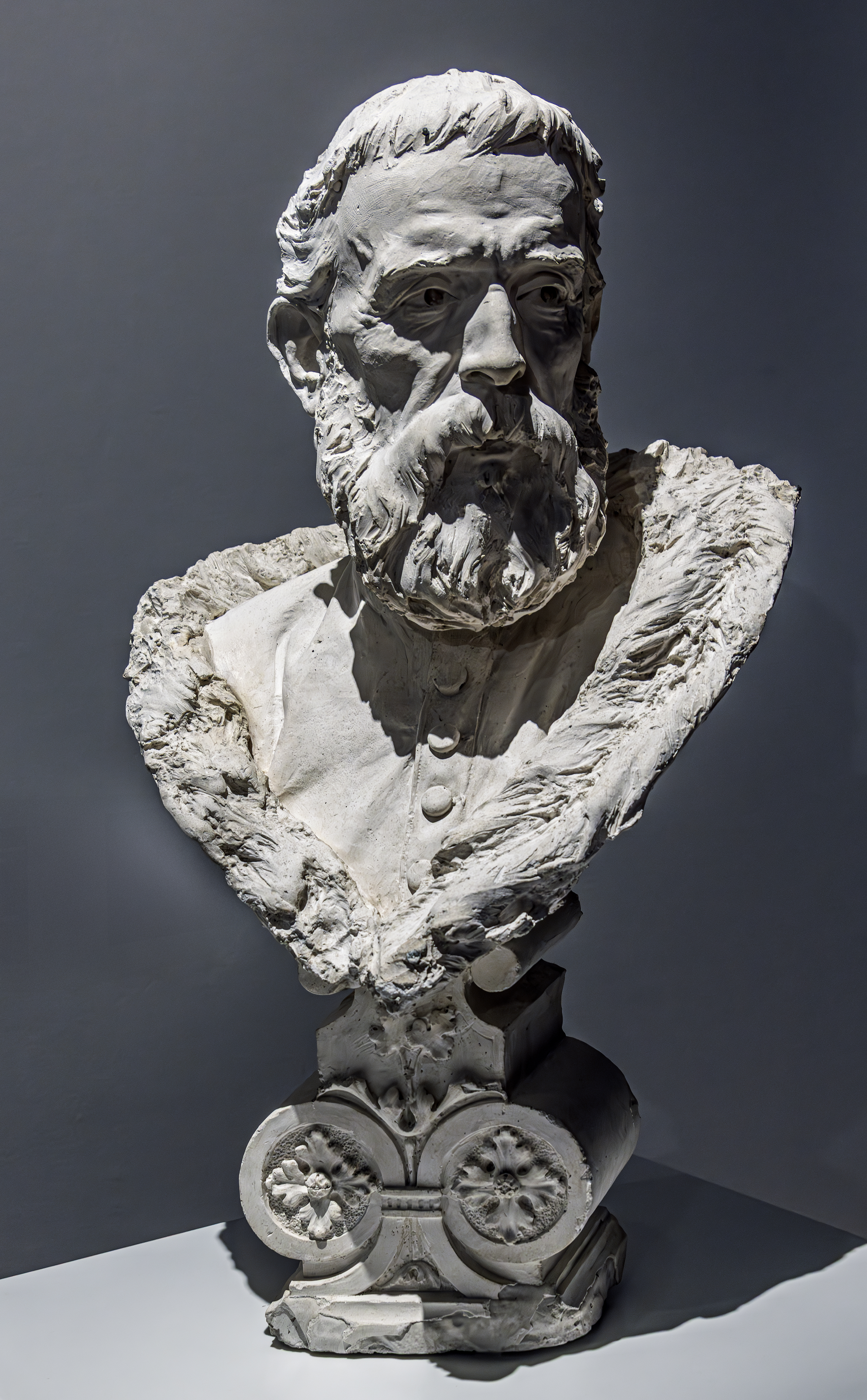
Busto di Paris Bordone di Antonio Carlini 1900

### Dipinti

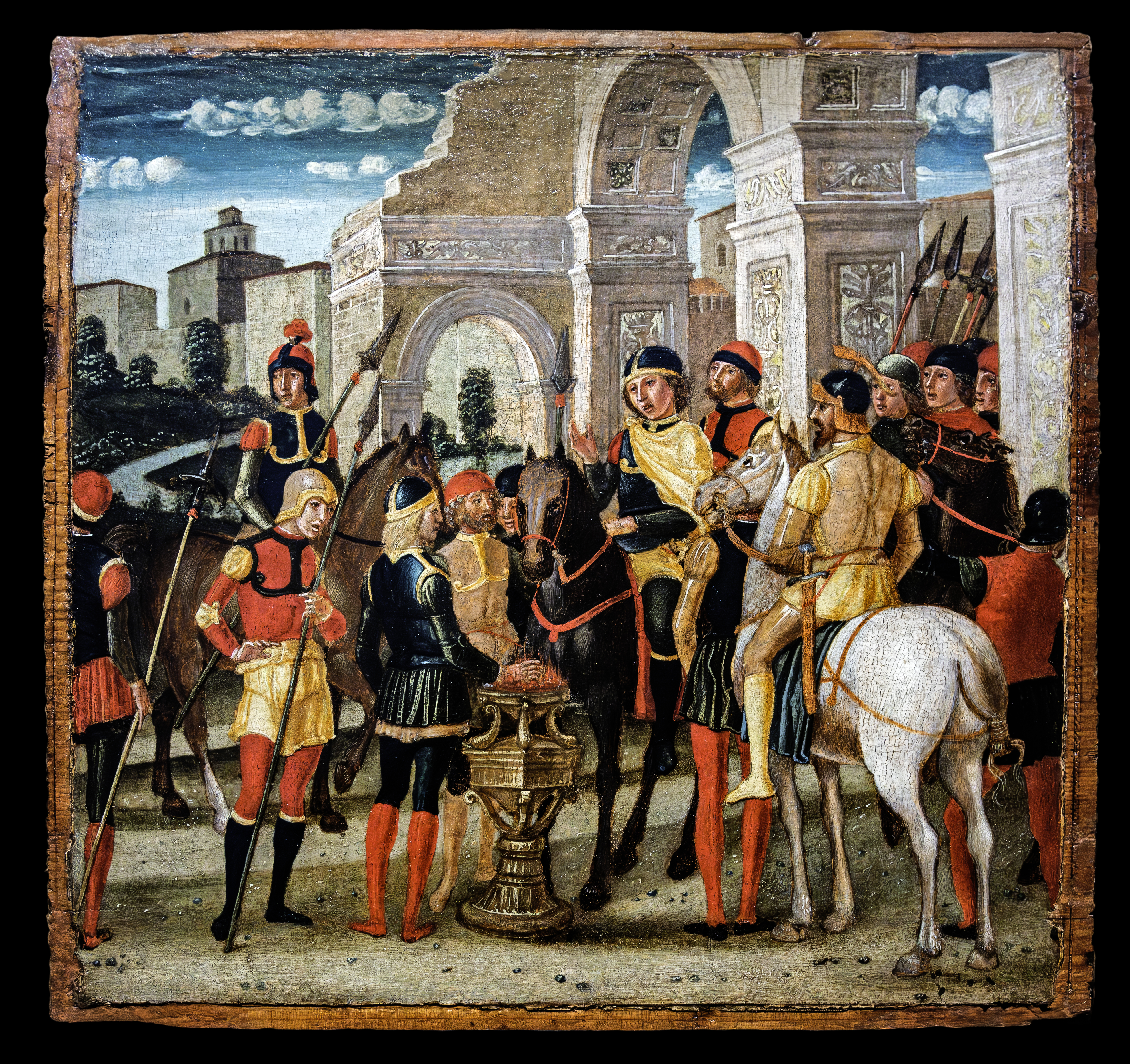
Episodio della storia di Muzio Scevola, sec. XV ultimo quarto
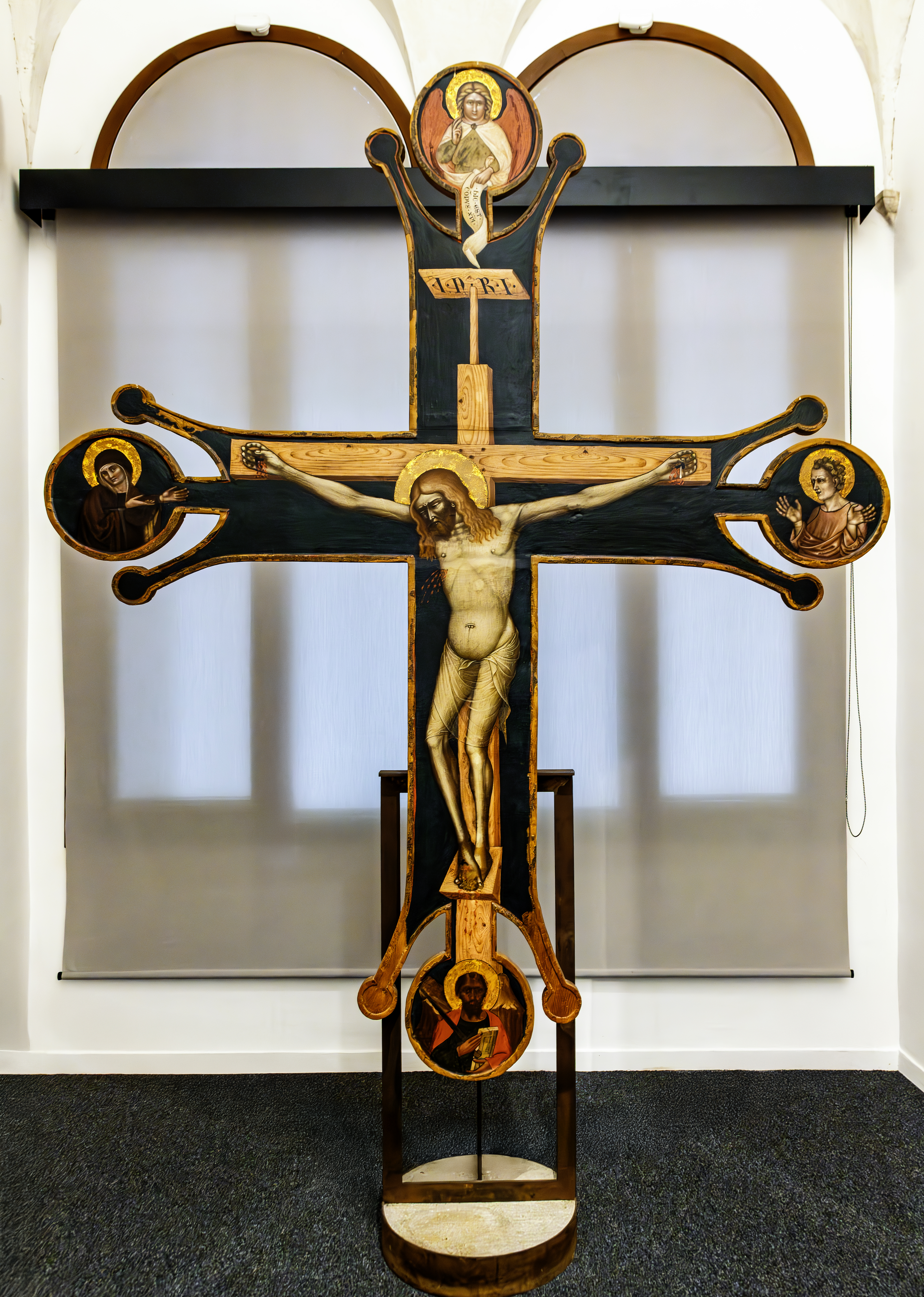
Crocifisso proveniente dal Convento femminile domenicano di San Paolo, Treviso, fine del sec. XIV, inizio sec. XV.
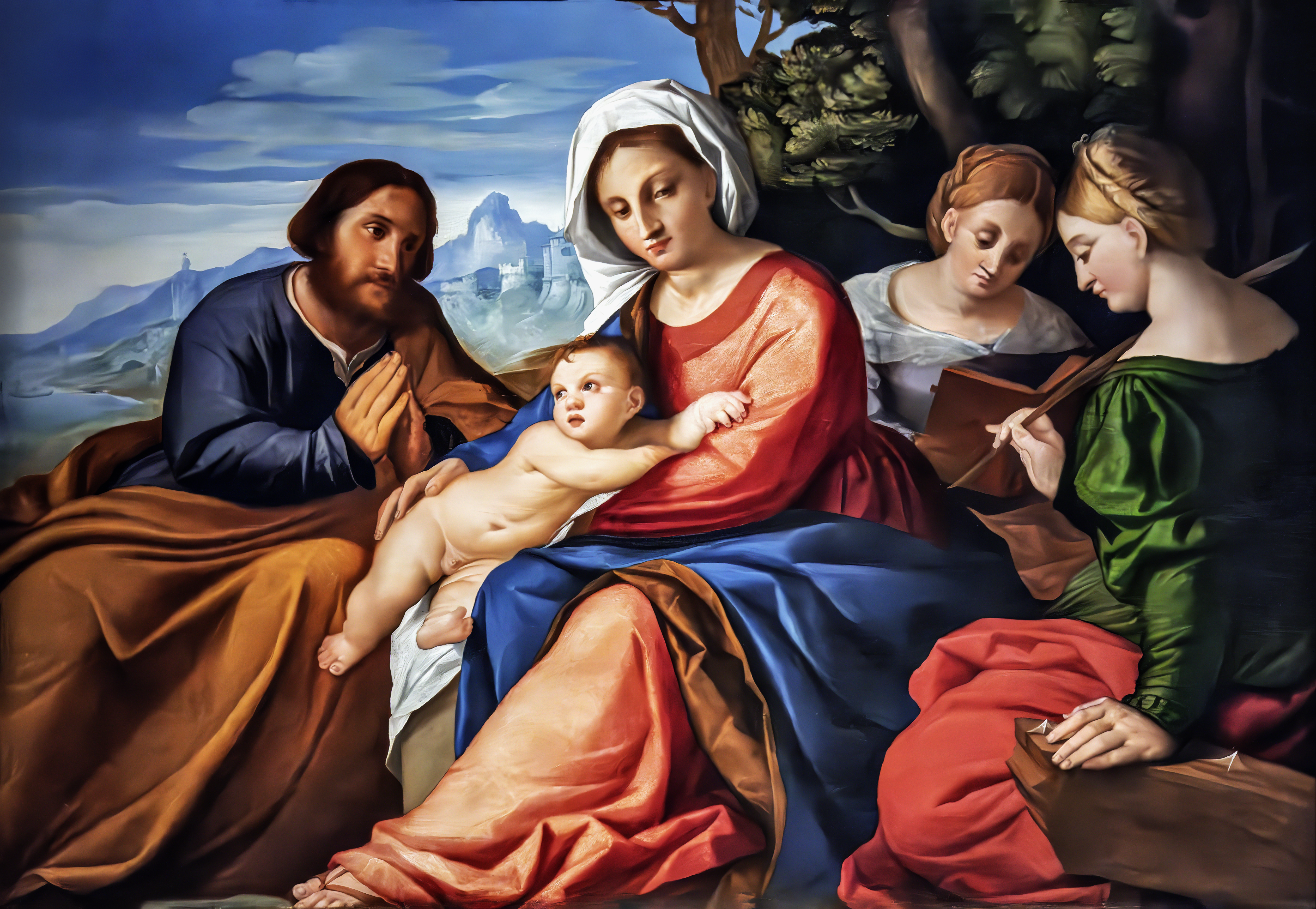
Santa Conversazione, ca 1520, Palma il Vecchio
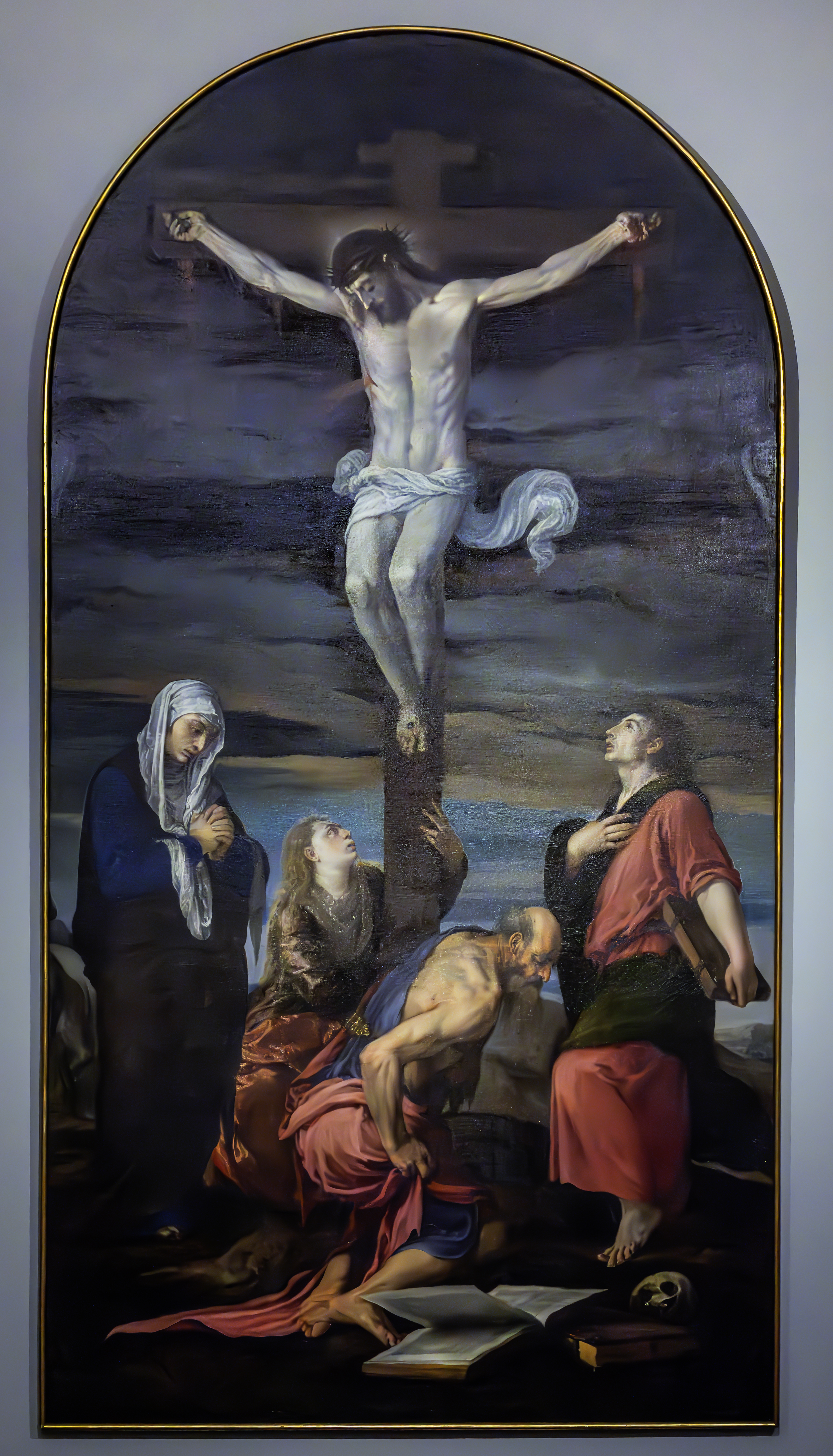
Crocifissione con la Madonna, San Giovanni Evangelista, la Maddalena e San Gerolamo da   Jacopo Bassano
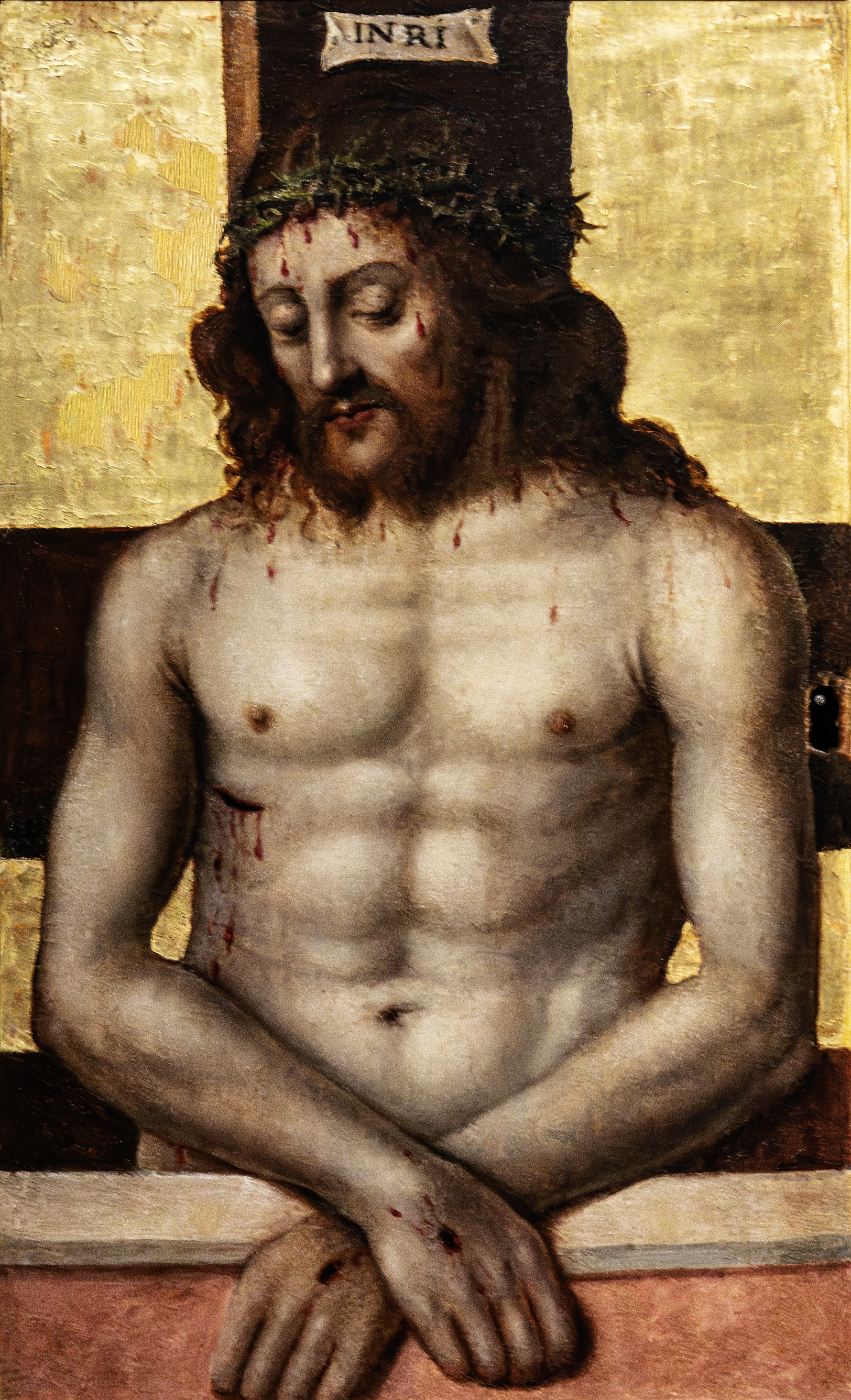
Imago Pietatis (ca 1450) Dario da Treviso.
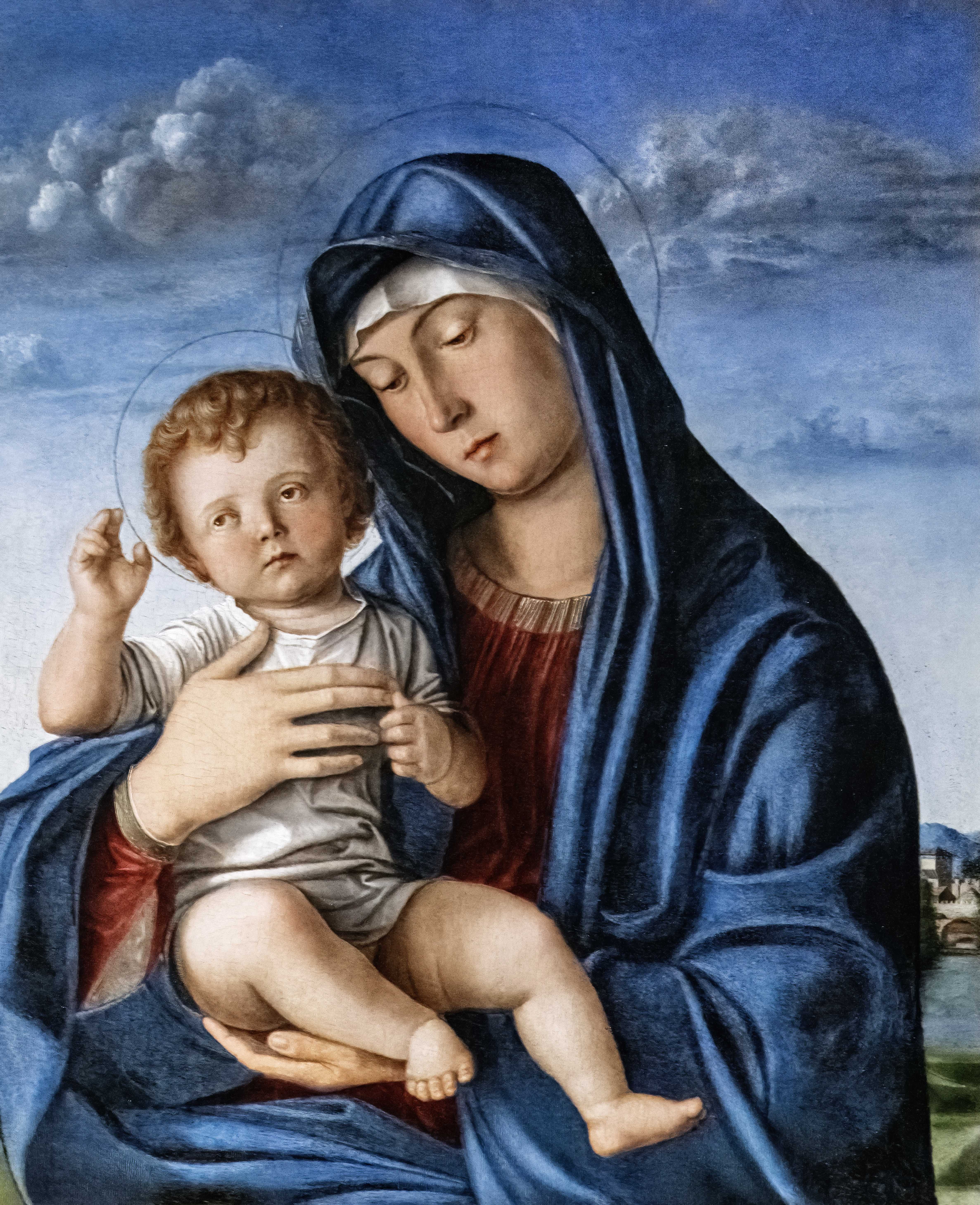
Madonna col Bambino di Giovanni Bellini (1475-1480).
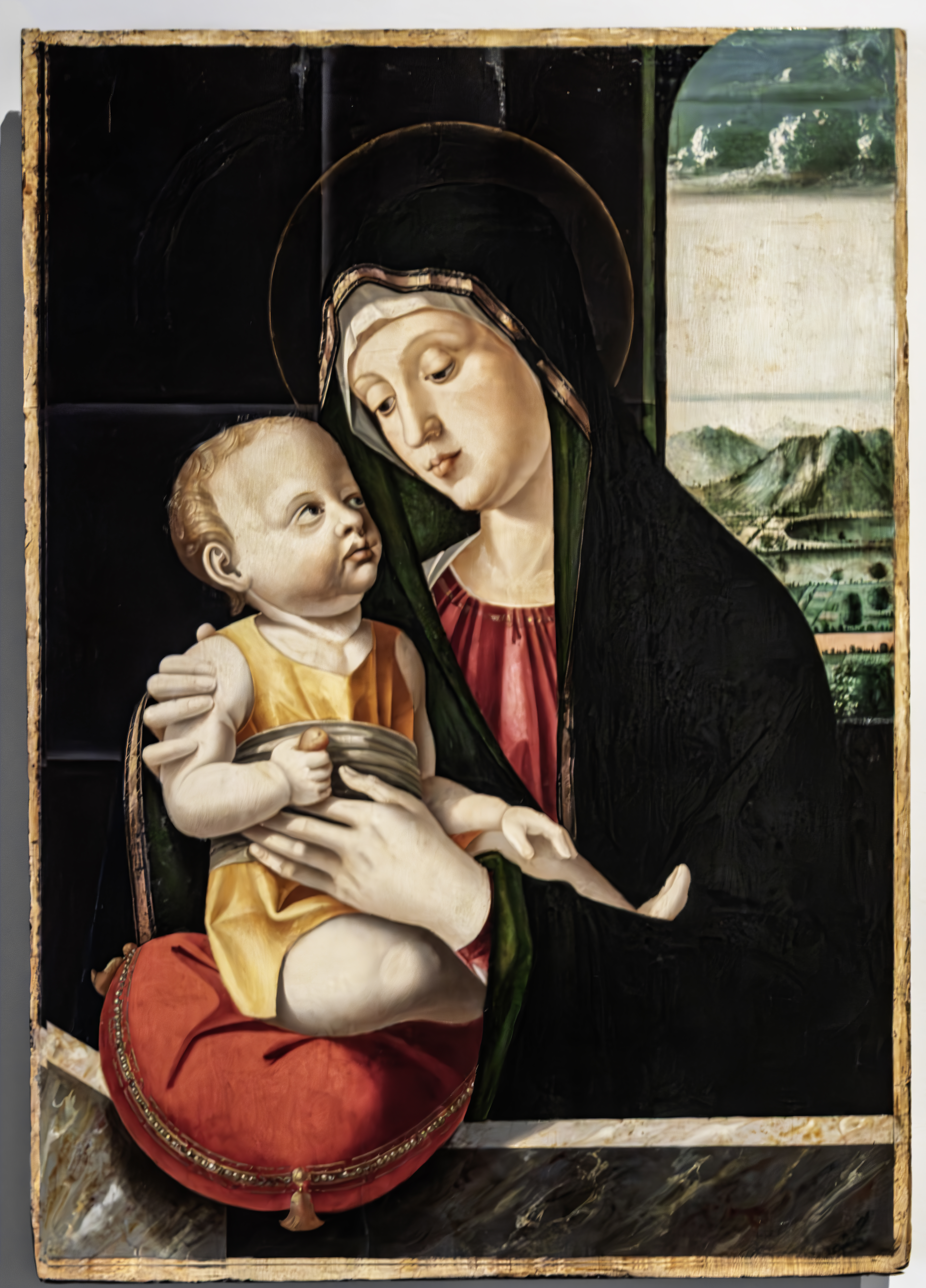
Madonna col bambino(1490-1510), Jacopo da Valenza
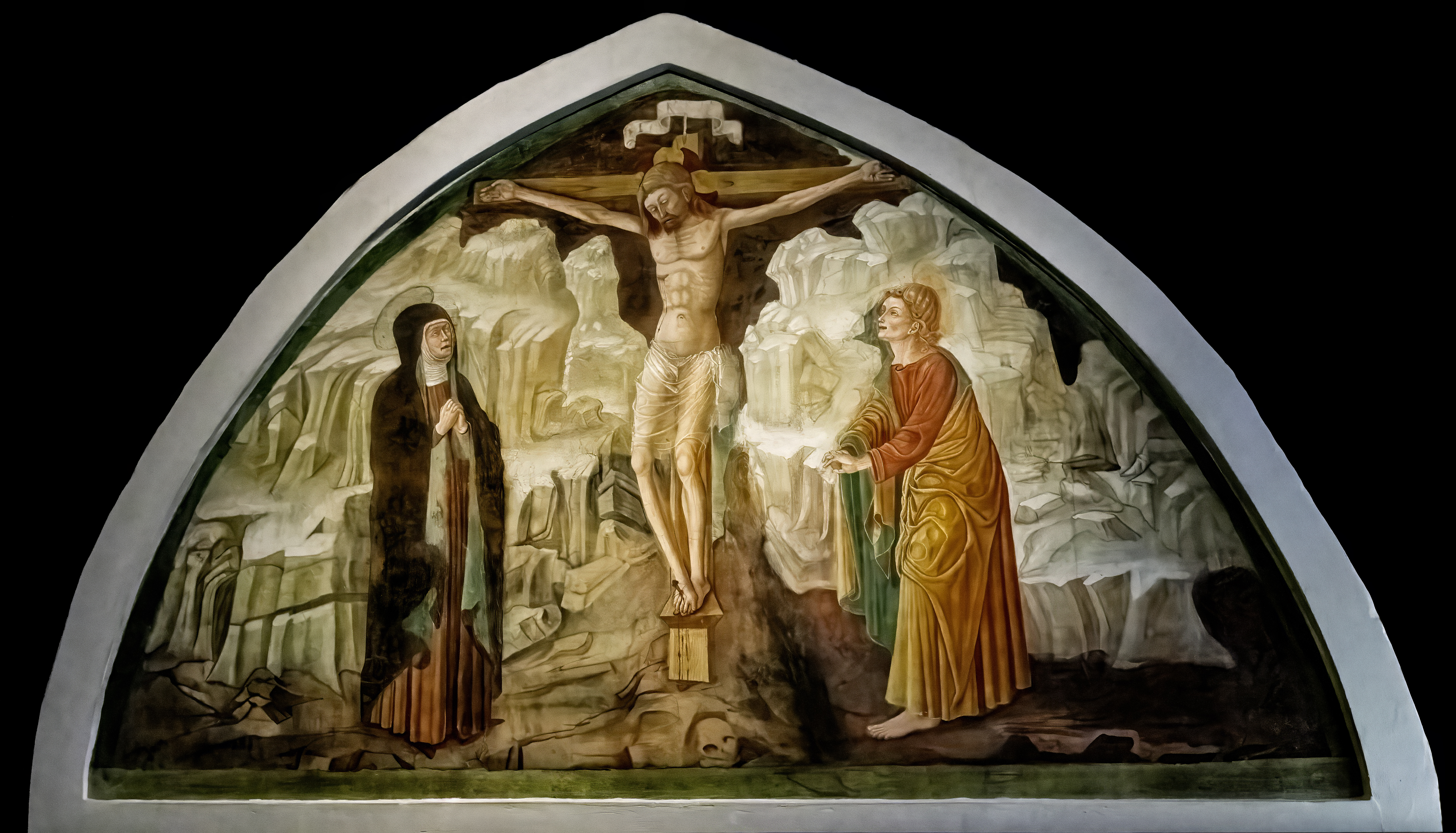
Crocifissione con la Madonna e San Giovanni di Dario di Giovanni 1454, da Dario di Giovanni.
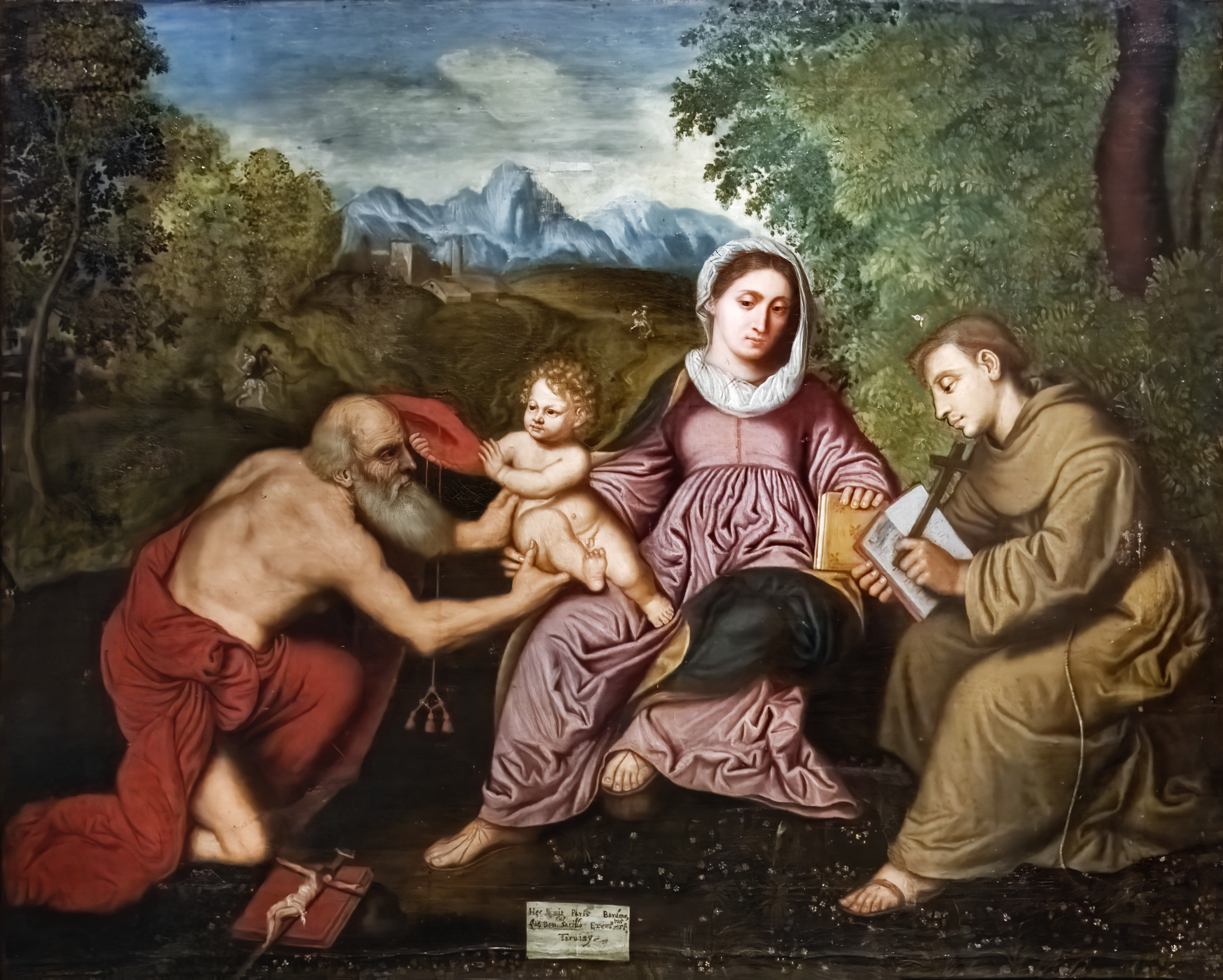
Madonna col Bambino tra San Girolamo e San Francesco d'Assisi sec. XV. Domenico da Sacile.
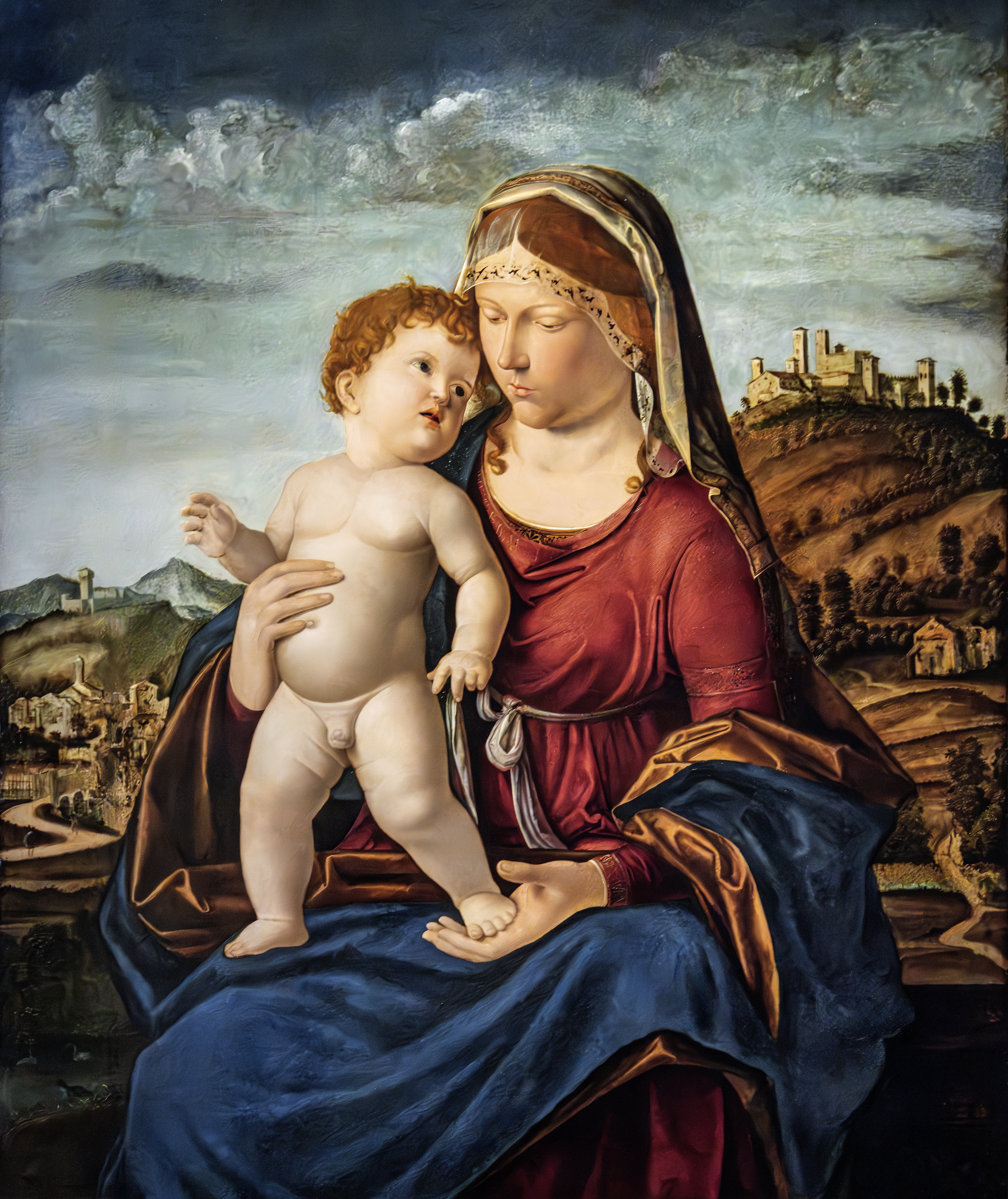
Madonna col Bambino su sfondo paesaggistico (ca.1510) Cima da Conegliano
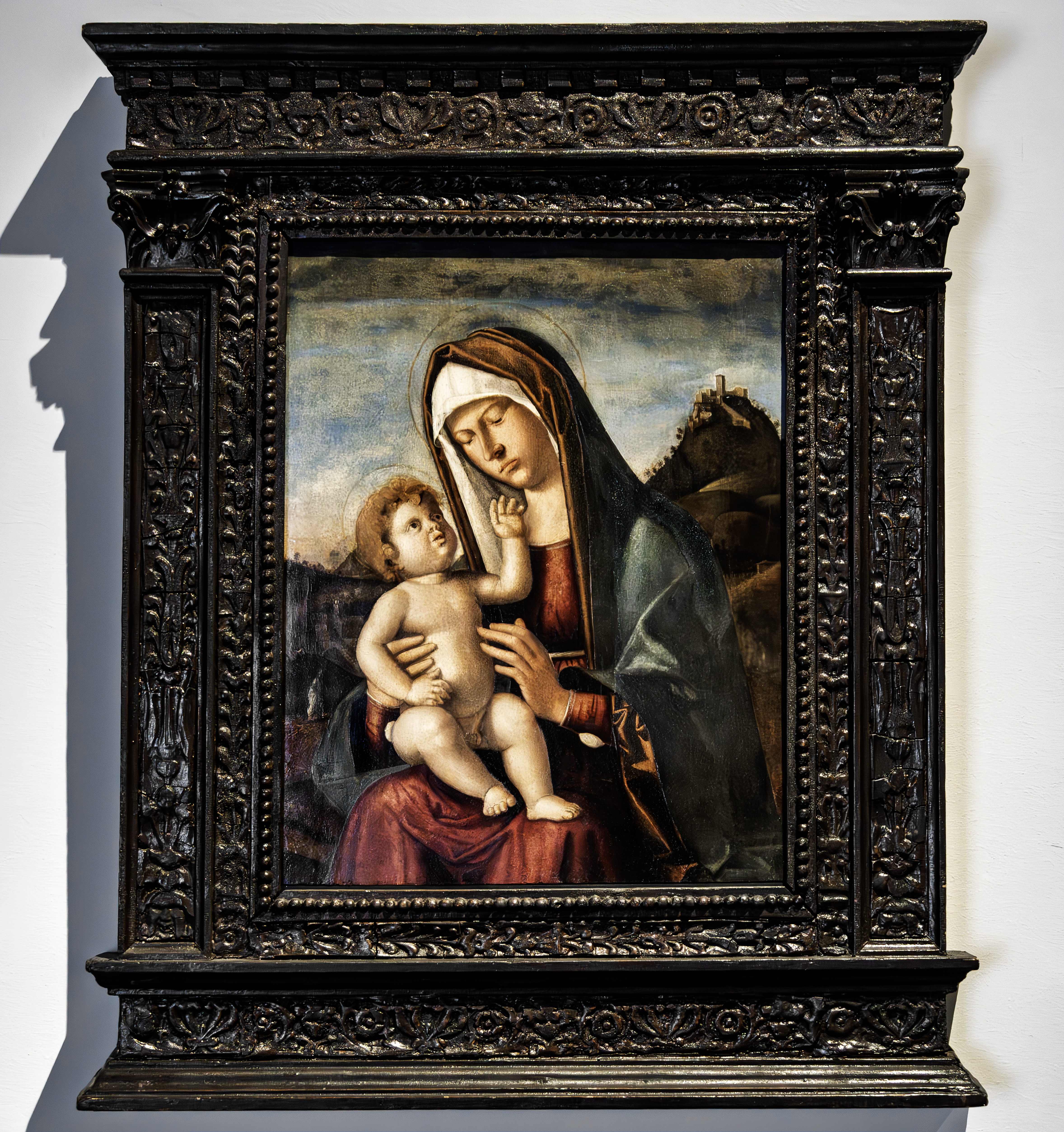
Madonna col Bambino Cima da Conegliano (seguace) dell'eredità Gobbato (ca.1510) Cima da Conegliano
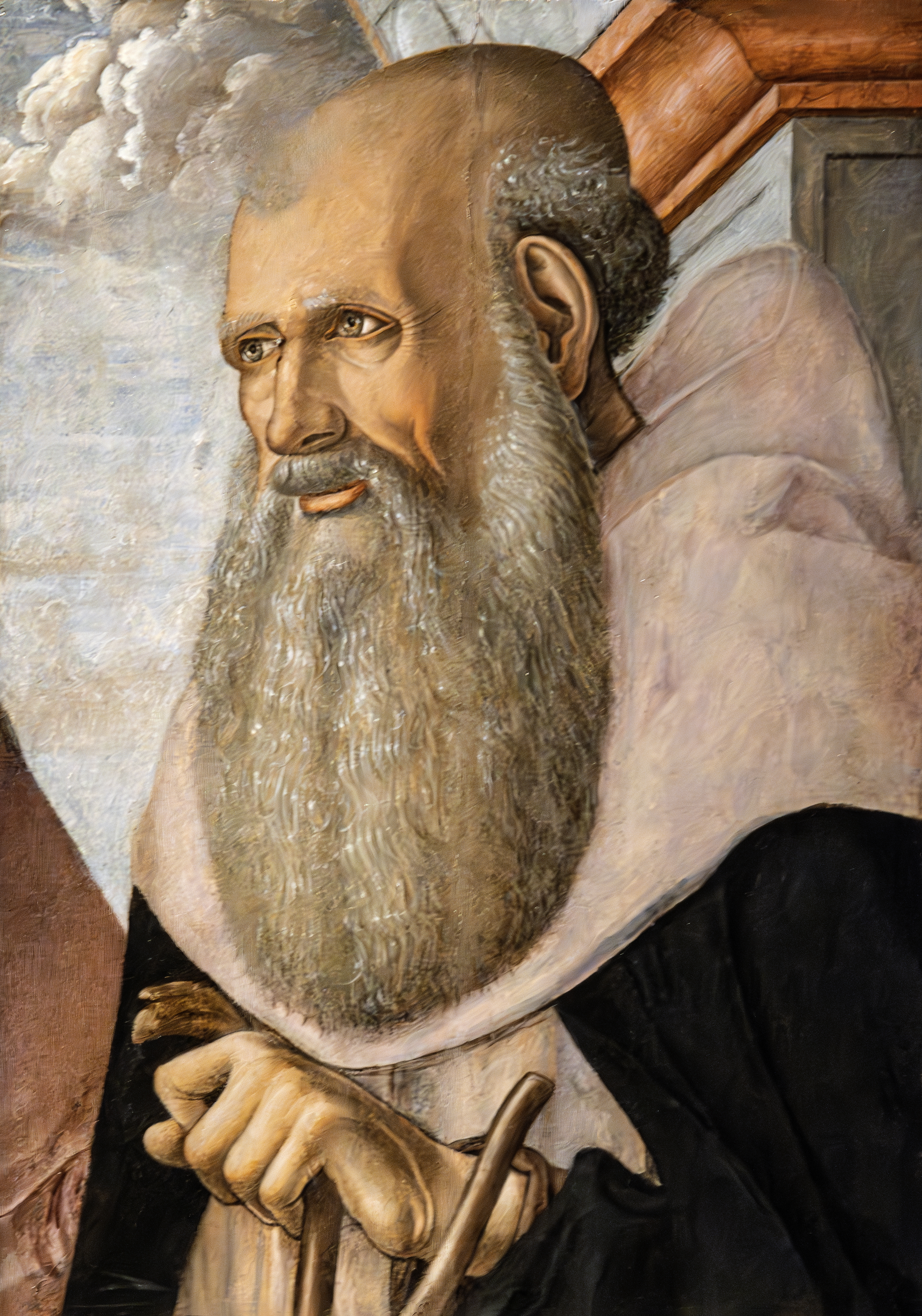
Sant'Antonio Abate -  Girolamo da Treviso - Seconda metà del XV secolo
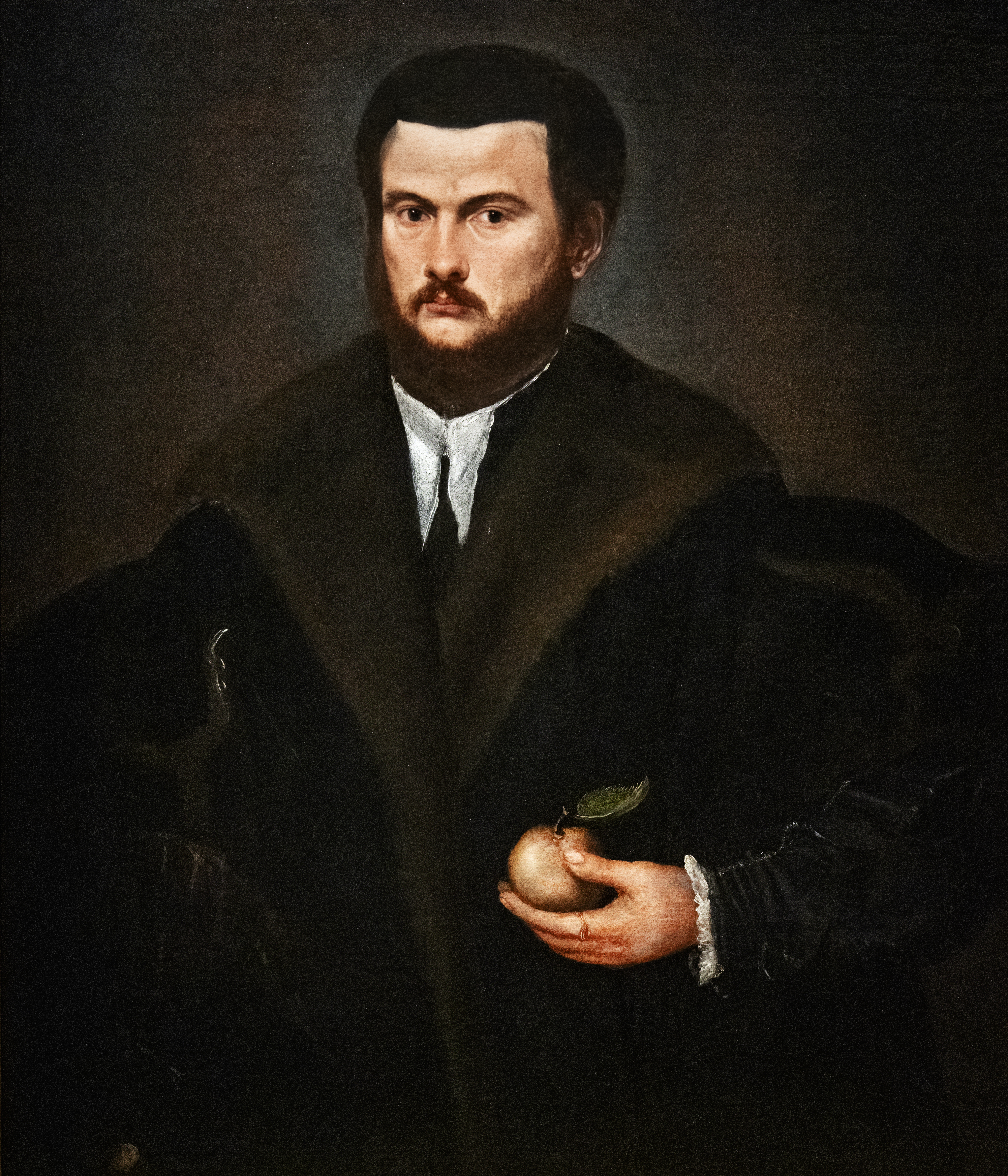
Ritratto di un uomo malinconico (L'uomo con l'arancia amara) (1500-1550)
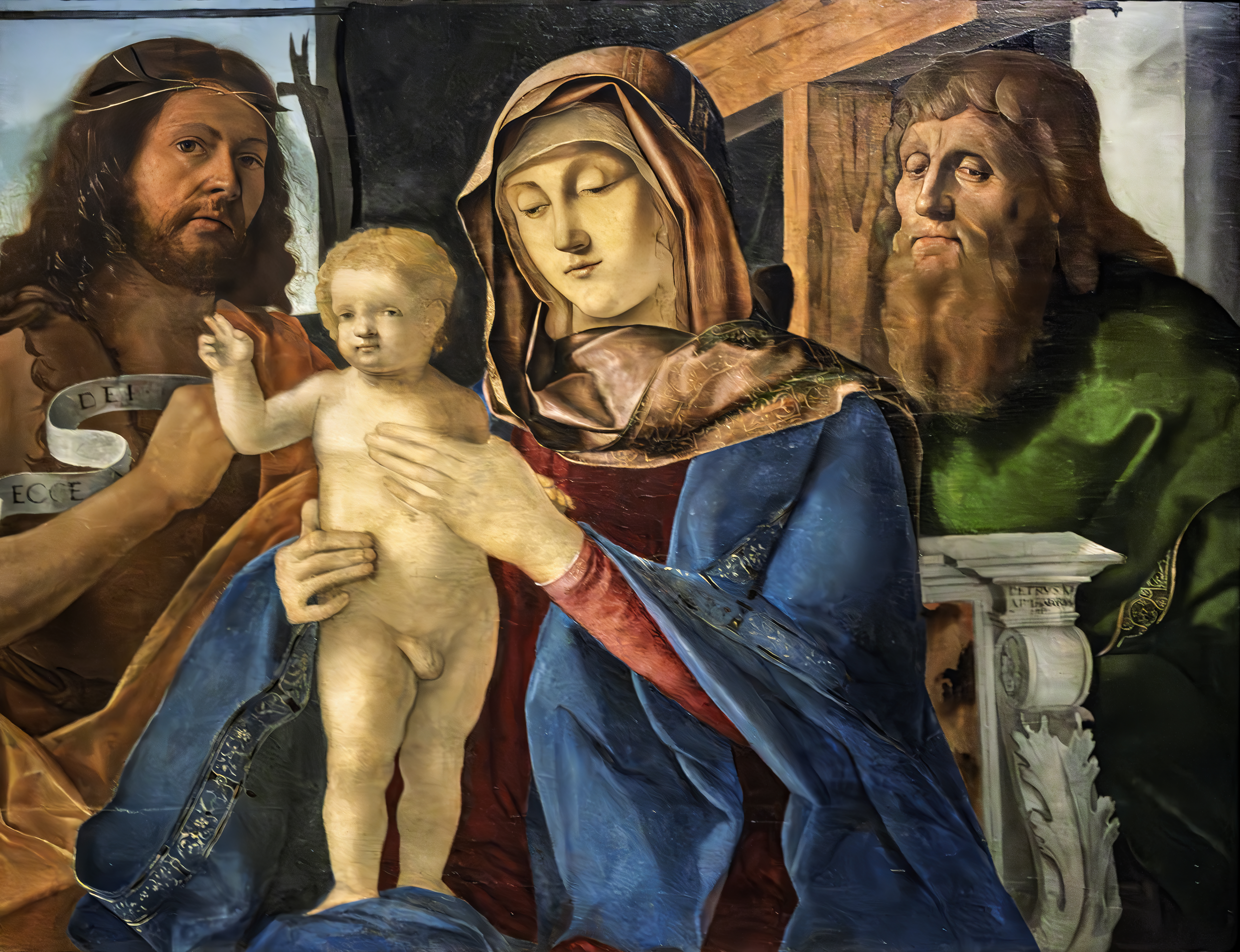
Madonna col Bambino tra San Giovanni Battista e Sant'Andrea, (1510 ca). Pier Maria Pennacchi.
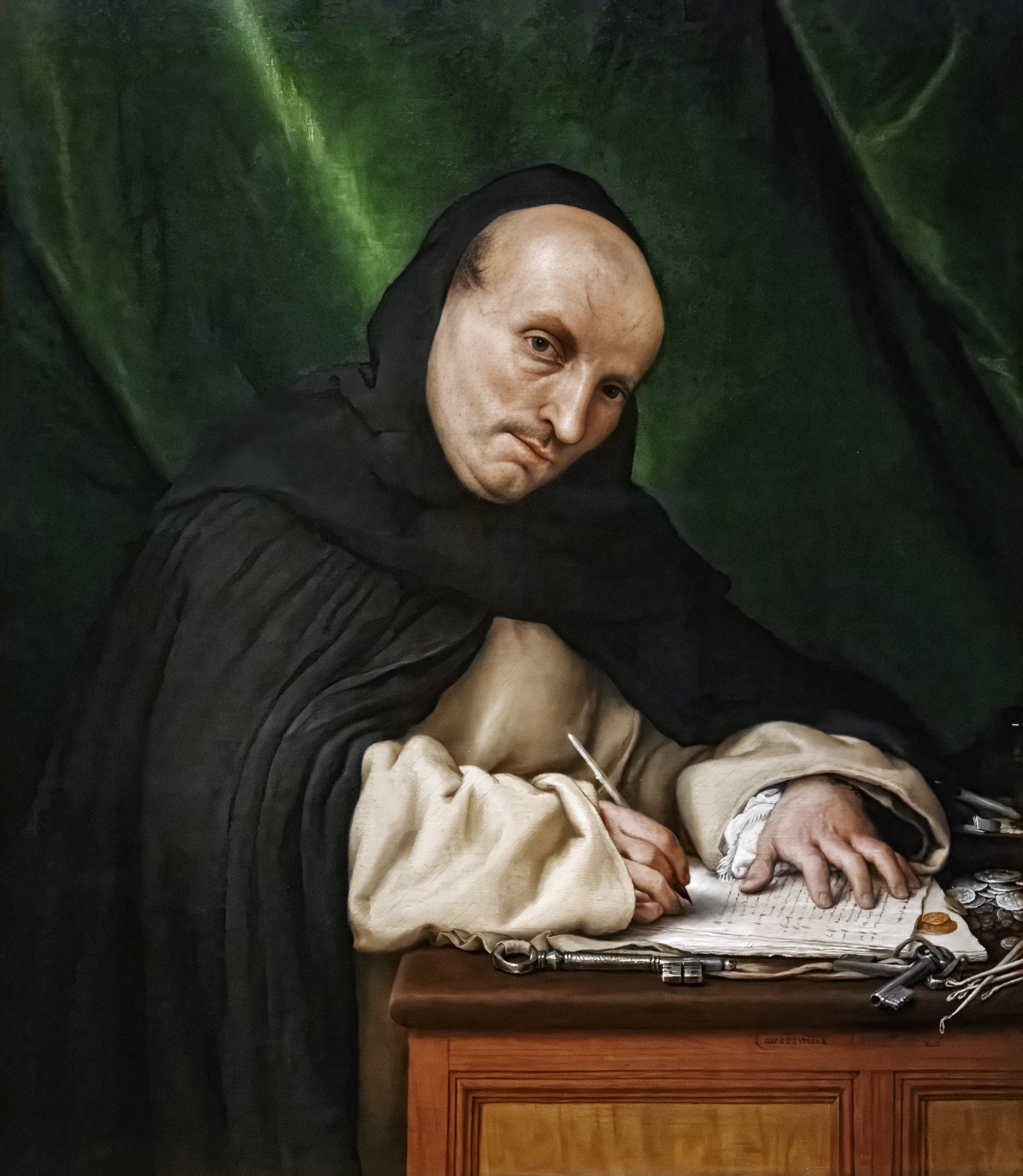
Ritratto del frate domenicano Marcantonio Luciani, 1526, Lorenzo Lotto.
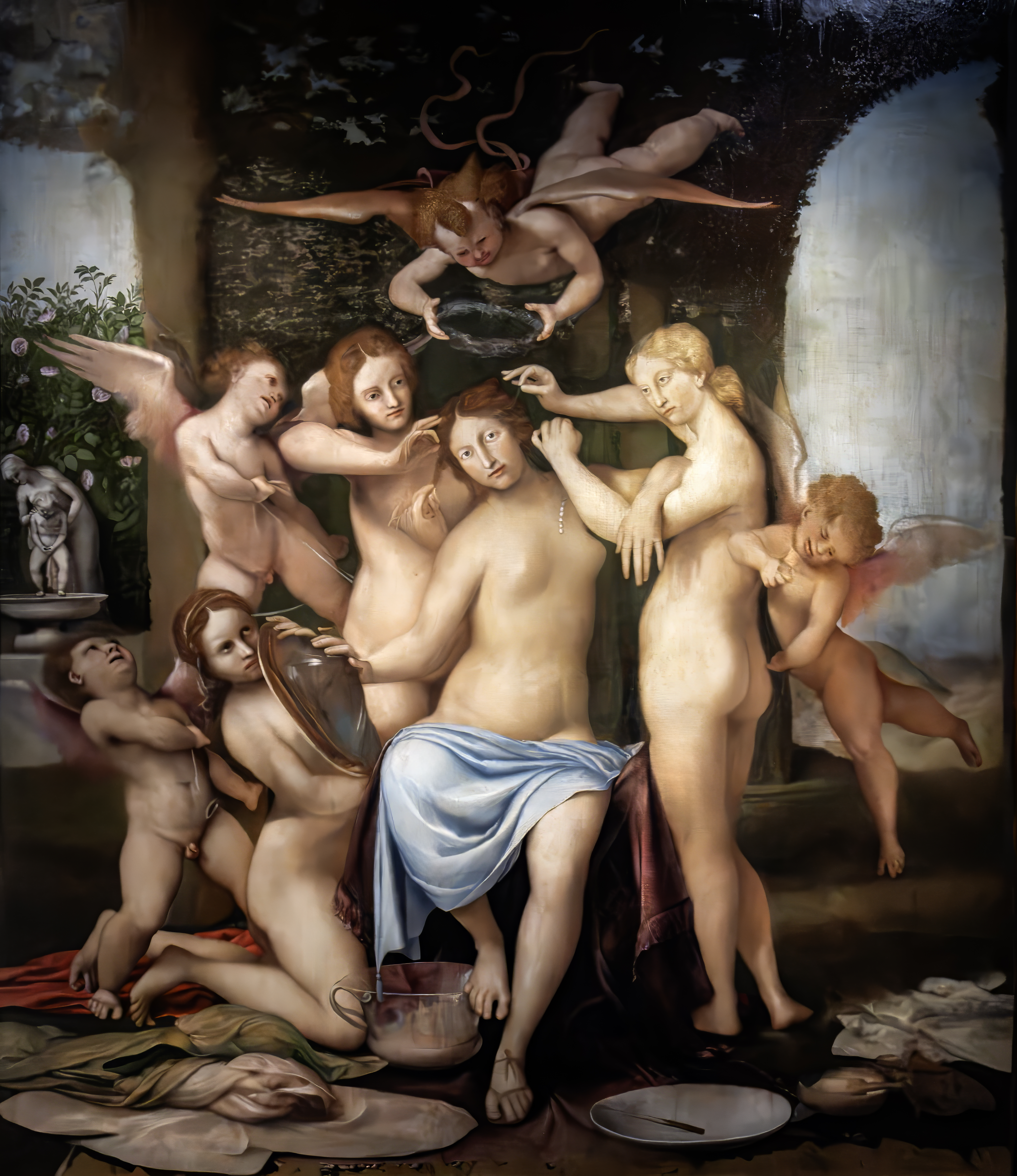
Venere adornata dalle Grazie e da Quattro Amorini, 1527, Lorenzo Lotto.
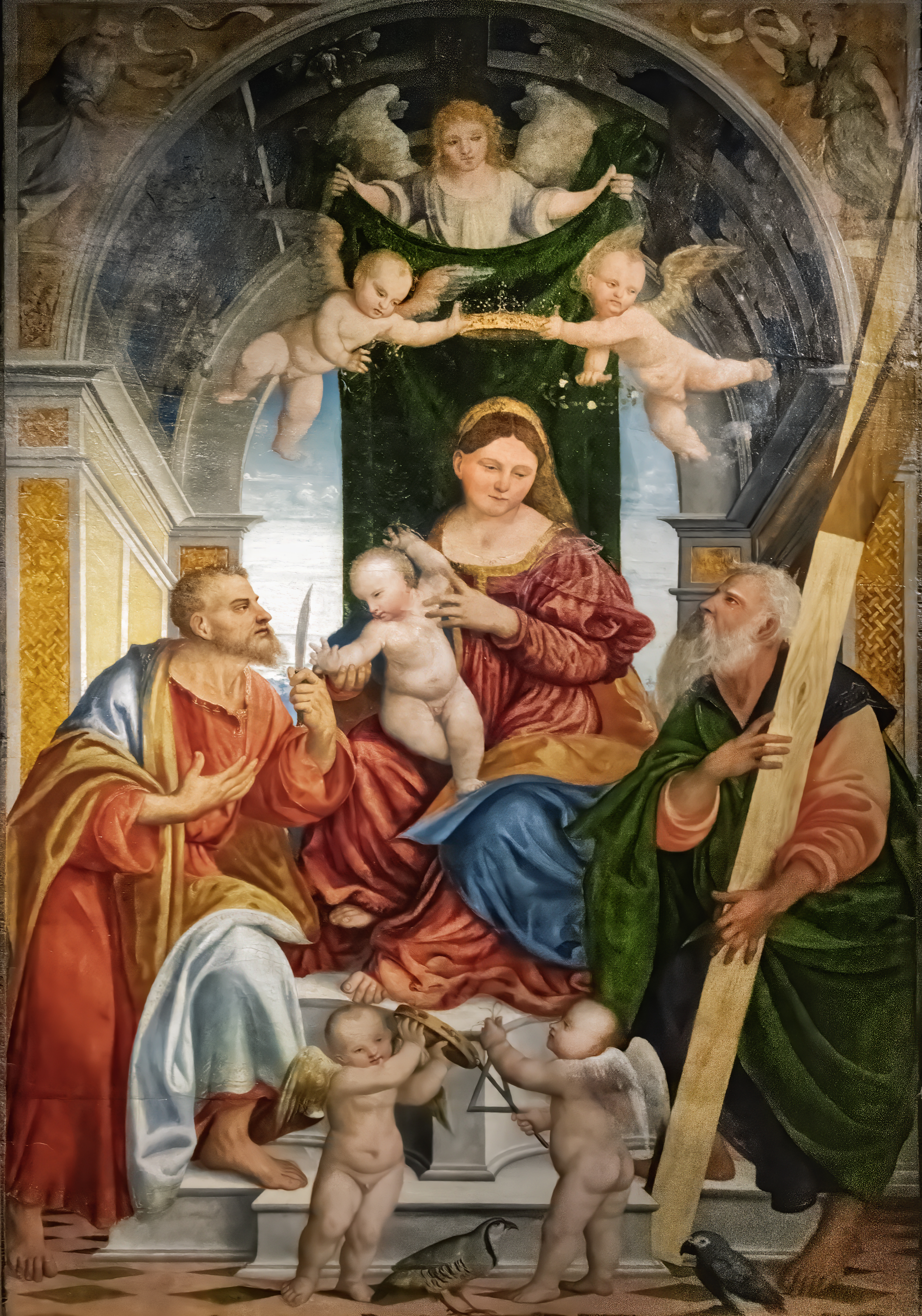
Madonna in trono col Bambino tra Sant'Andrea e San Bartolomeo,1538,  di Francesco da Milano
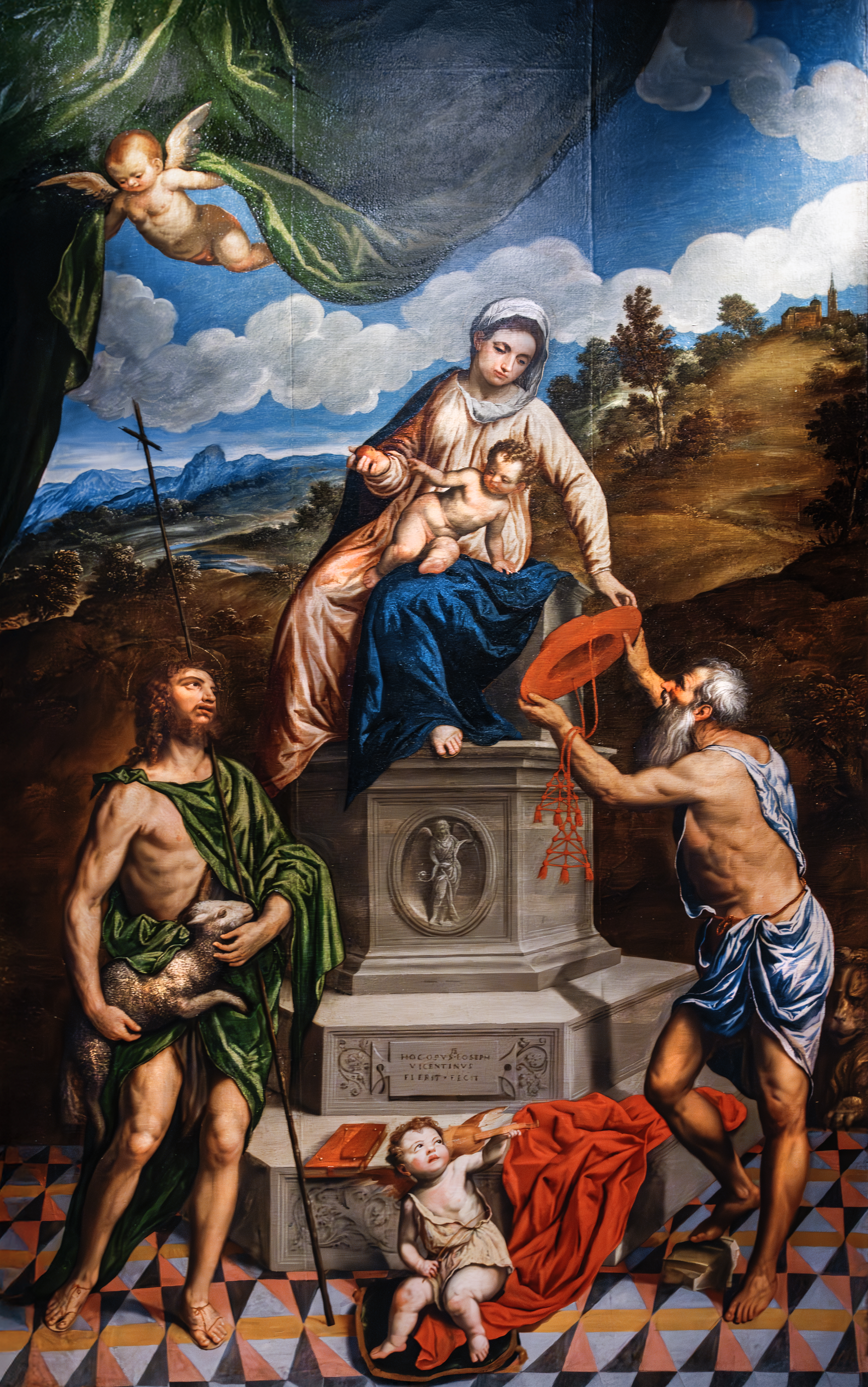
Madonna in trono col Bambino tra San Giovanni Battista e San Girolamo Paris Bordone Metà sec. XVI
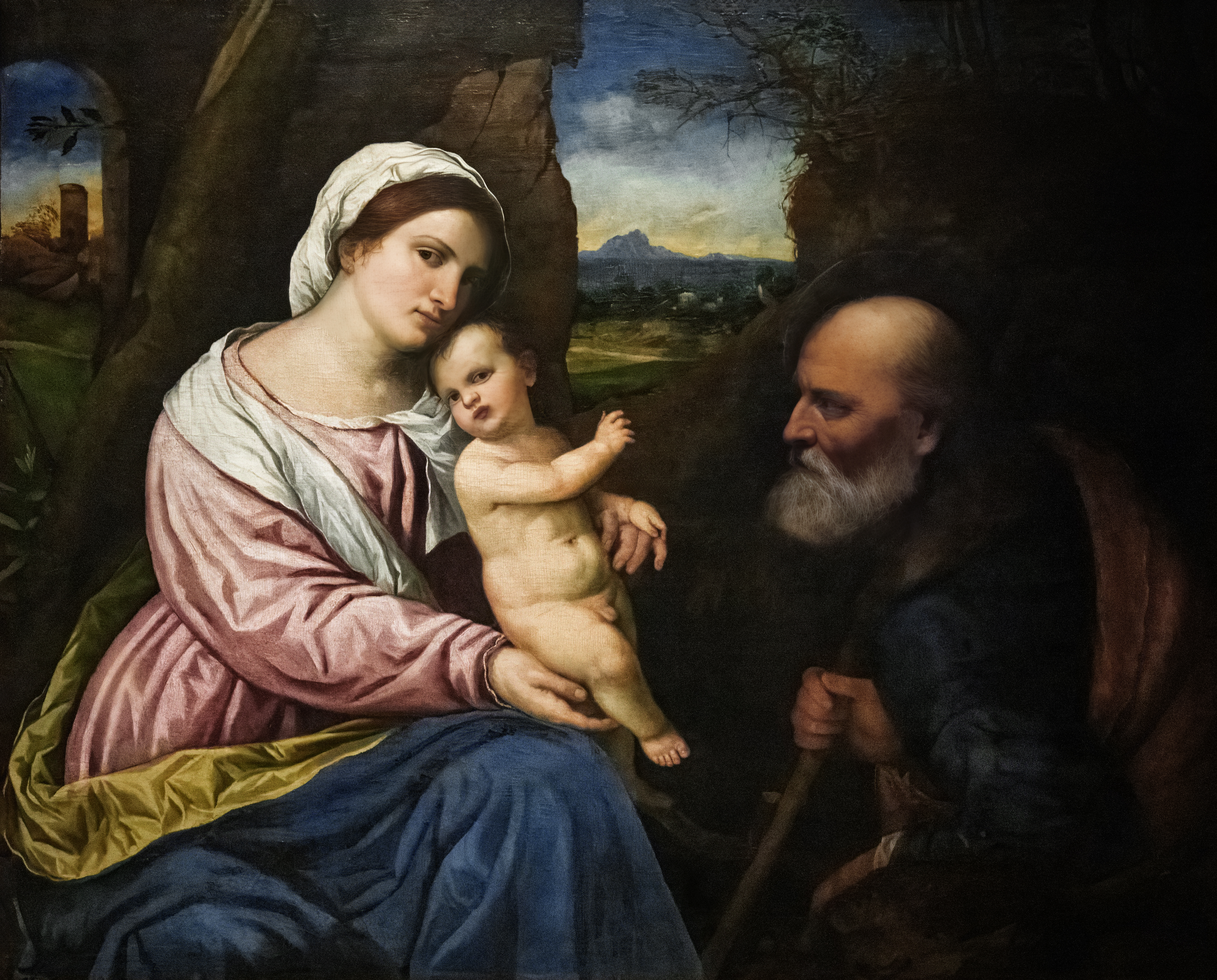
Sacra Famiglia Paris Bordone Metà sec. XVI
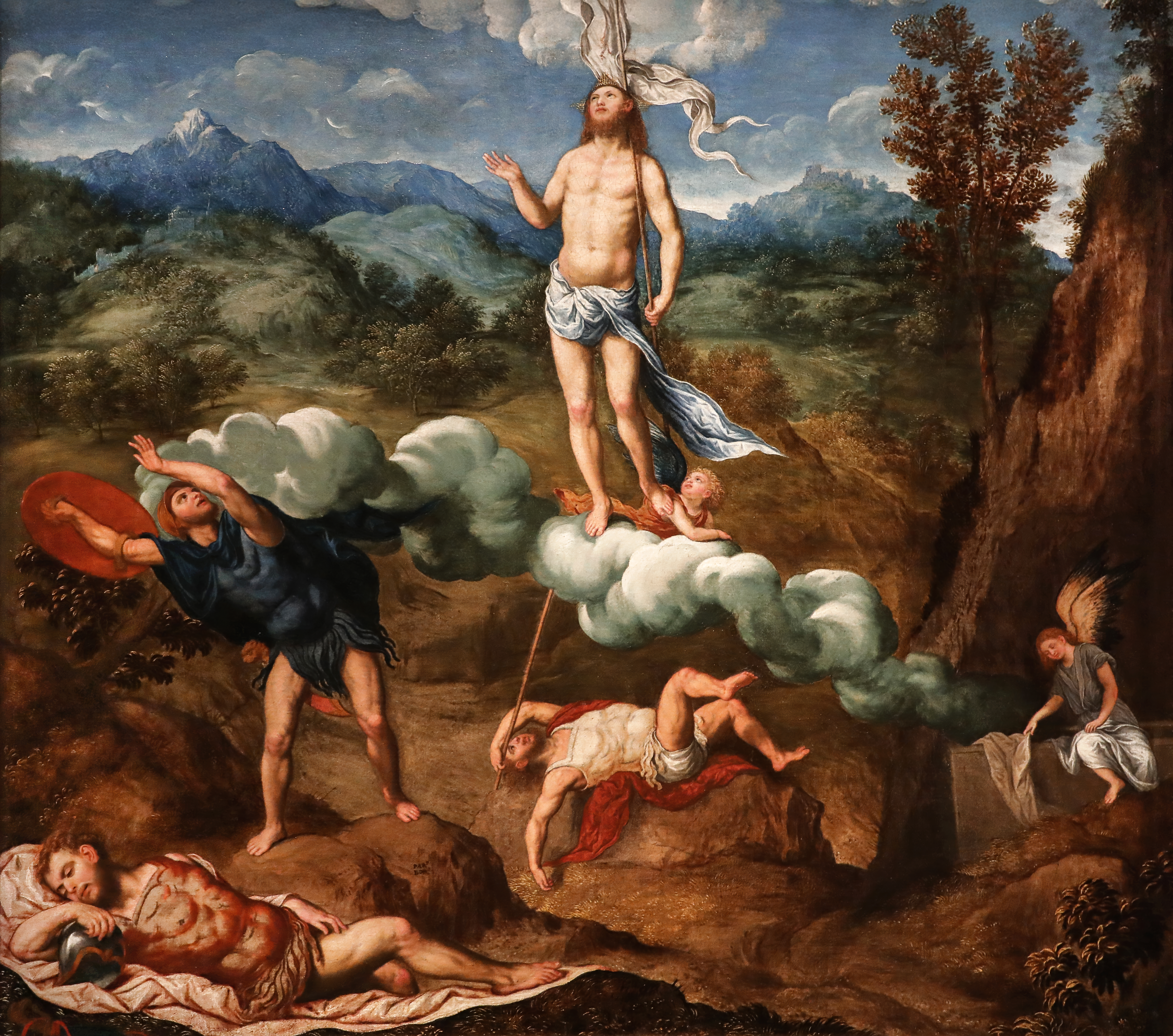
La resurrezione Paris Bordone Metà sec. XVI
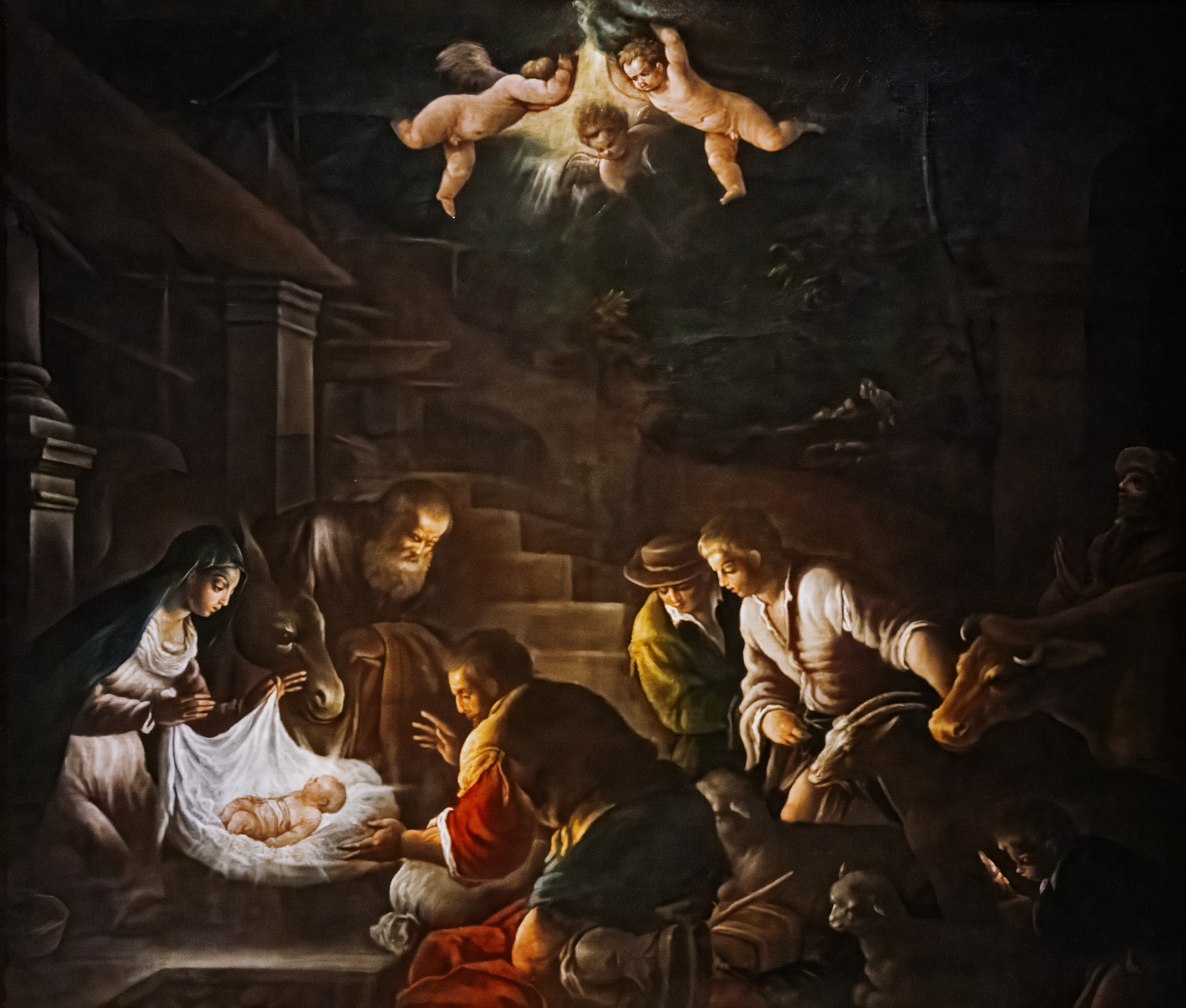
Adorazione dei pastori di Leandro Bassano  sec. XVI
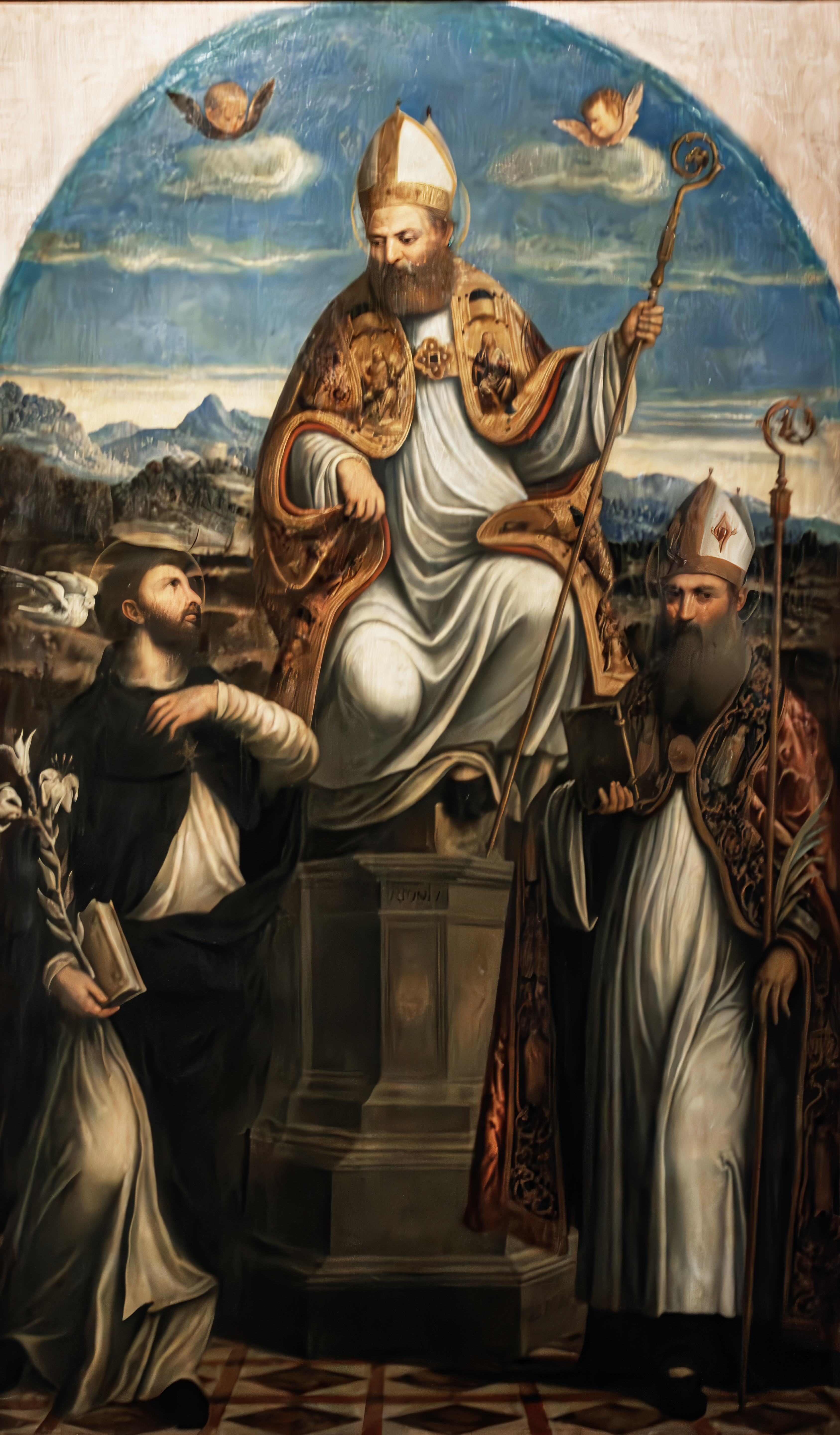
Sant'Antonio Abate in trono tra San Vincenzo Ferreri e San Biagio Paris Bordone Metà sec. XVI
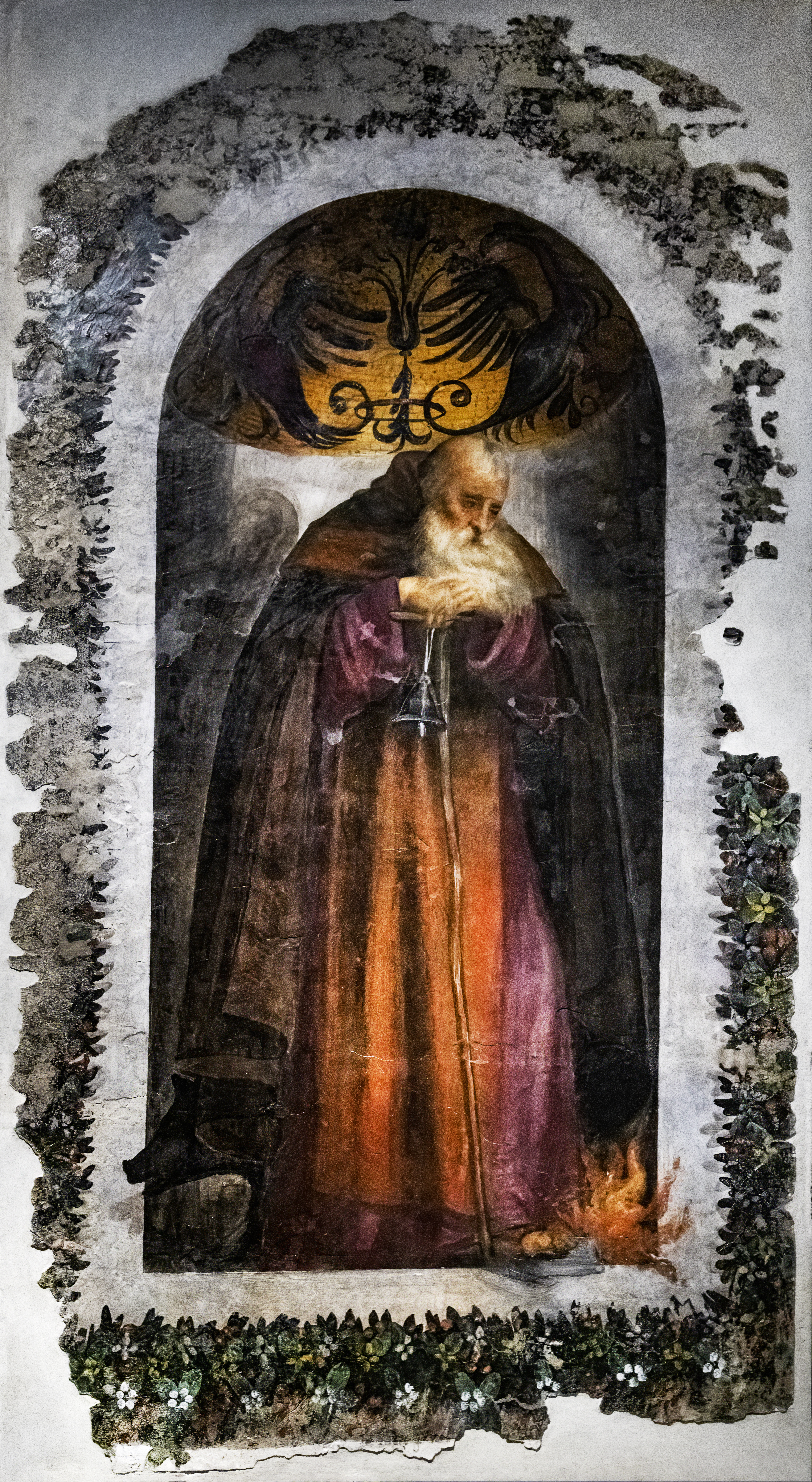
Sant'Antonio Abate da Il Pordenone  Metà sec. XVI
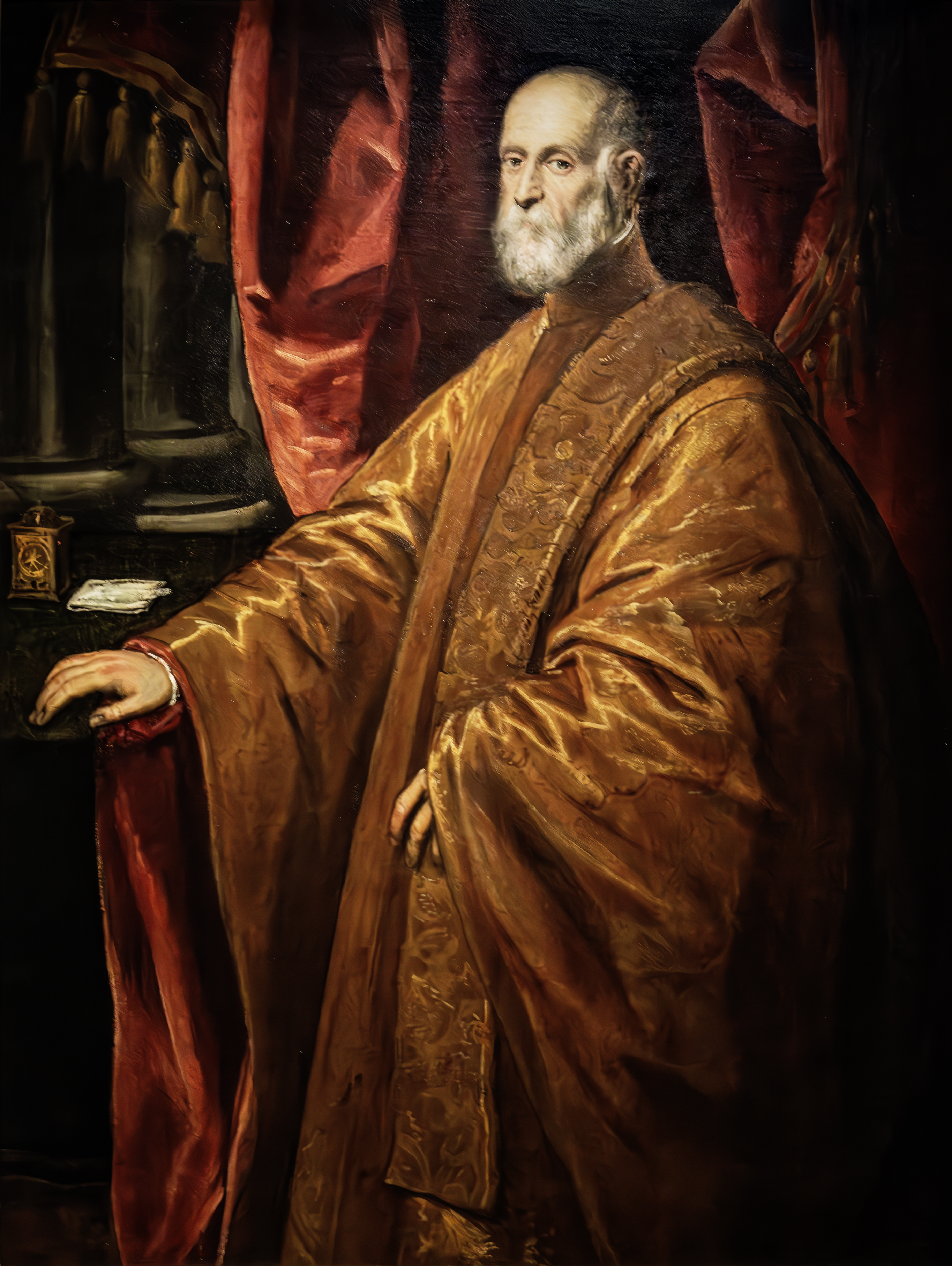
Ritratto forse del Bartolomeo Cappello Tintoretto  sec. XVI, fine
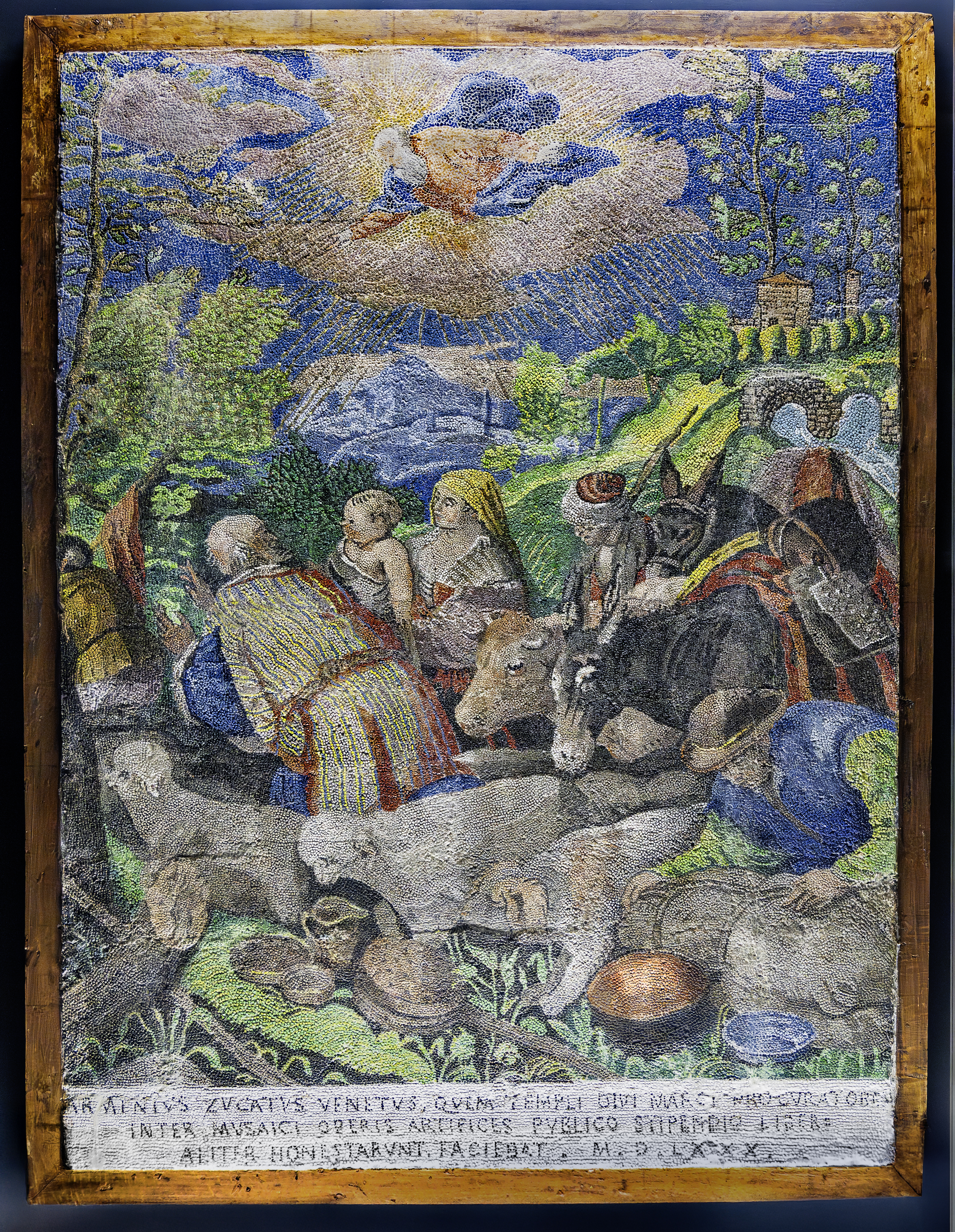
La partenza per Canaan Mosaico di Arminio Zucato sec. XVI, fine
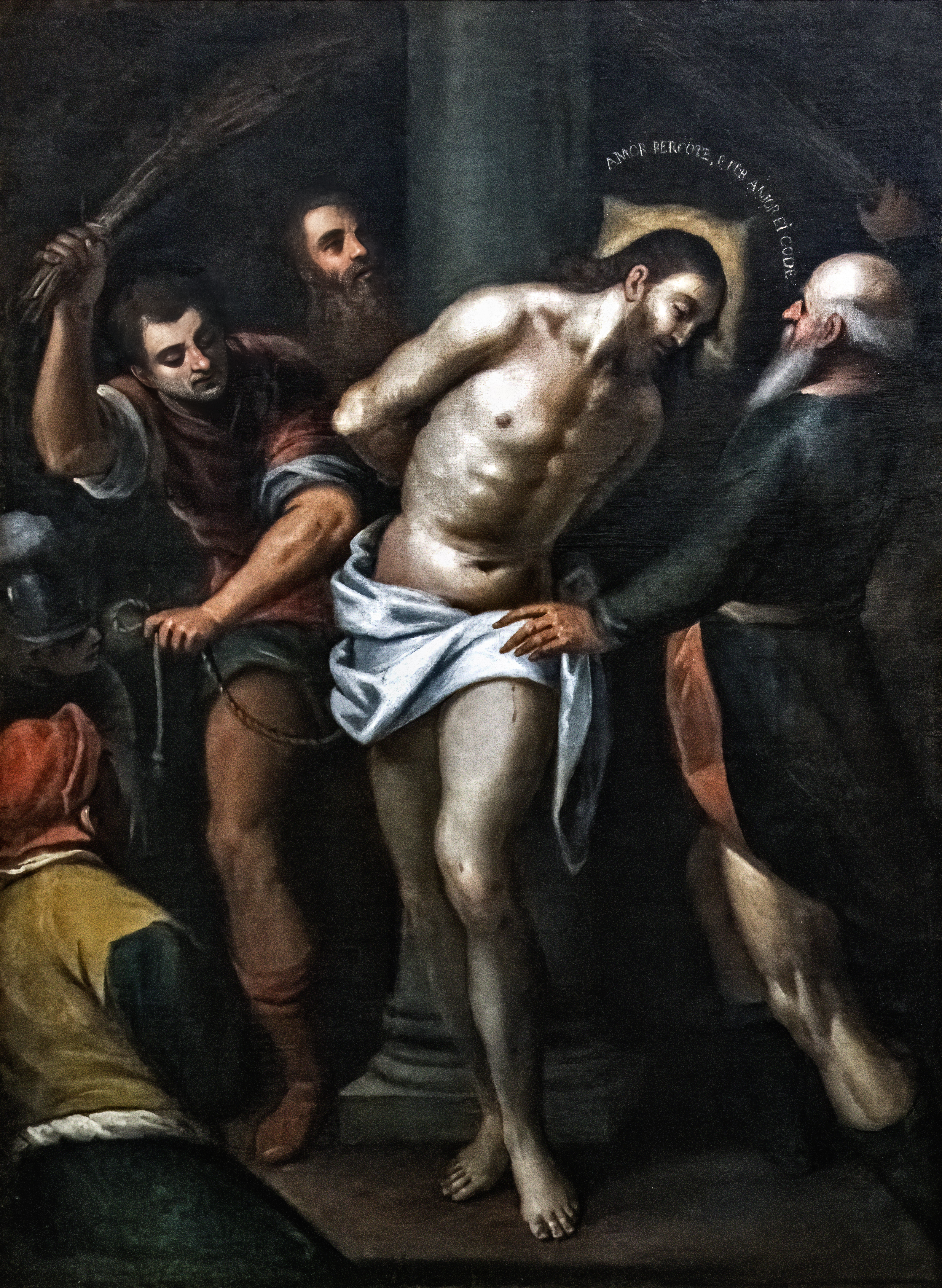
Cristo flagellato - Palma il Giovane sec. XVI, fine
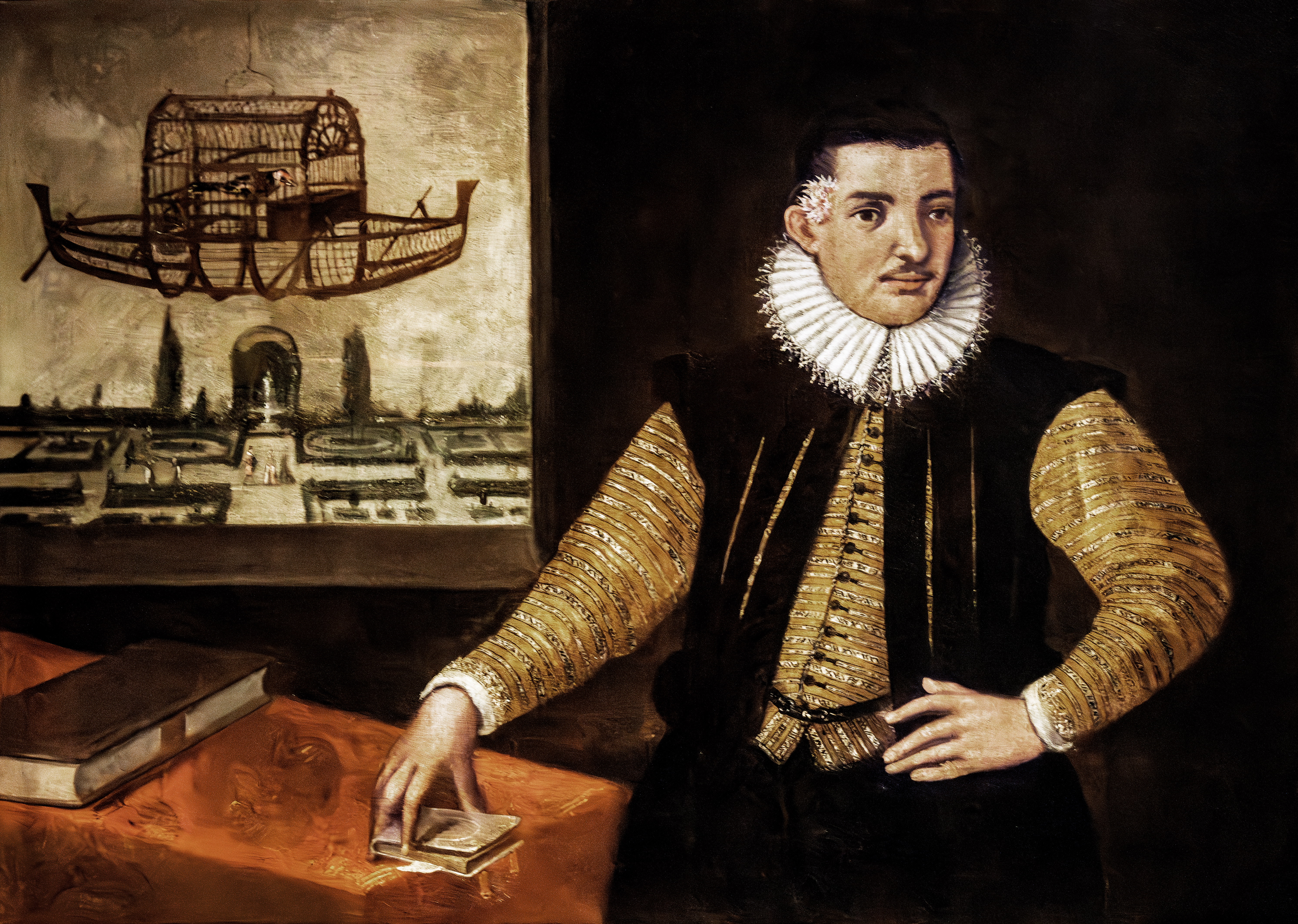
Ritratto di un gentiluomo nello studio Ludovico Pozzoserrato sec. XVI, fine
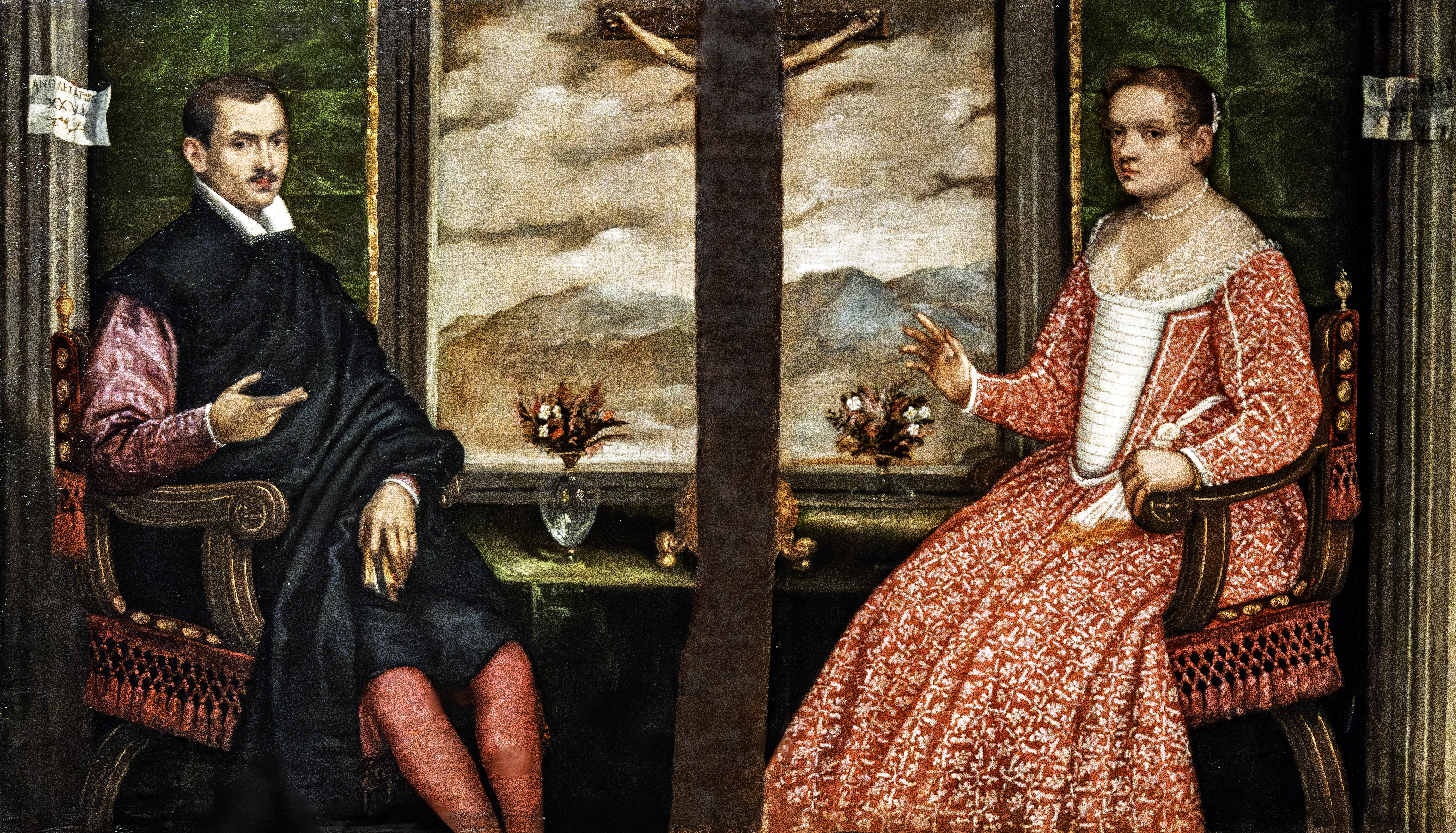
Ritratto di giovani sposi Ludovico Pozzoserrato sec. XVI, fine
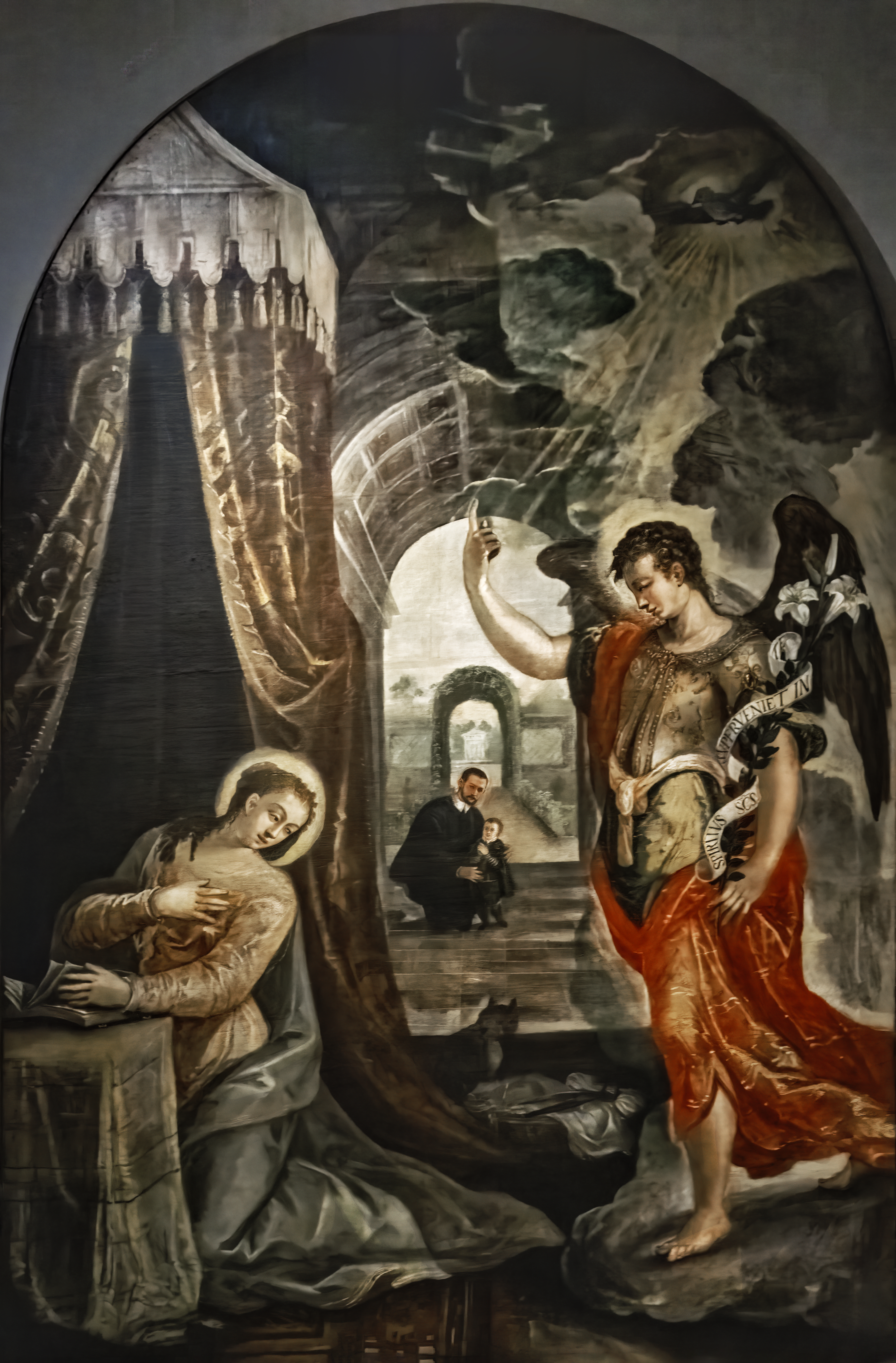
Annunciazione con donatore Ludovico Pozzoserrato sec. XVI, fine
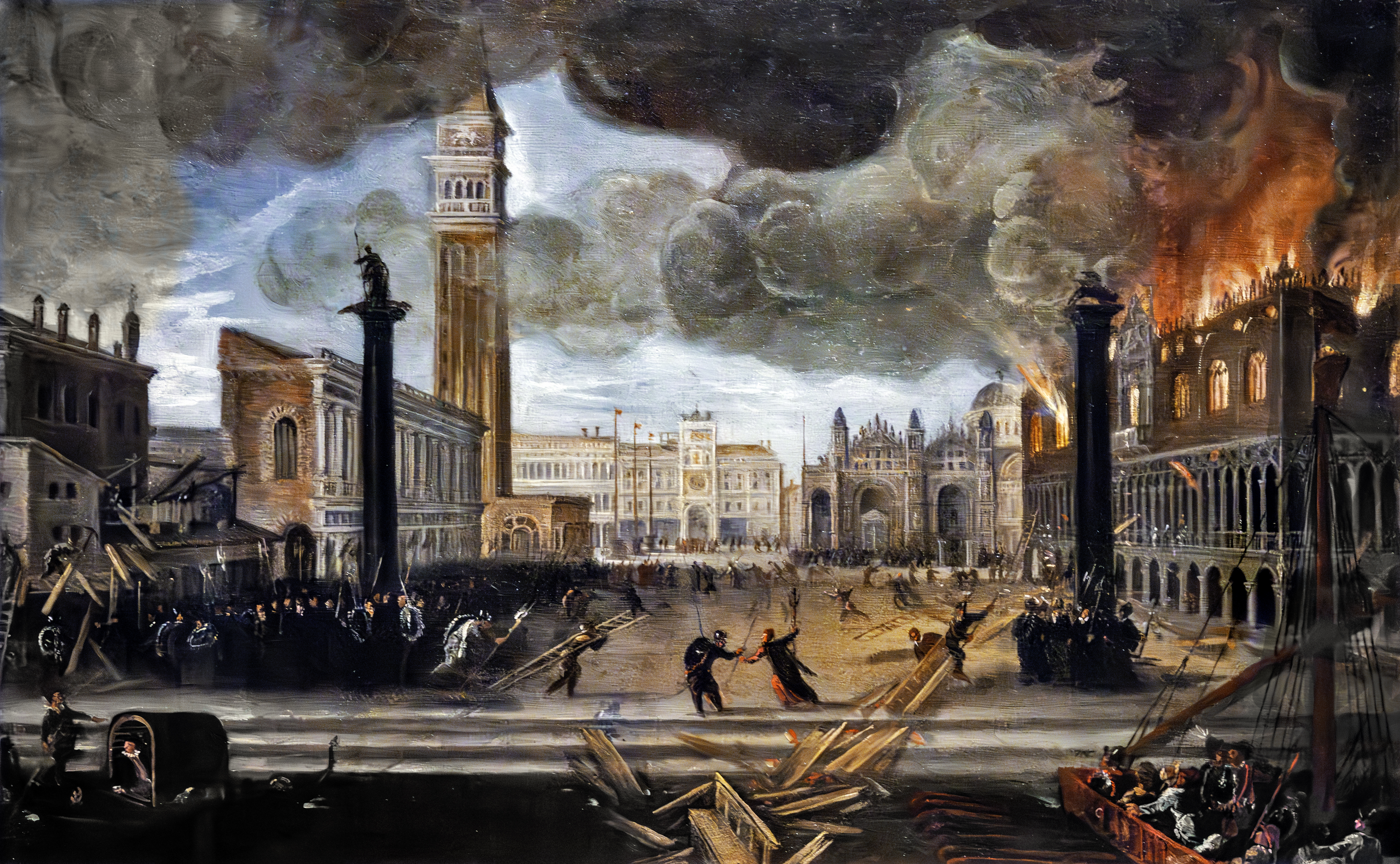
L'incendio a Palazzo Ducale Ludovico Pozzoserrato sec. XVI, fine
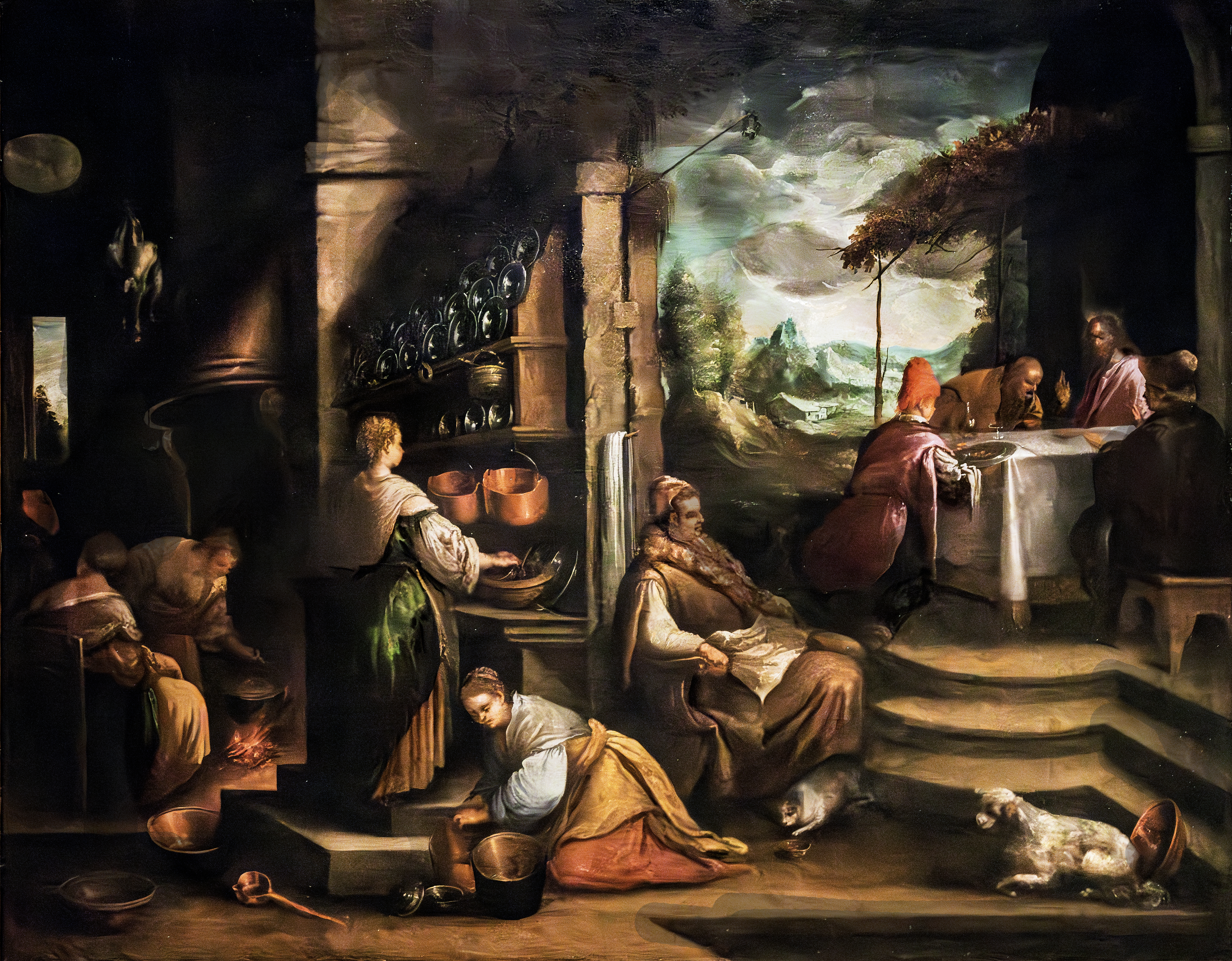
Cena ad Emmaus Hans Rottenhammer sec. XVI, fine
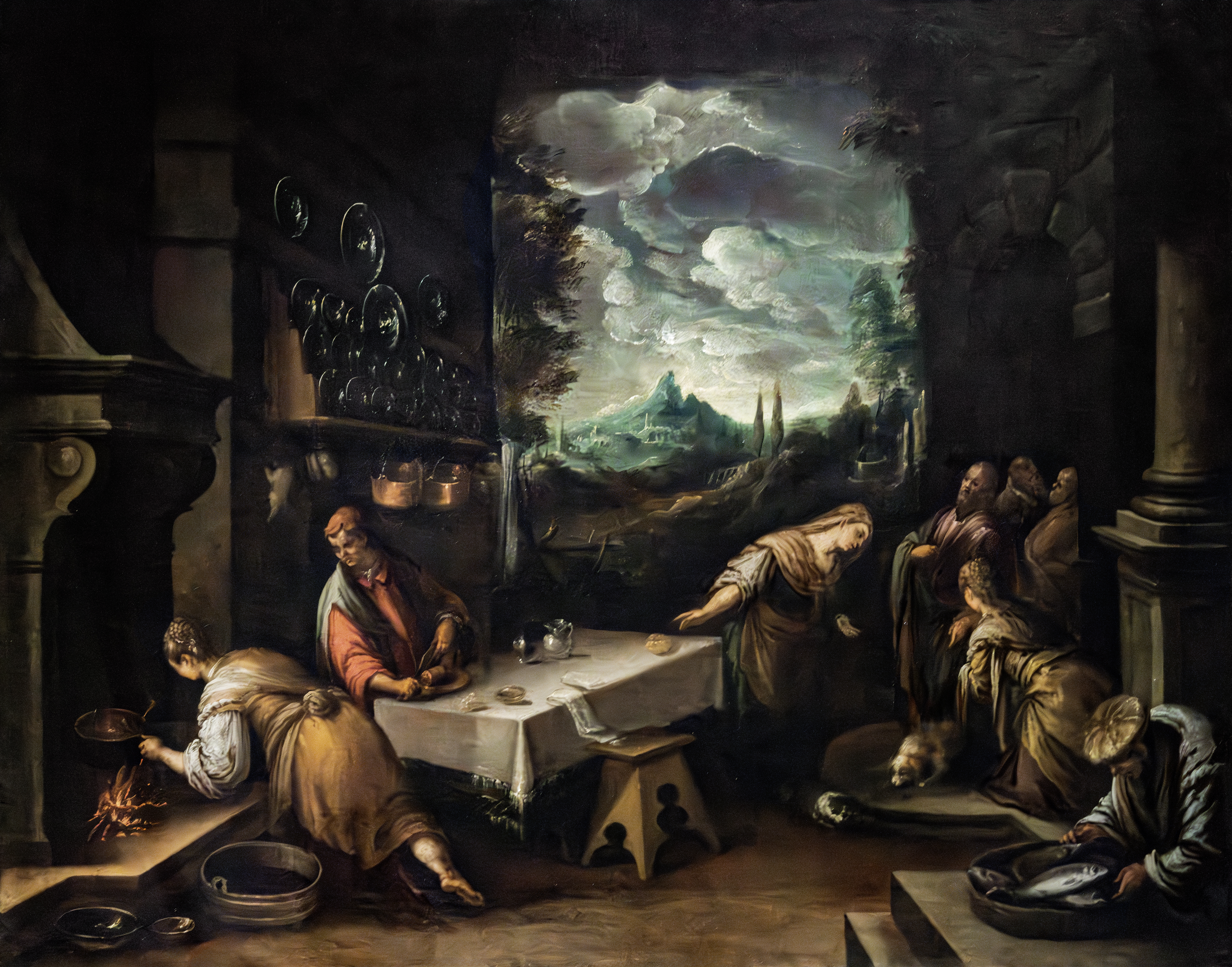
Gesù a casa di Marta e Maria Hans Rottenhammer sec. XVI, fine
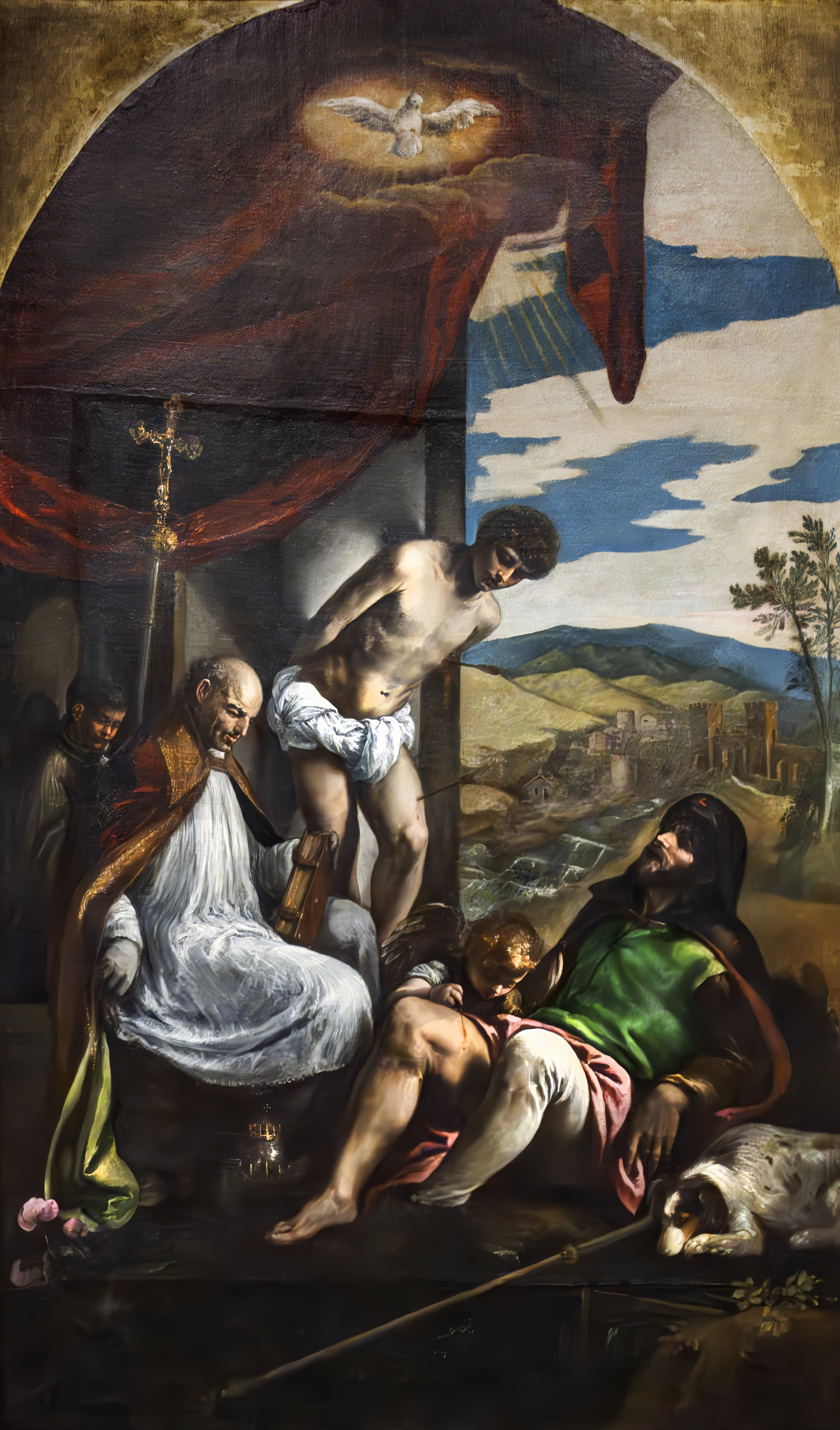
San Rocco, San Sebastiano e San Fabiano Jacopo Bassano i Ludovico Pozzoserrato.  sec. XVI, fine
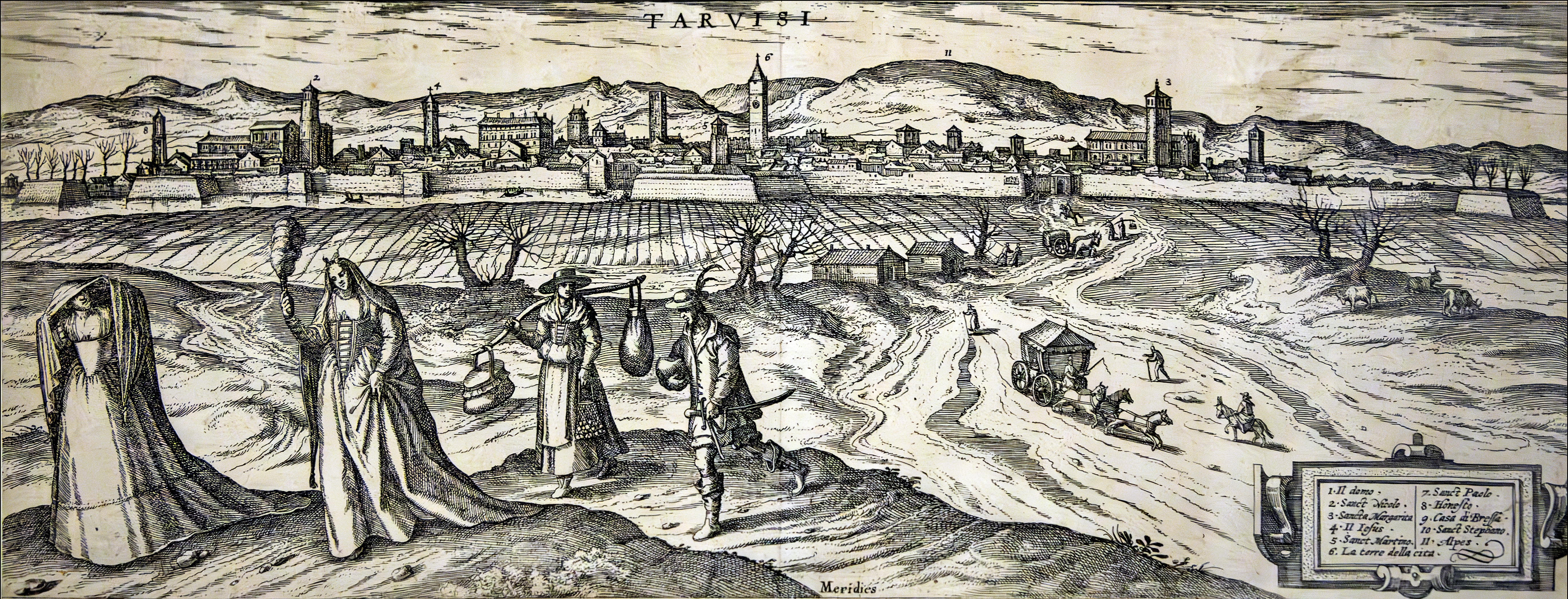
Veduta di Treviso da sud-est, 1592, incisione ad acquarello da Civitates Orbis Terrarum di Georg Hoefnagel
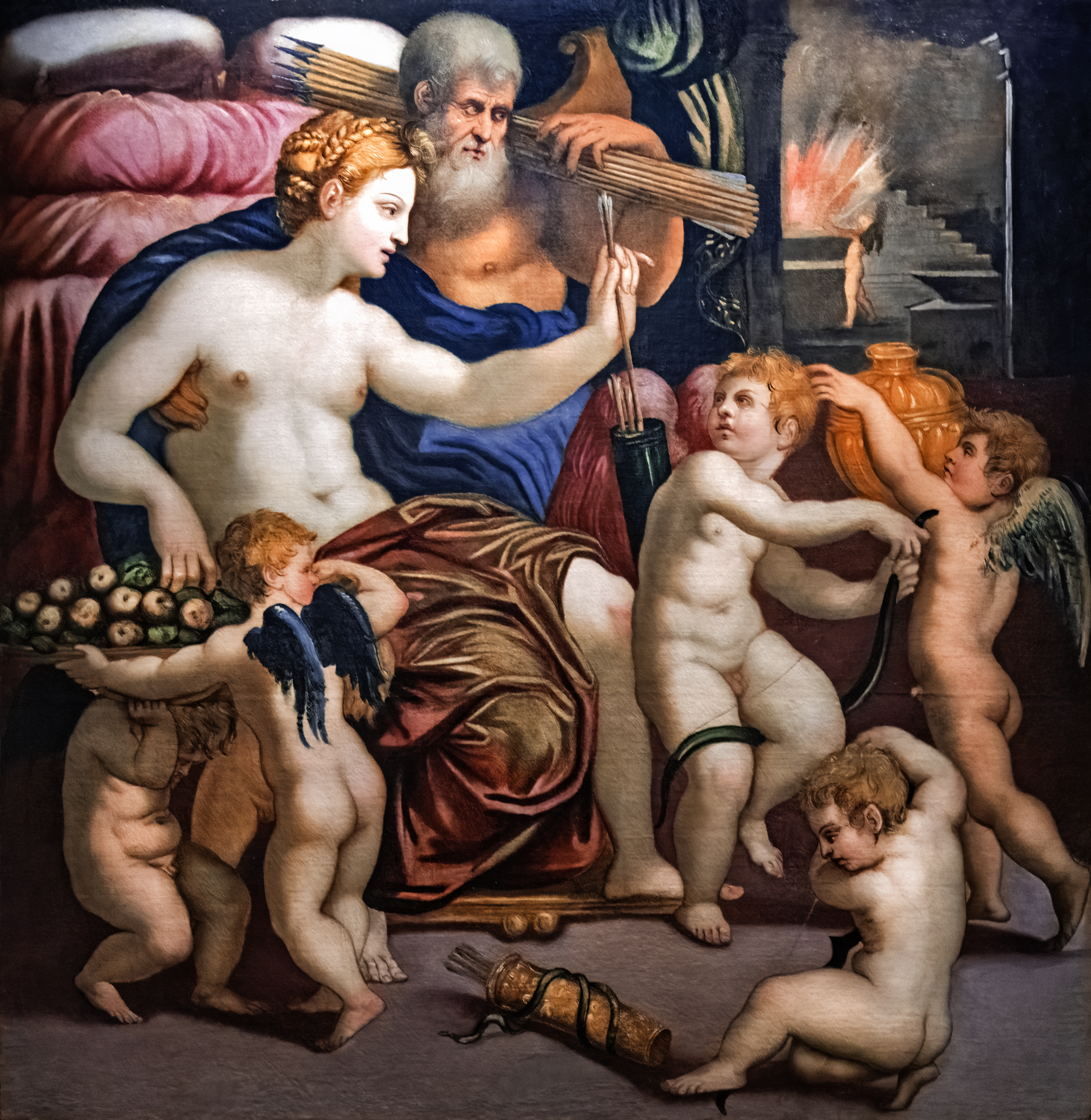
Vulcano con Venere che arma l'Amore Lambert Sustris
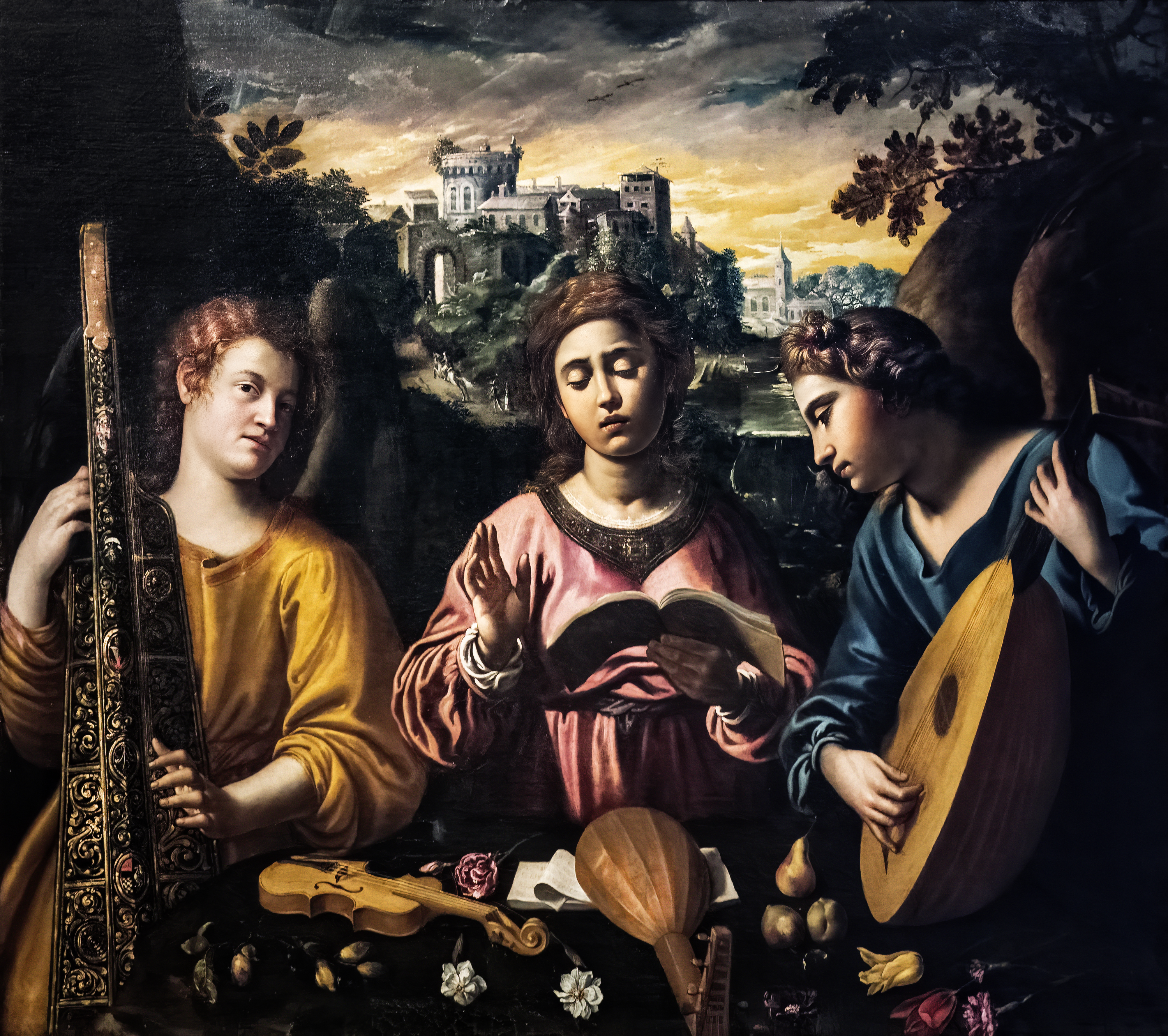
Santa Cecilia e Angeli musicanti (Allegoria della musica) (1610-1613) di Antiveduto Gramatica
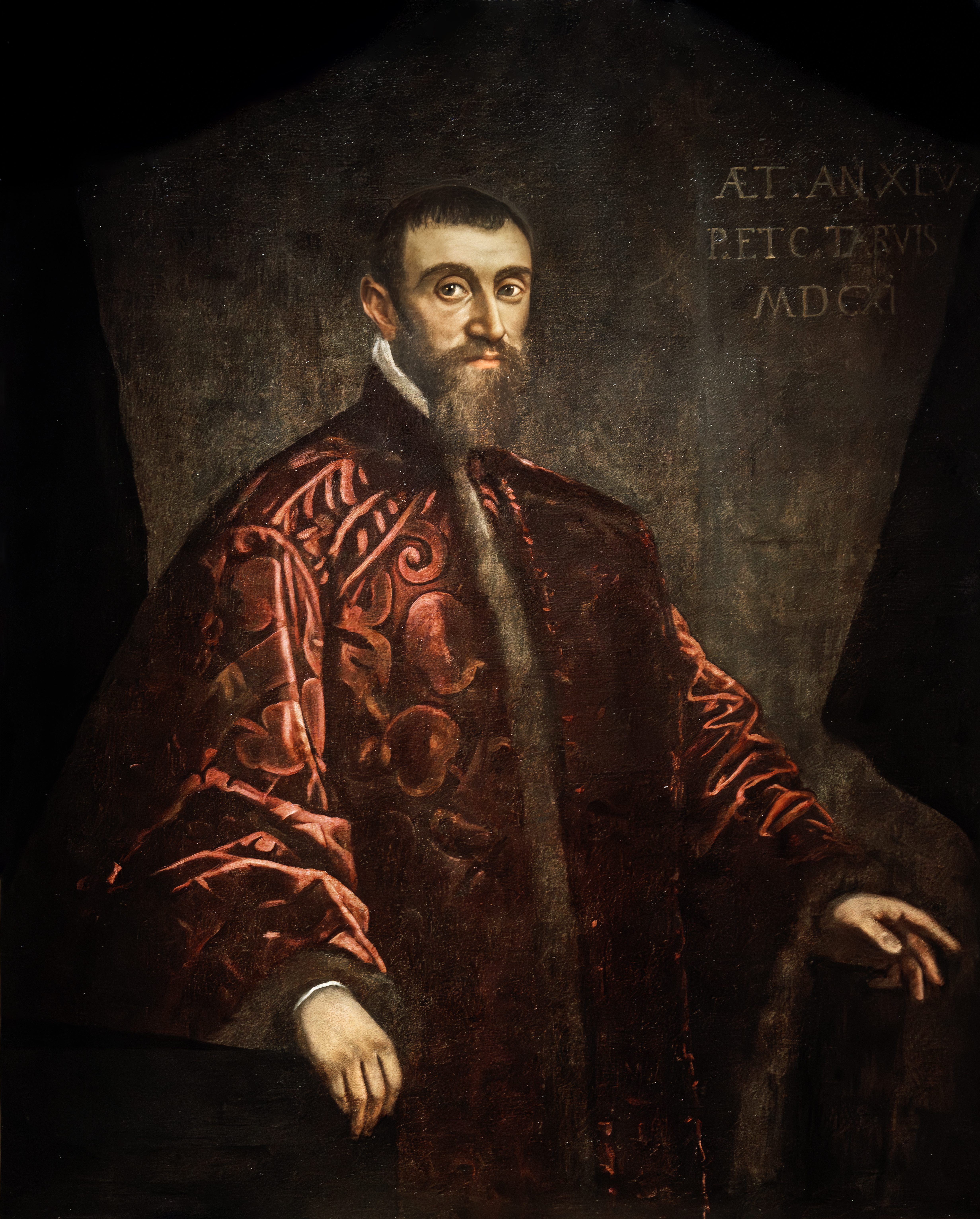
Ritratto di Vincenzo Pisani, podestà veneziano di treviso, 1611
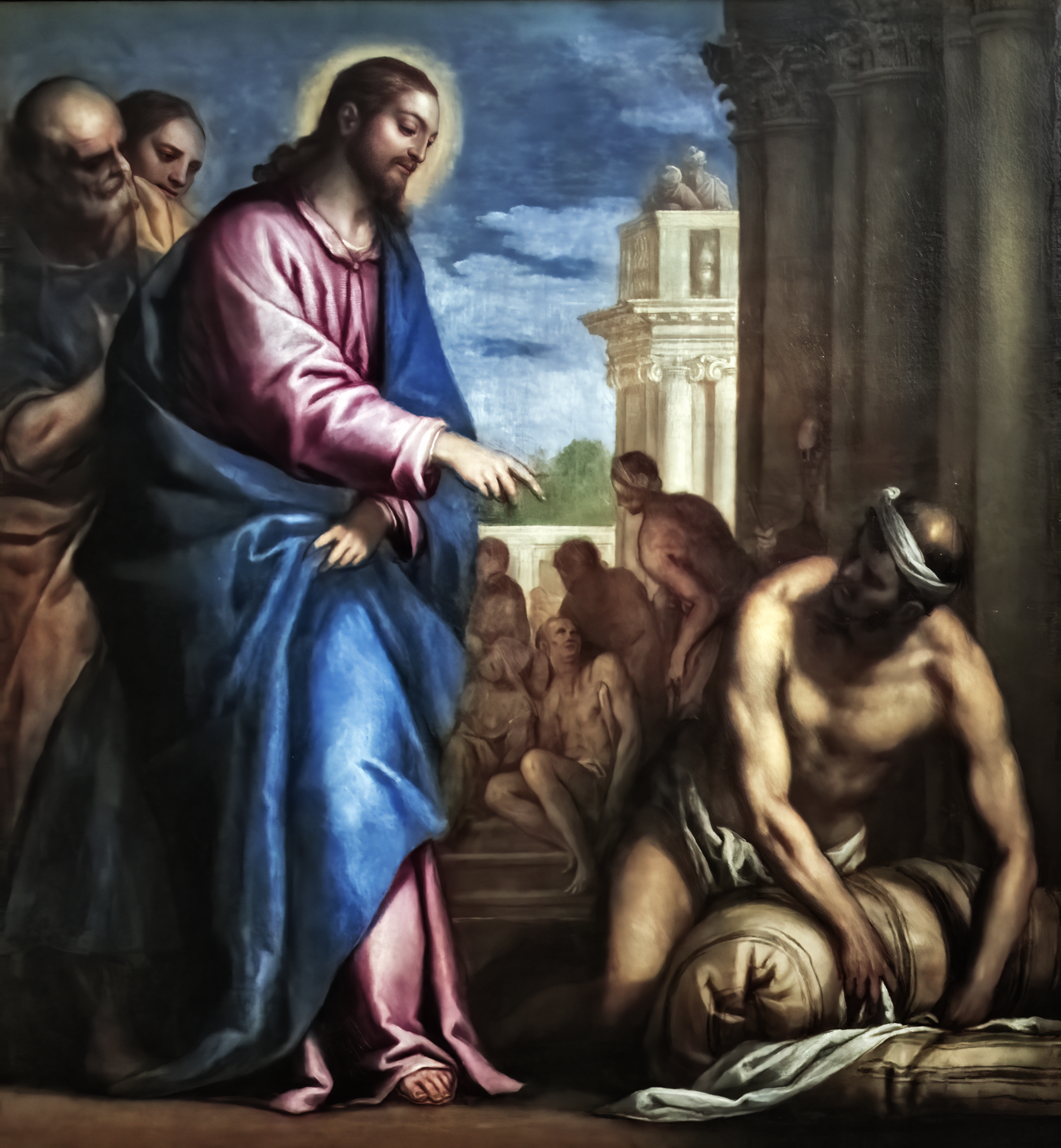
Scena con Cristo (La piscina probatica) Giovanni Contarini  sec. XVII inizio
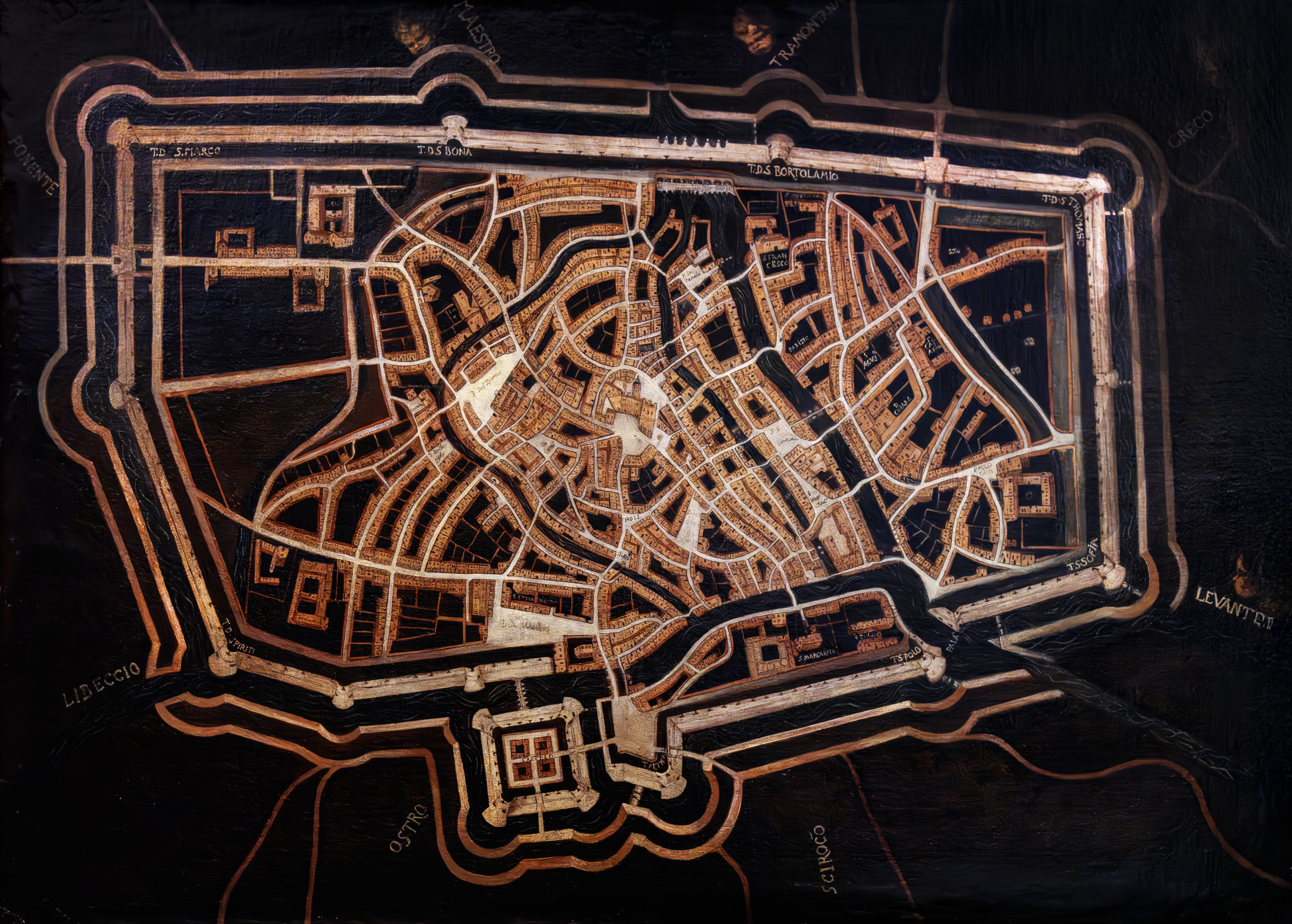
Pianta della città di Treviso, 1620-30 - Scuola veneta - dal municipio di treviso Sec. XVII, terzo decennio
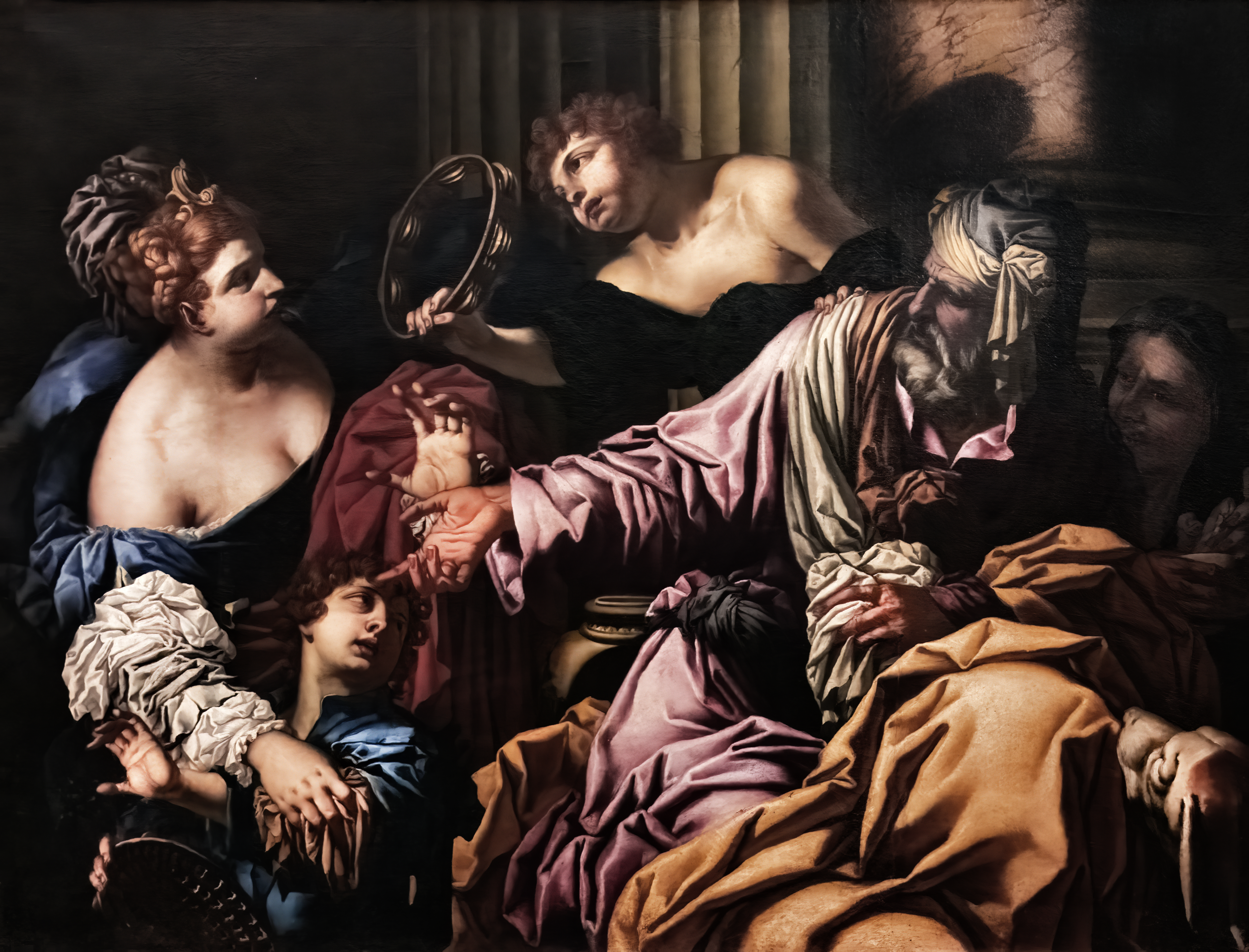
Il ripudio di Agar - Francesco Ruschi sec. XVII prima meta
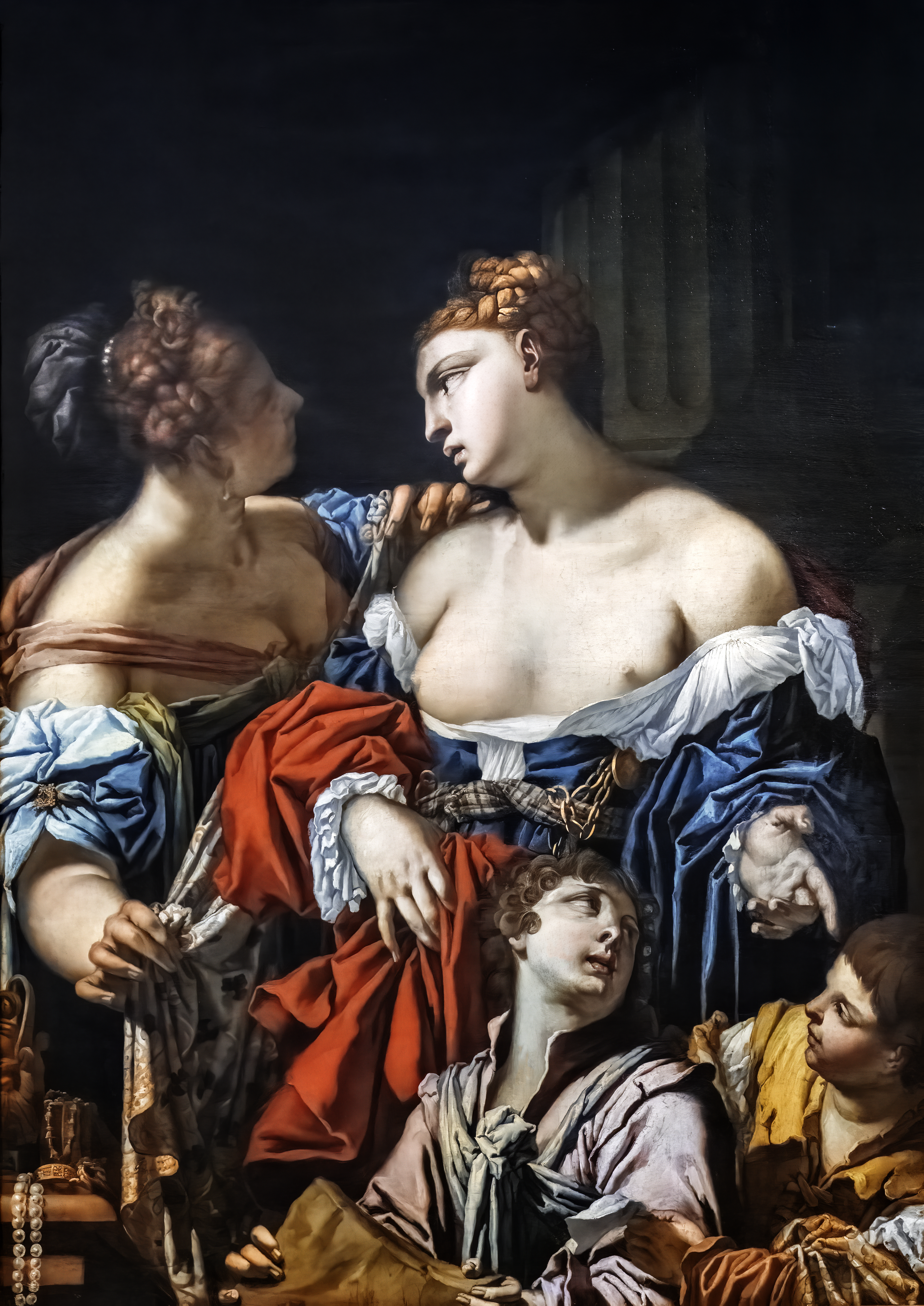
Cornelia madre dei Gracchi - Francesco Ruschi sec. XVII prima meta
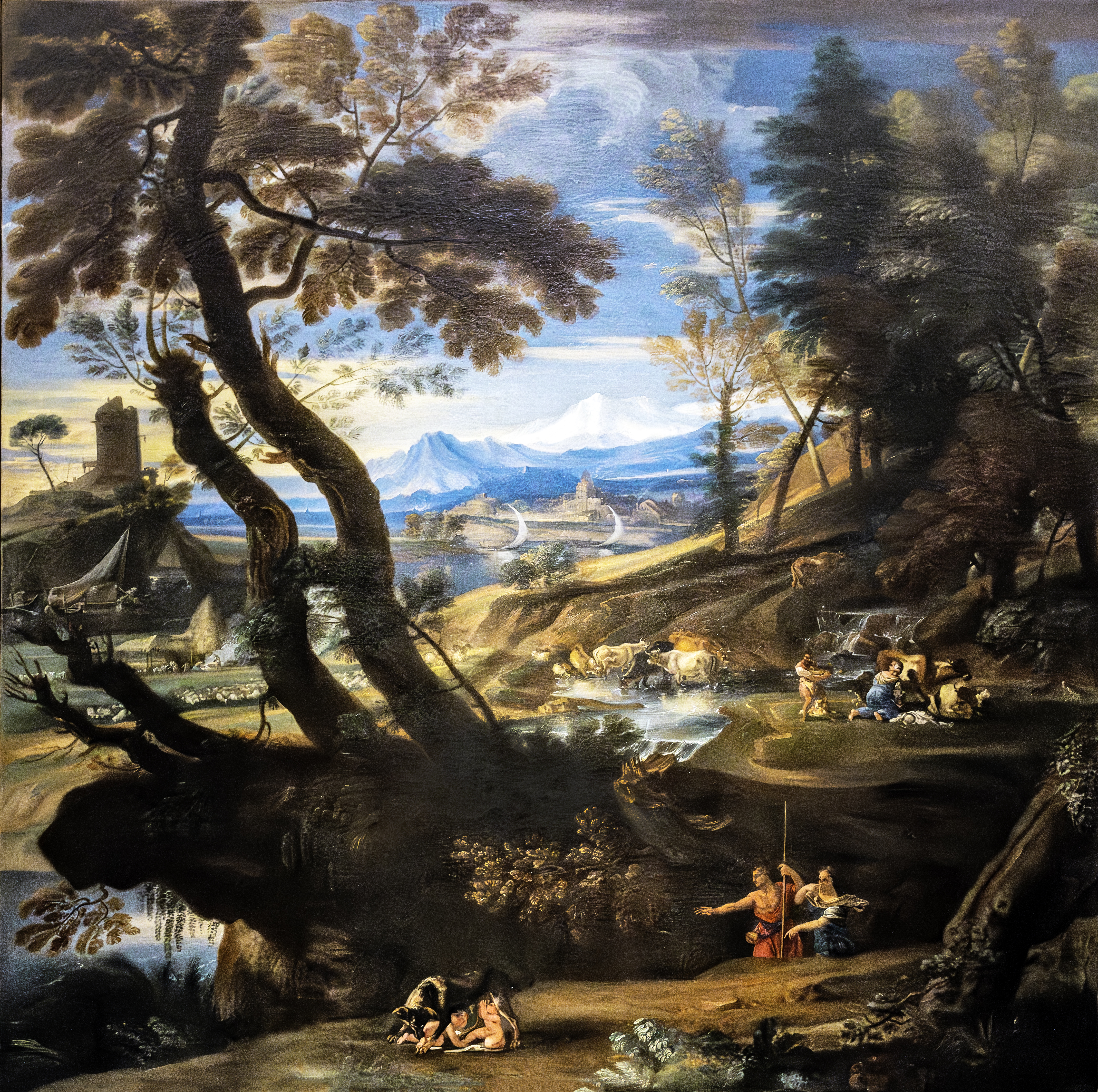
Paesaggio classico con Romolo e Remo - Noël Cochin sec. XVII
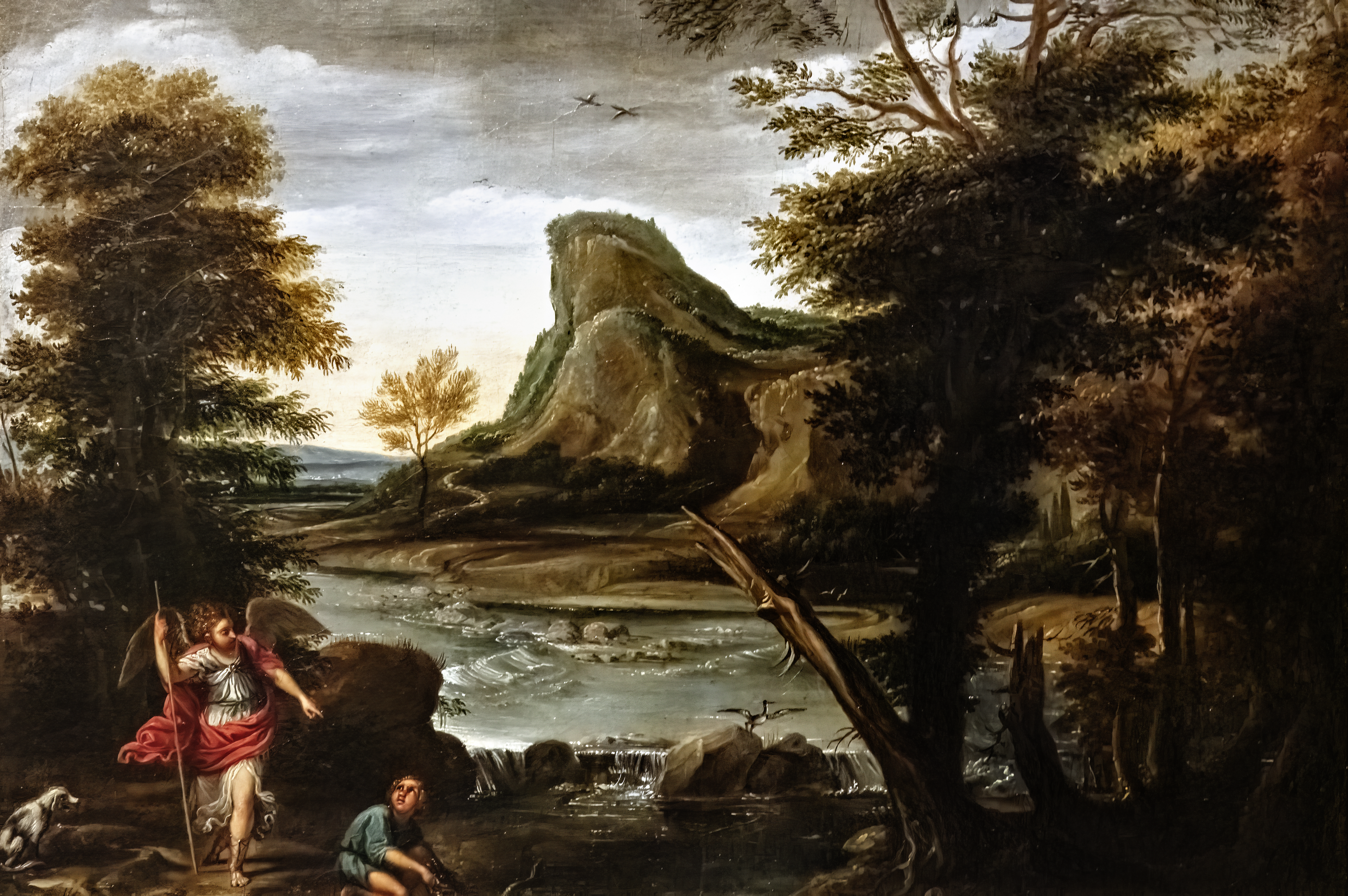
Tobiolo e l'Angelo - Domenichino sec. XVII
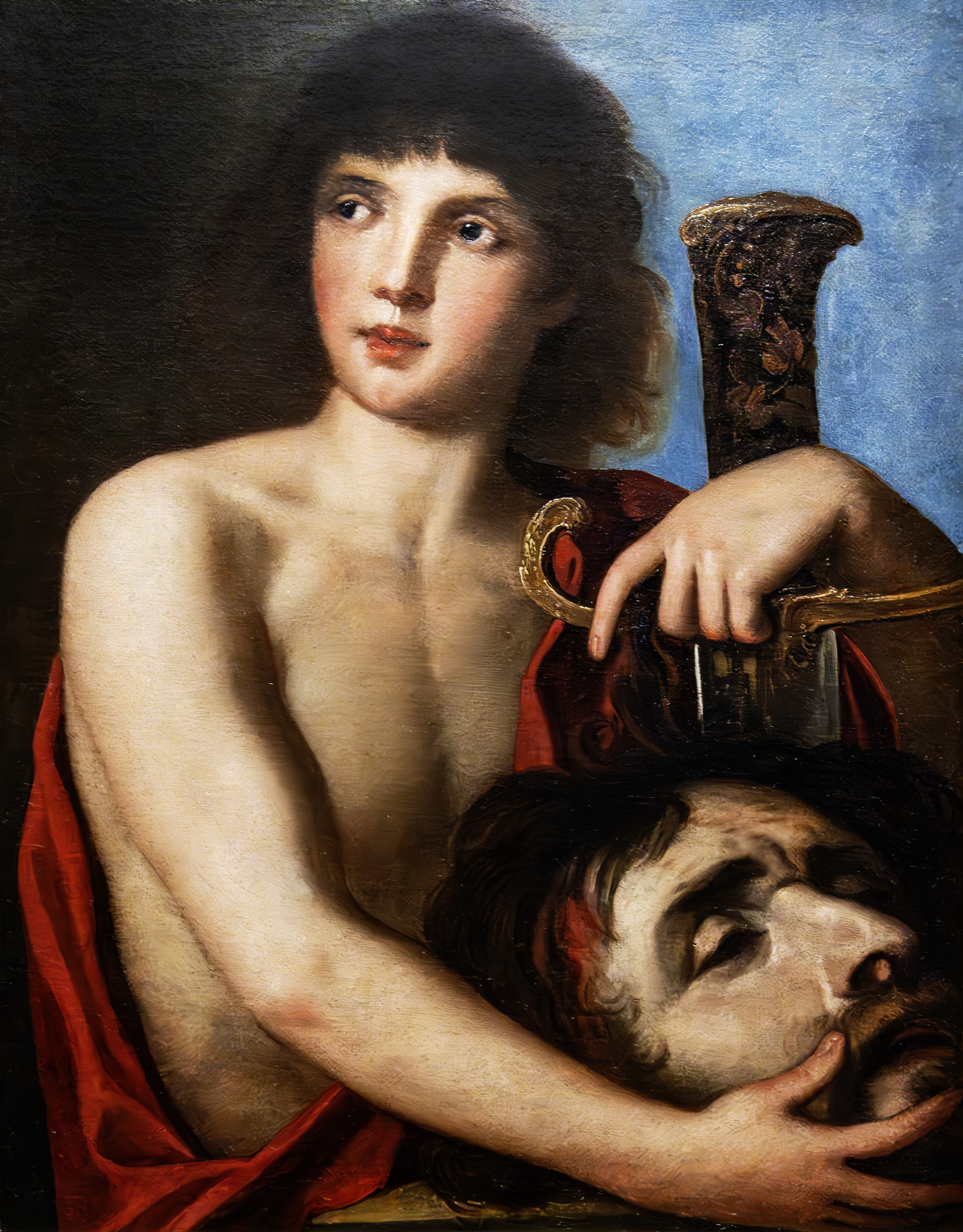
Davide con la testa di Golia -  Alessandro Varotari sec. XVII
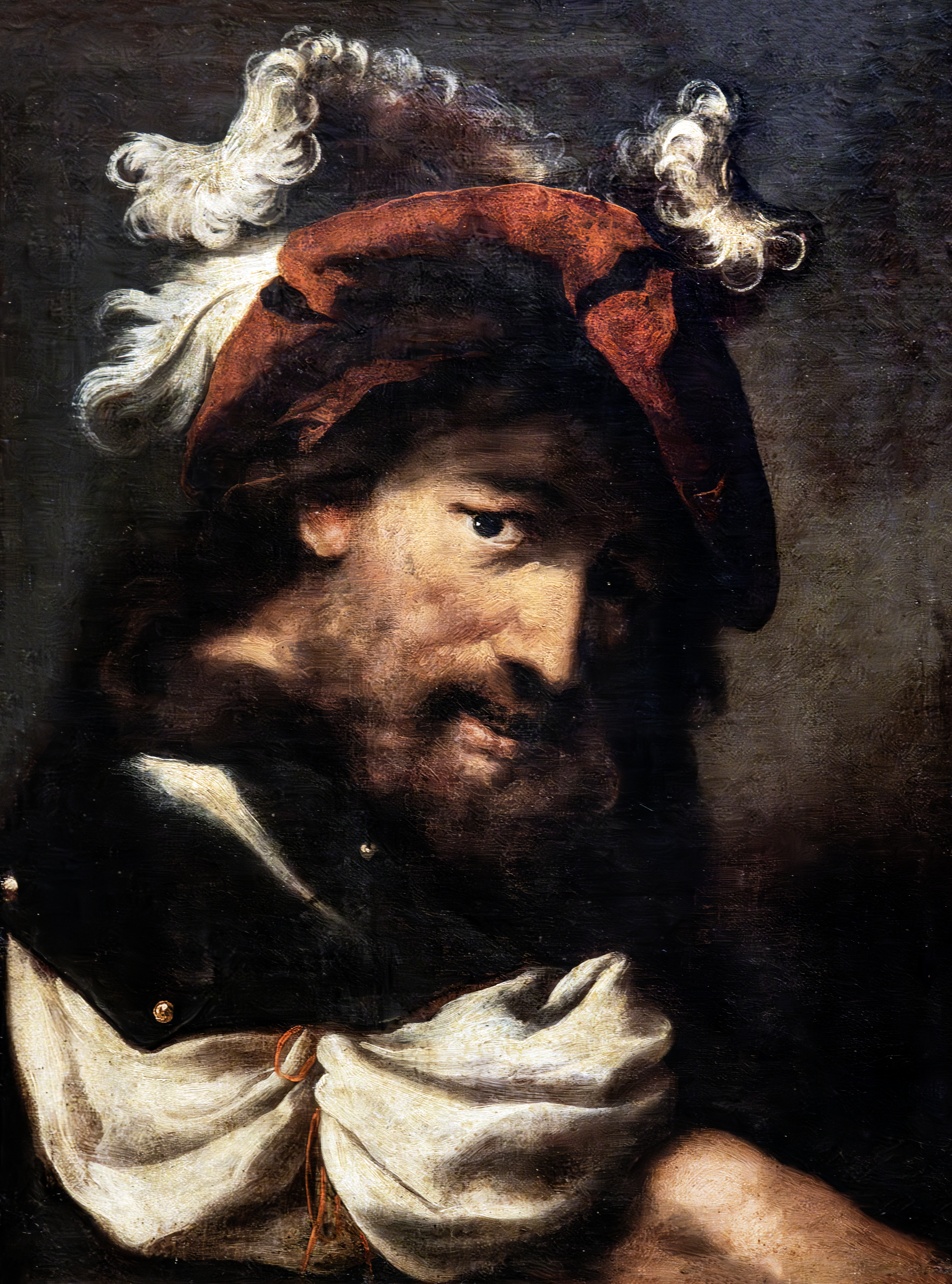
Testa di guerriero - Pietro della Vecchia  sec. XVII
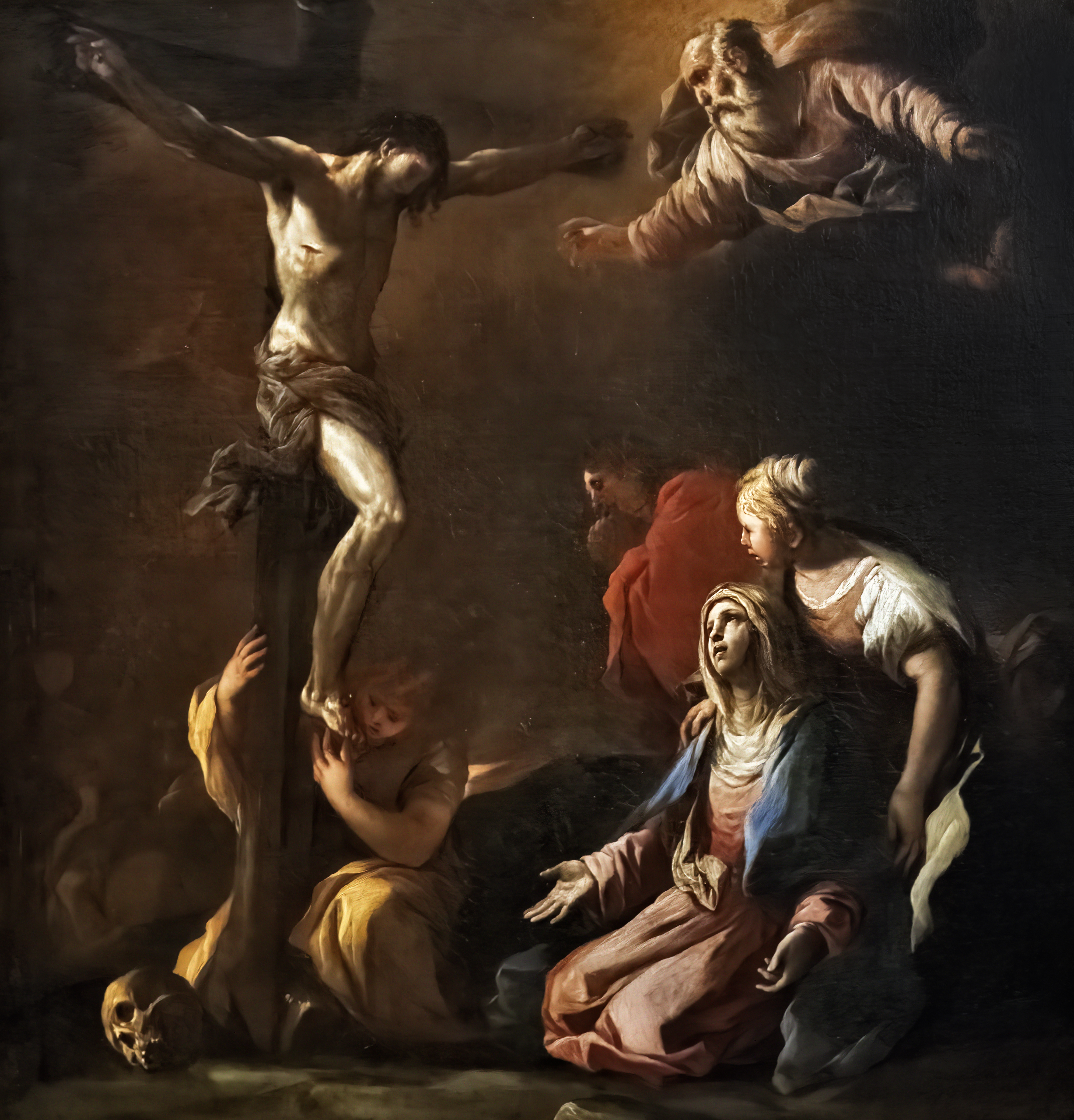
La Crocifissione - Luca Giordano Seconda meta sec. XVII
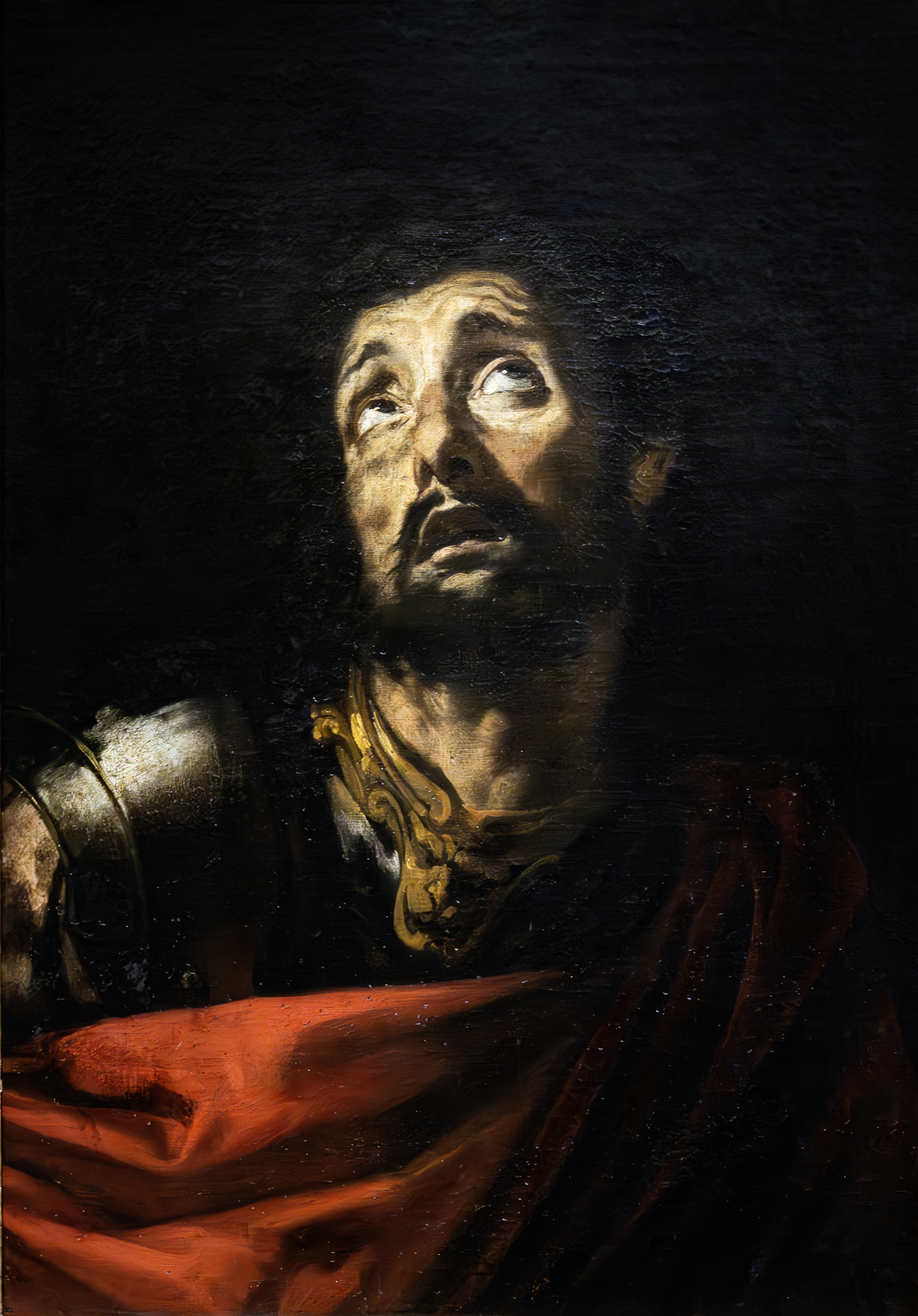
Testa di guerriero - Antonio Zanchi sec. XVII, fine
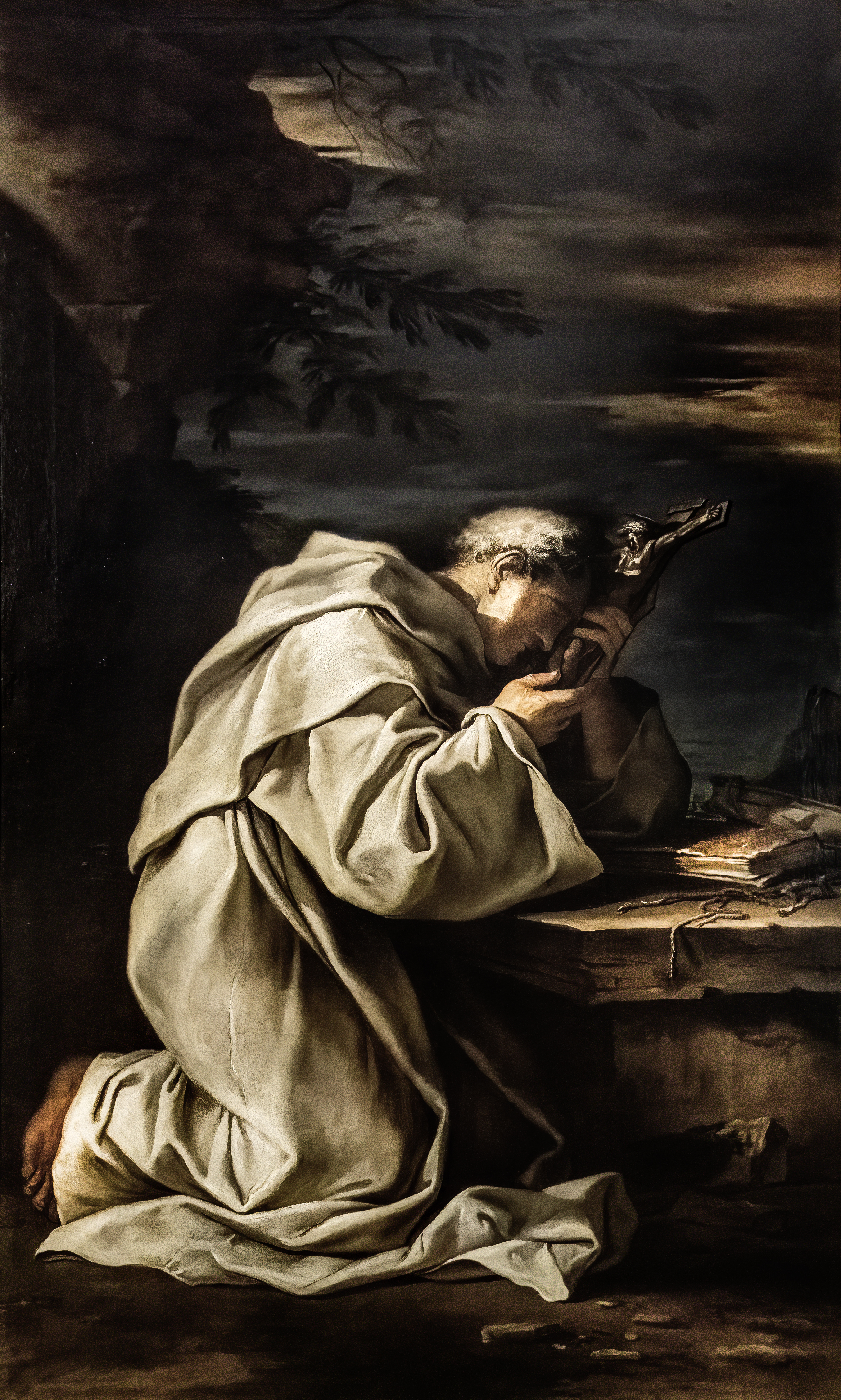
San Brunone - Salvator Rosa sec. XVII, fine
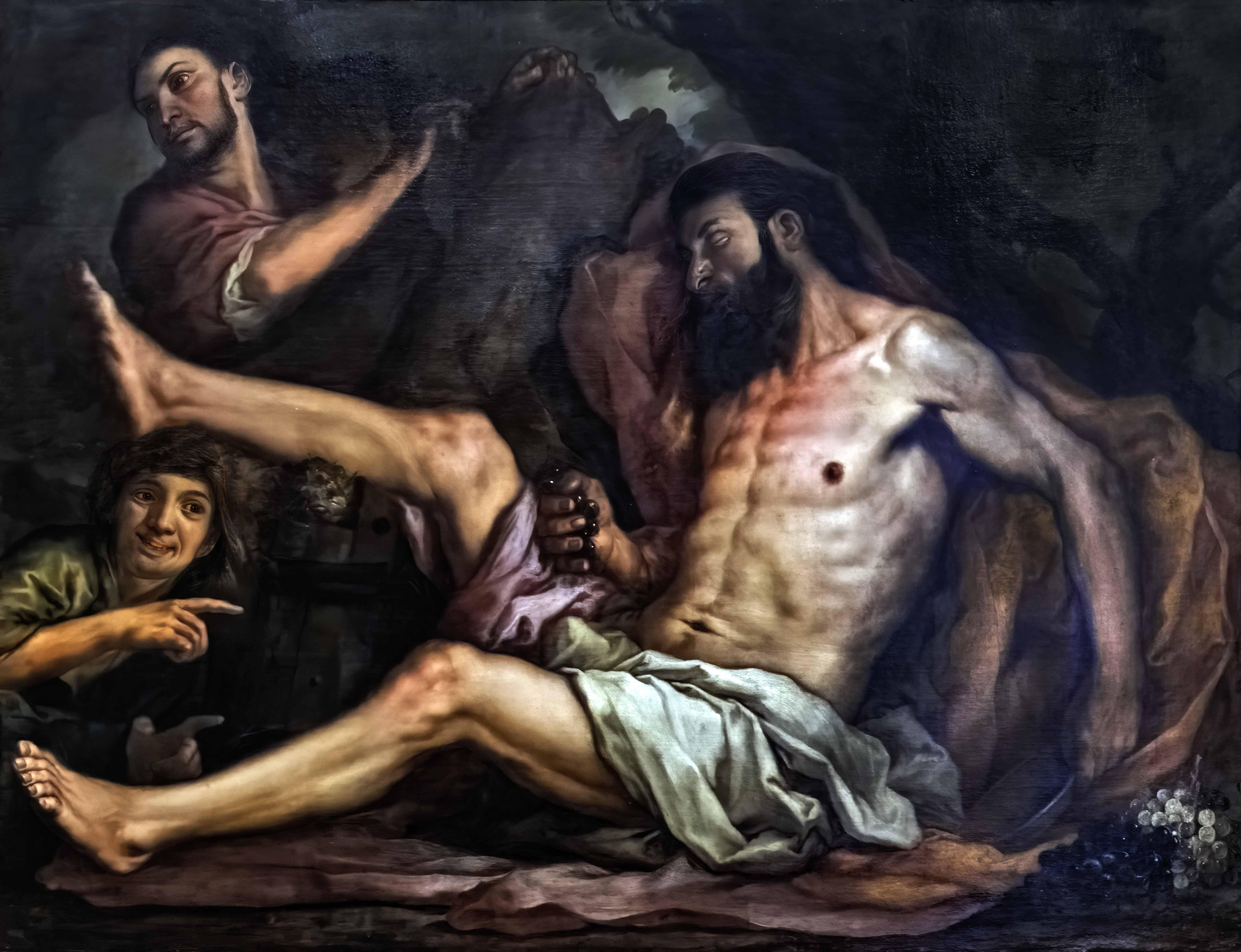
Ebbrezza di Noè - Antonio Zanchi sec. XVII, fine
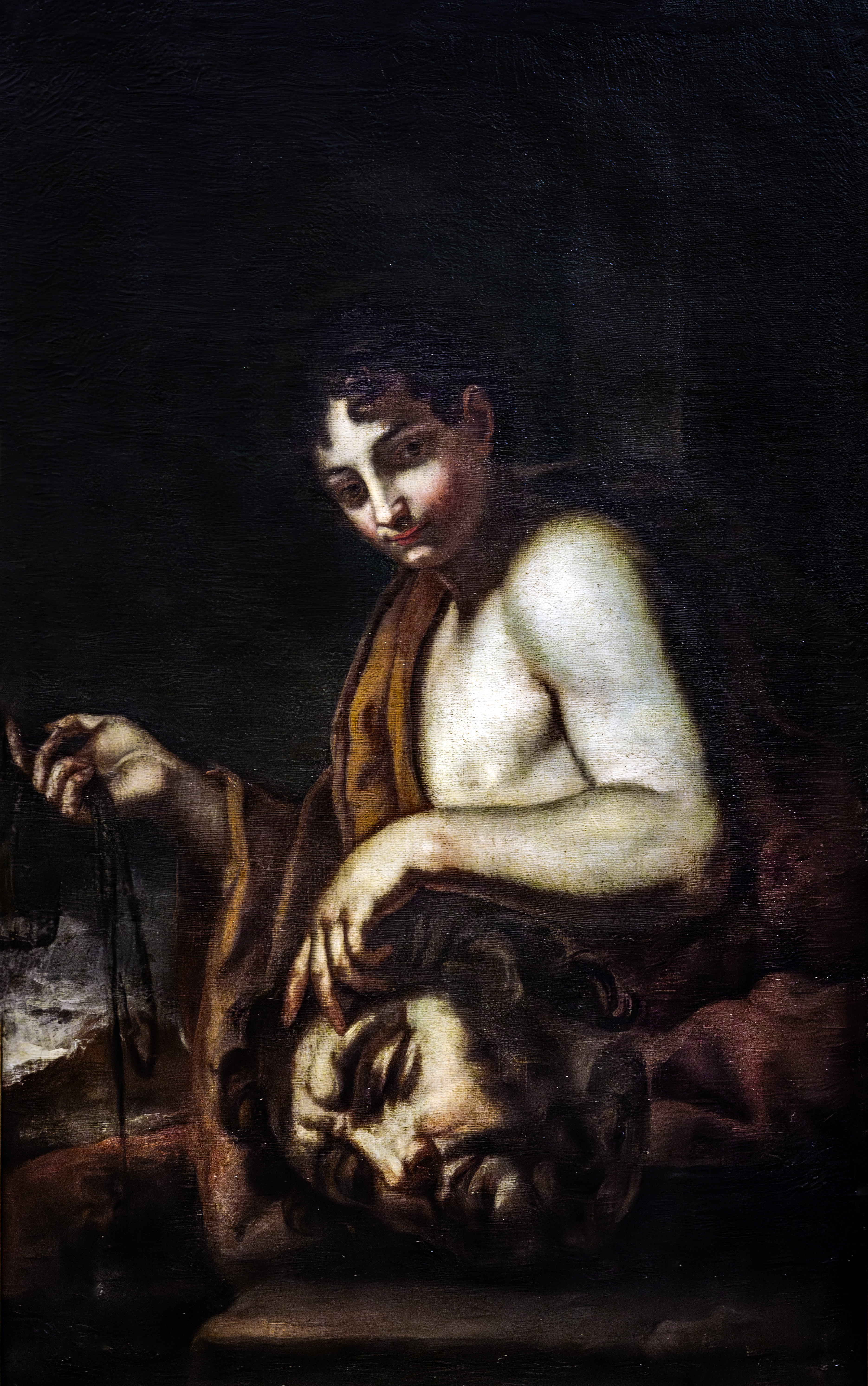
David con la testa di Golia - Johann Carl Loth sec. XVII, fine
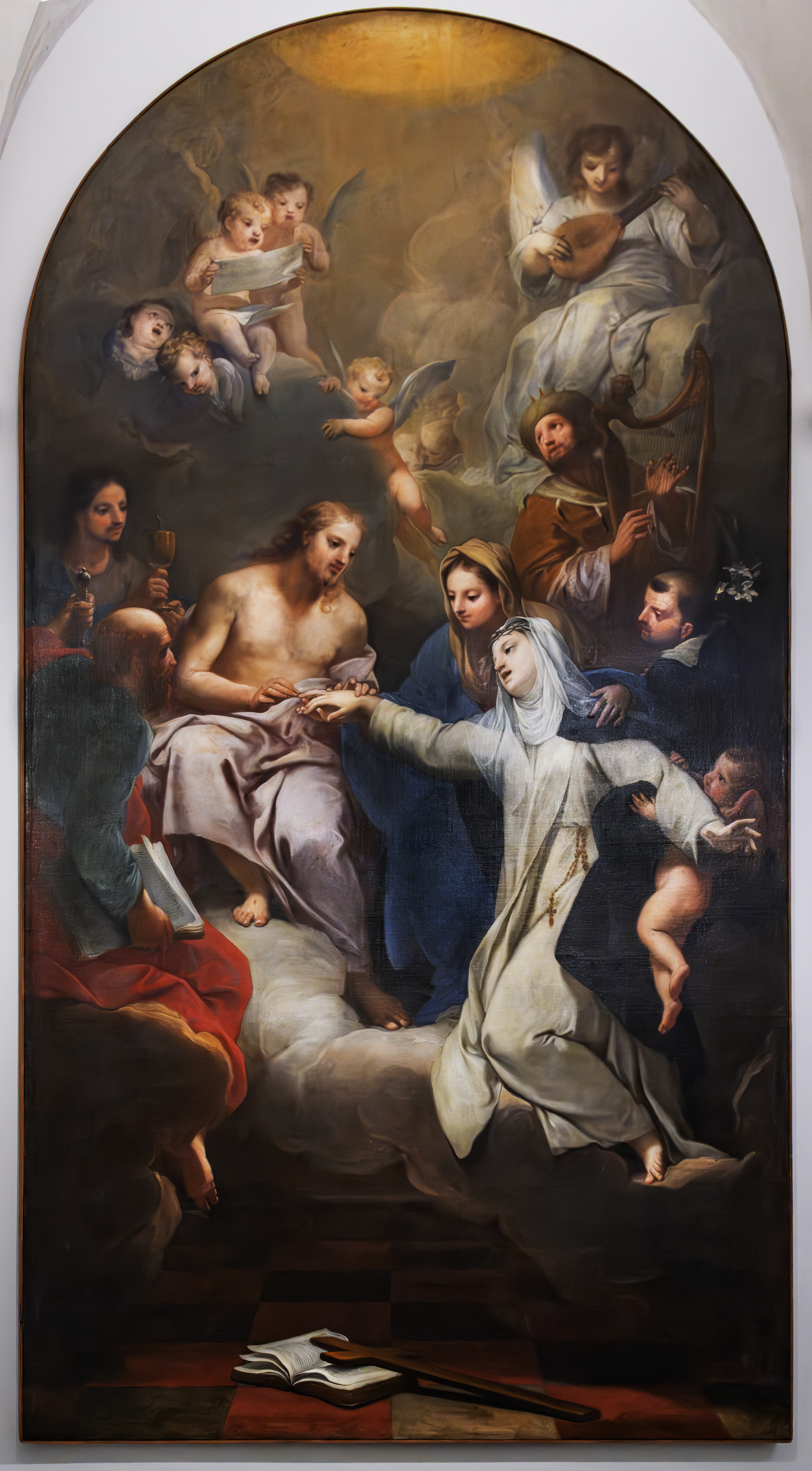
Sposalizio mistico di Santa Caterina da Siena e Santi (1696) - Gregorio Lazzarini
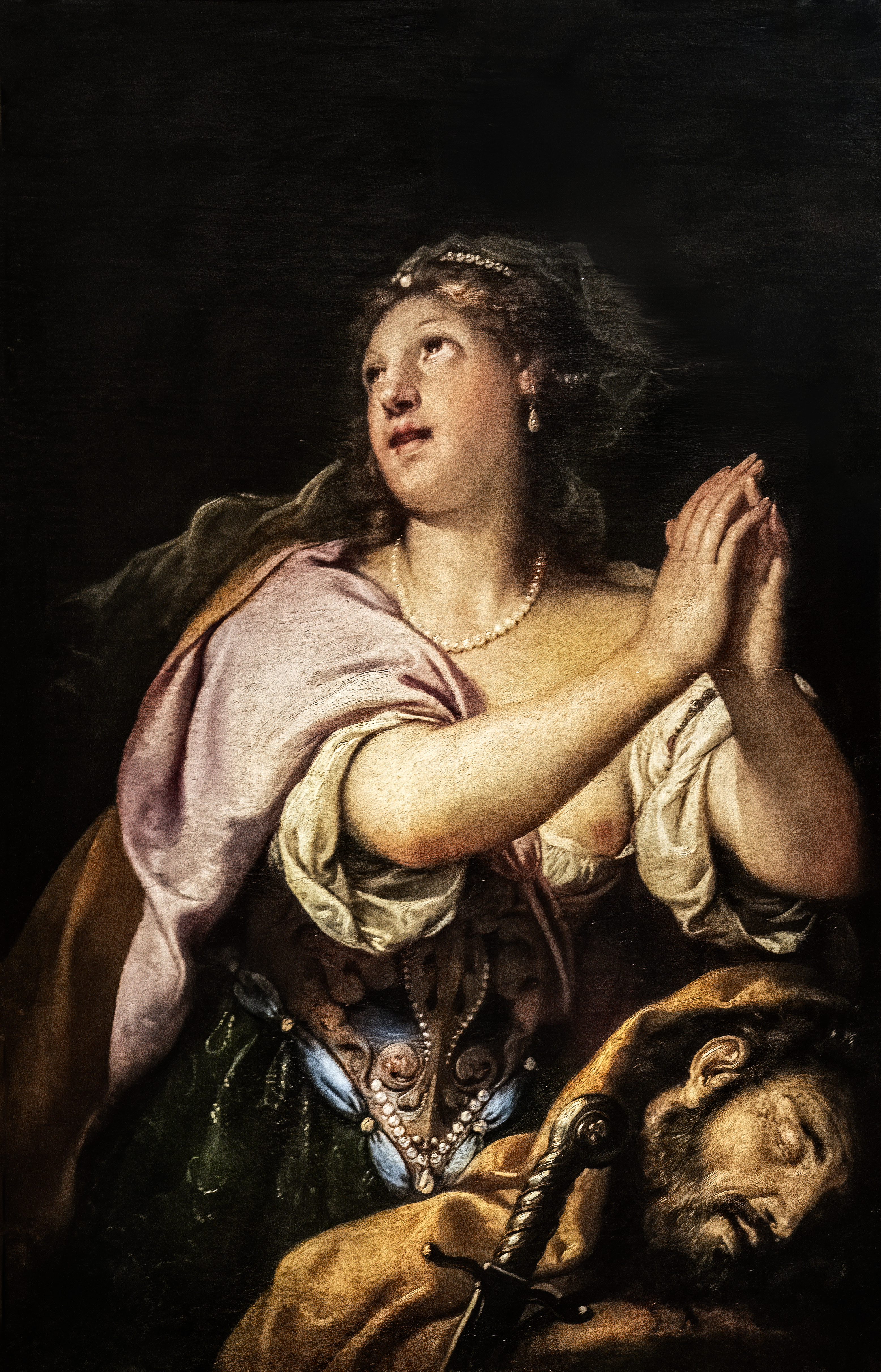
Giuditta -  Gregorio Lazzarini sec. XVII, fine - XVIII, inizio.
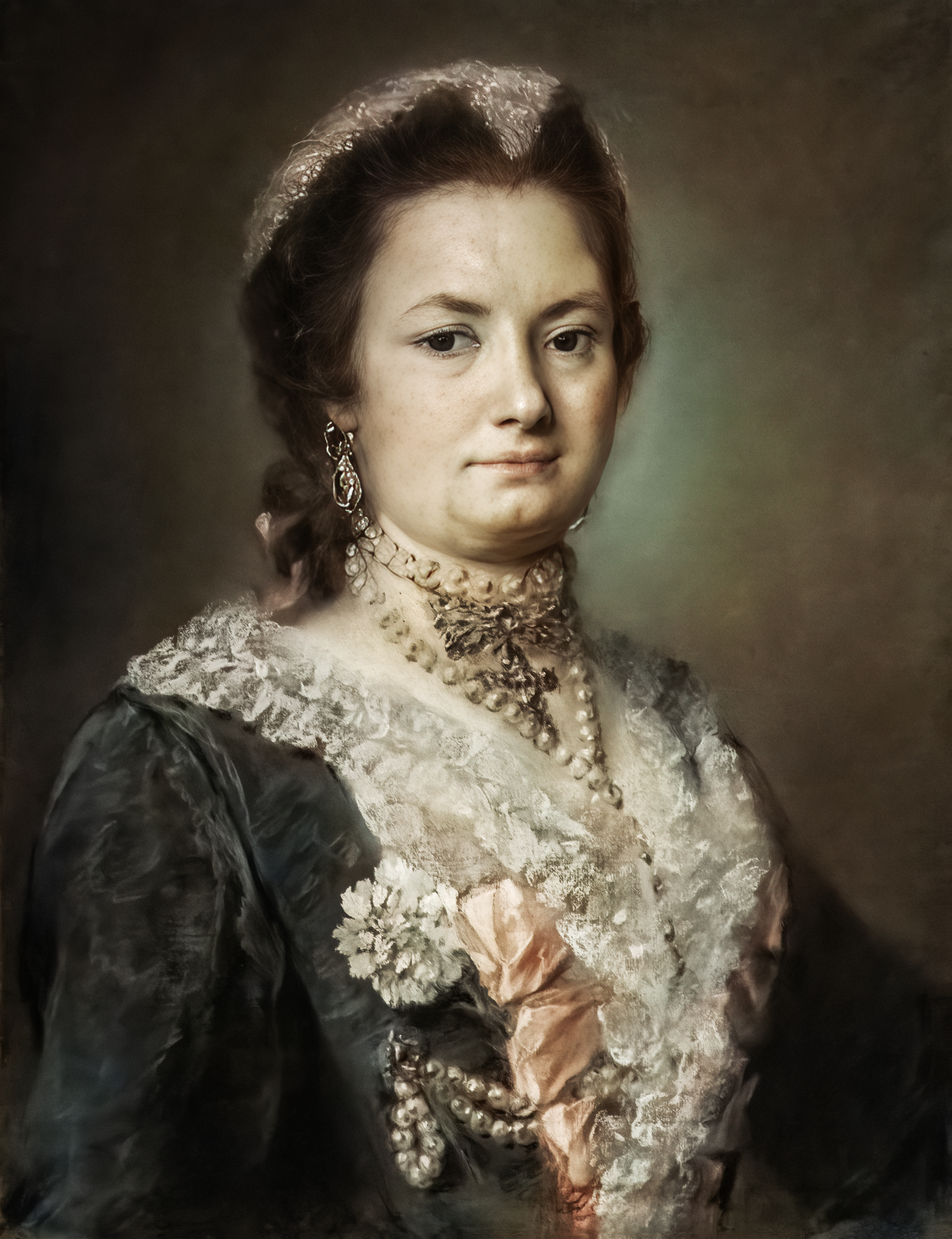
Ritratto di donna - Rosalba Carriera (1720-1721)
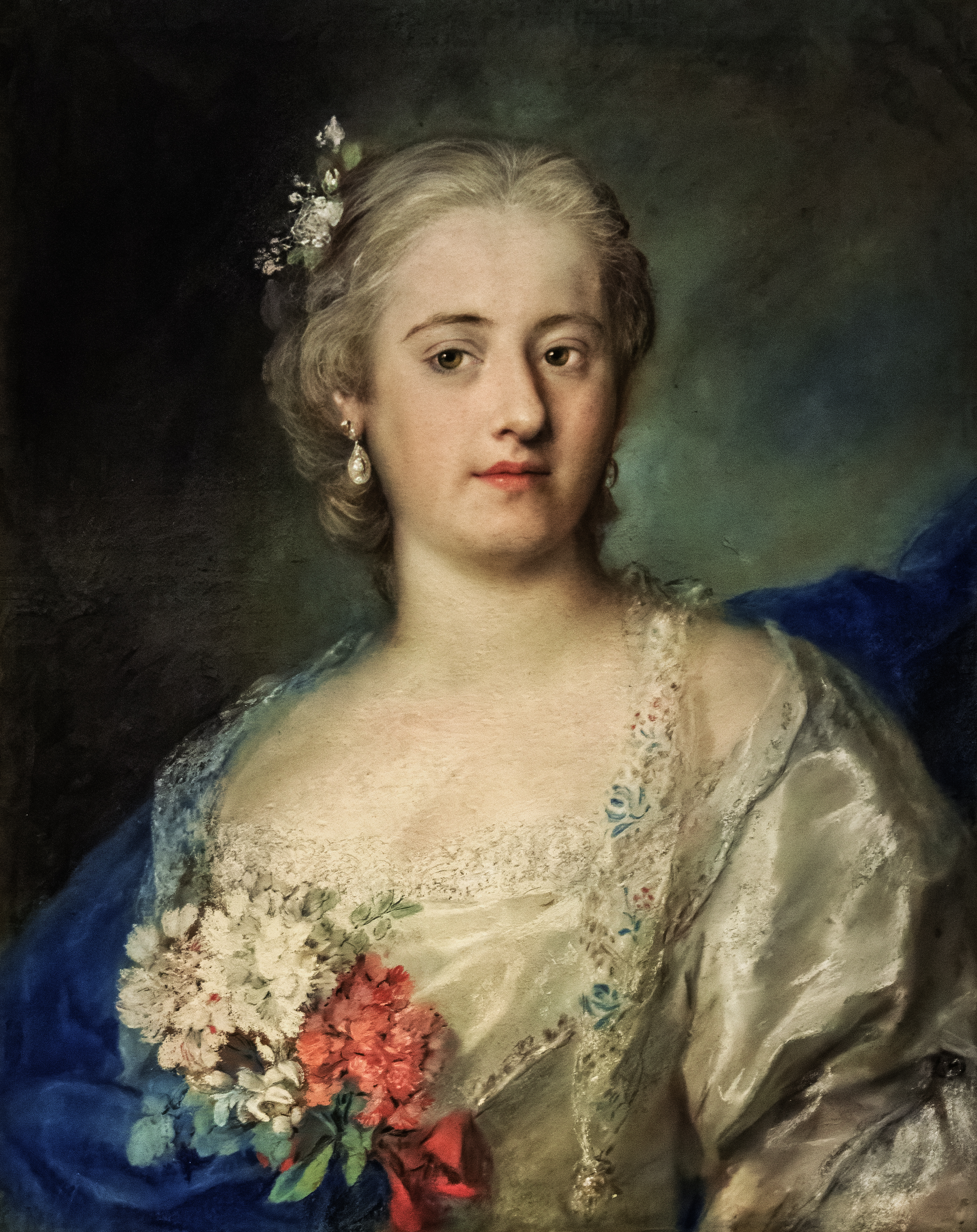
Ritratto di giovane dama (1720-1721) - Rosalba Carriera
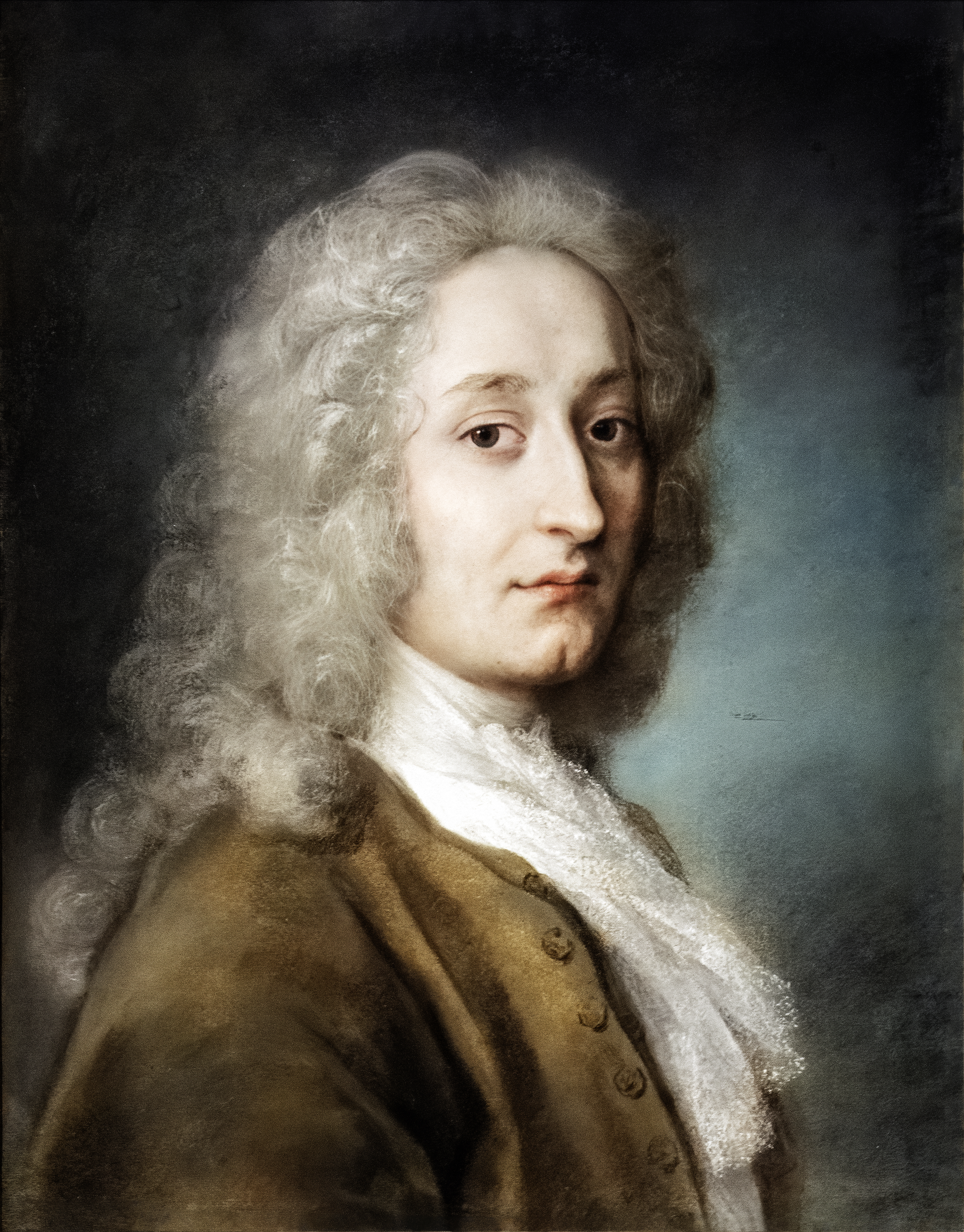
Antoine Watteau (v. 1721) - Rosalba Carriera
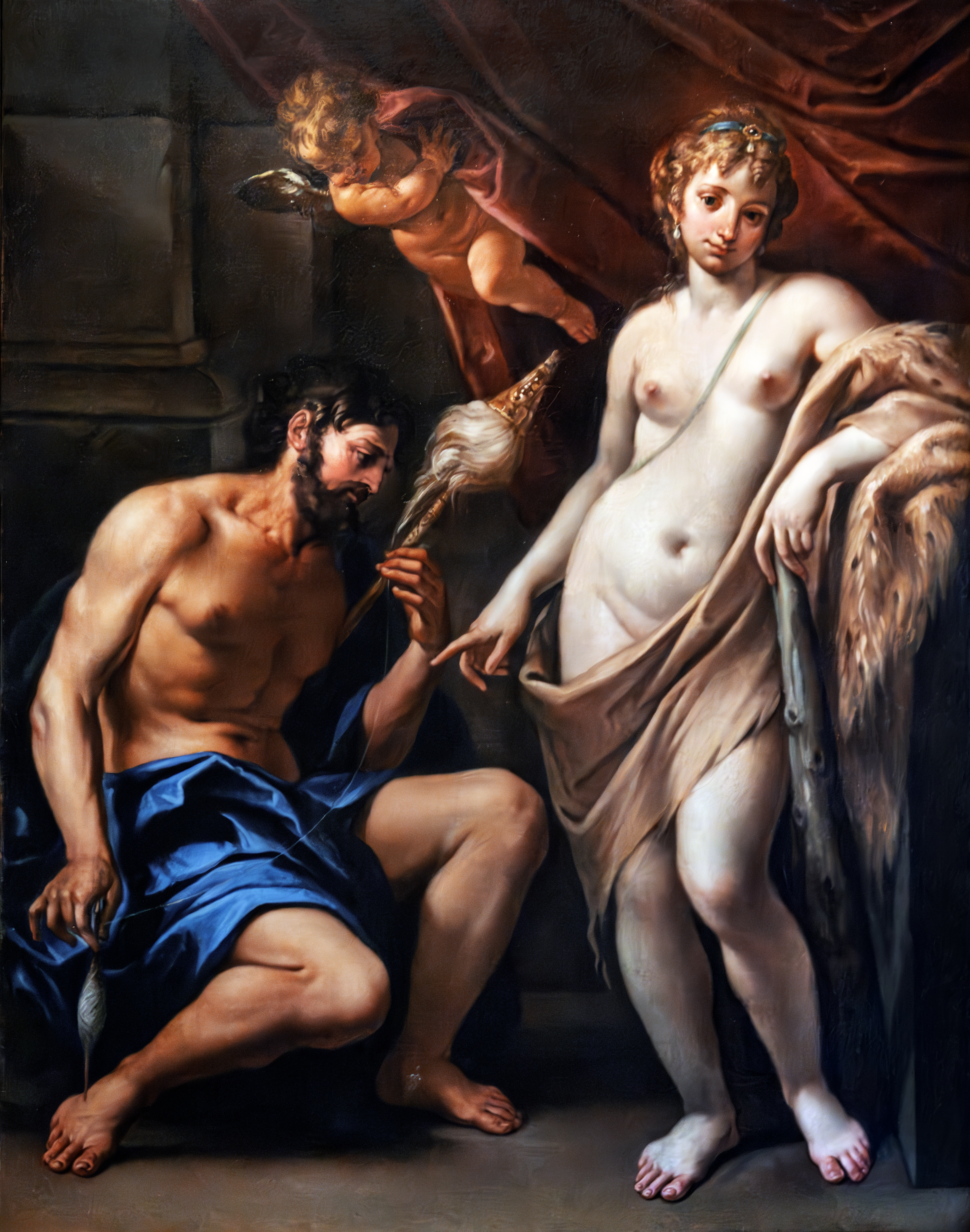
Ercole e Onfale - (v. 1725) Sebastiano Ricci
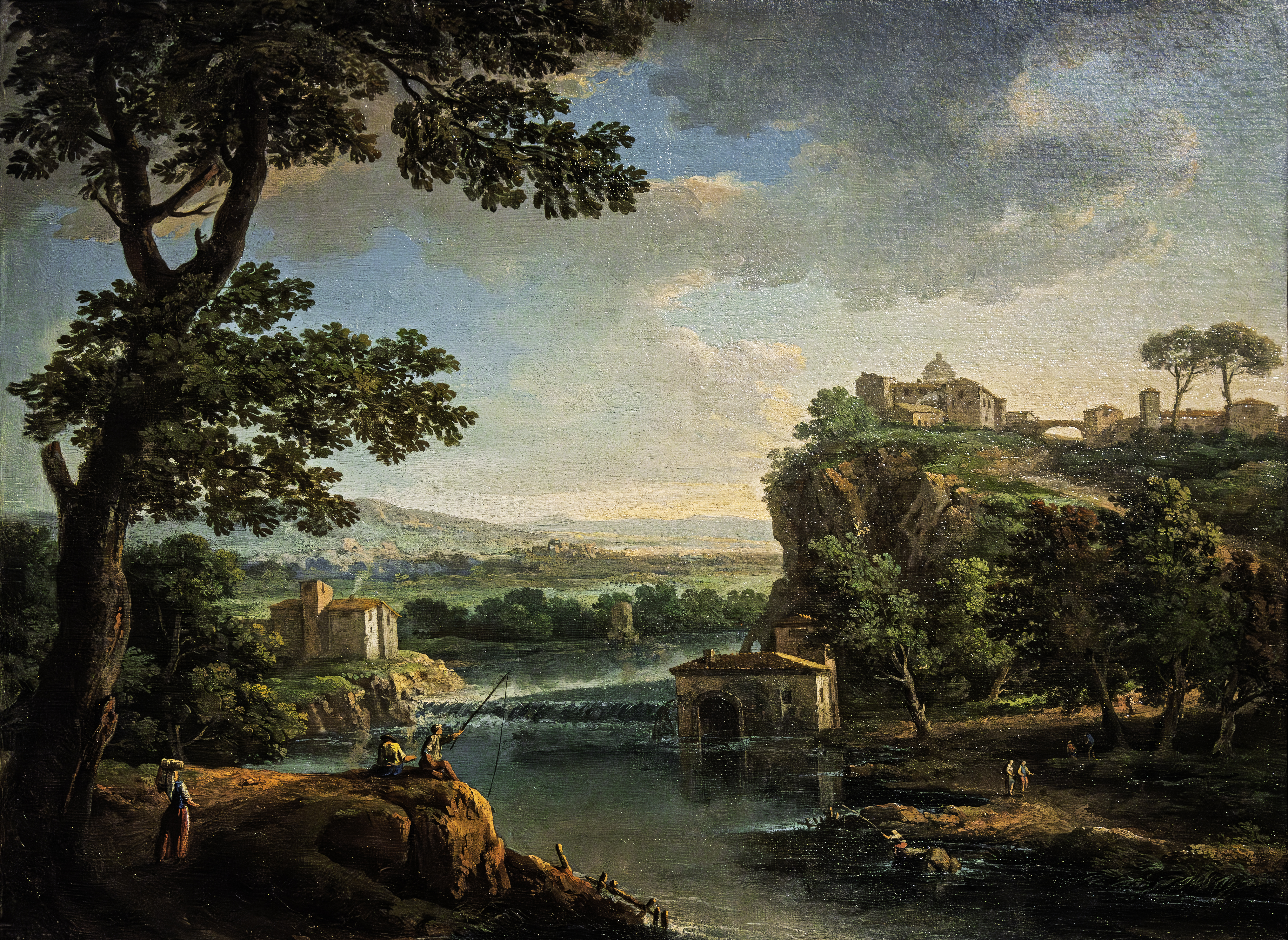
Paesaggio fluviale con pescatori -  Giuseppe Zais, (ambito)sec. XVIII
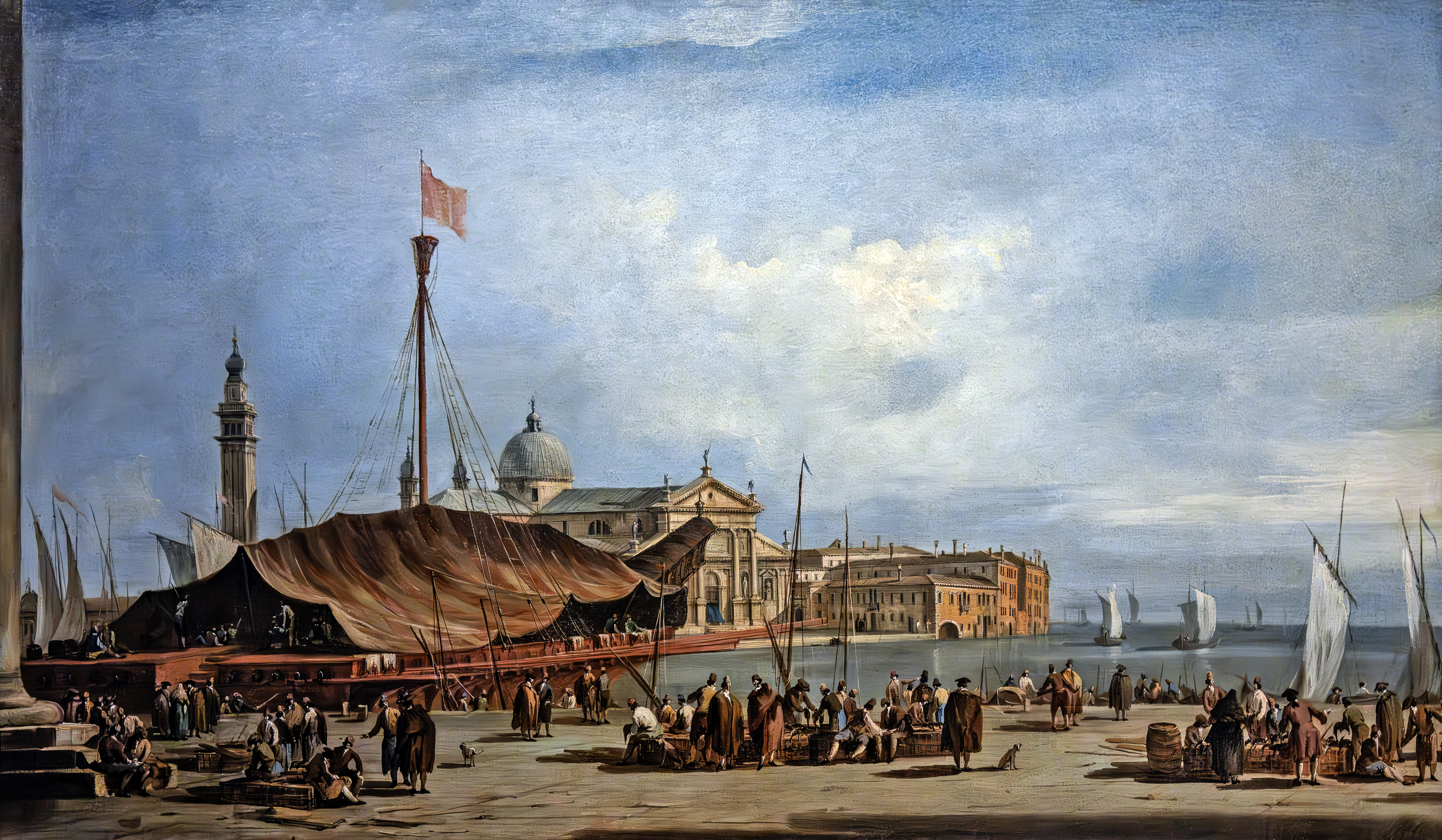
Veduta dal molo del bacino con l'isola di San Giorgio maggiore - Francesco Guardi dopo il 1742
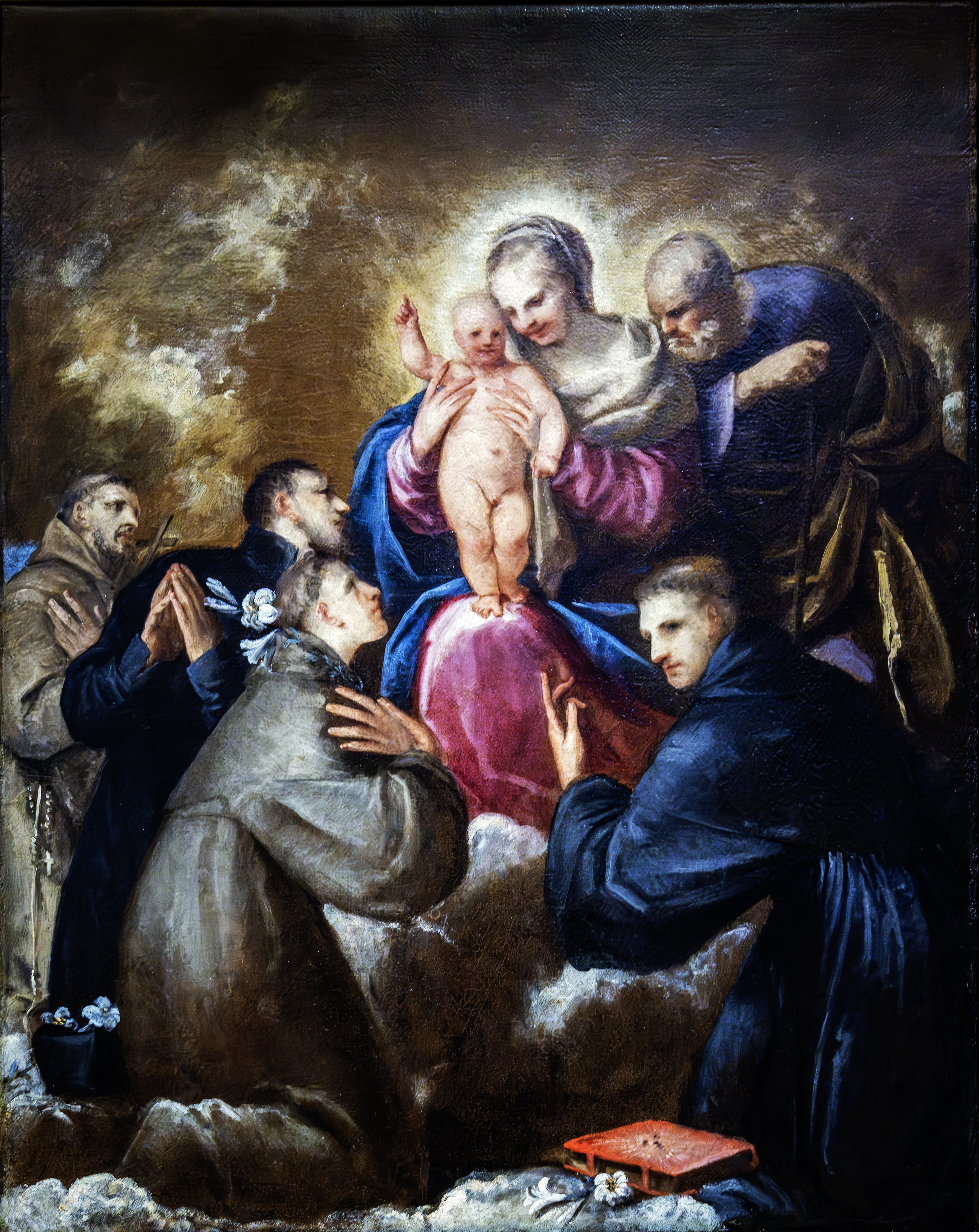
Madona con il Bambino tra Santi - Pietro Liberi sec. XVII, fine
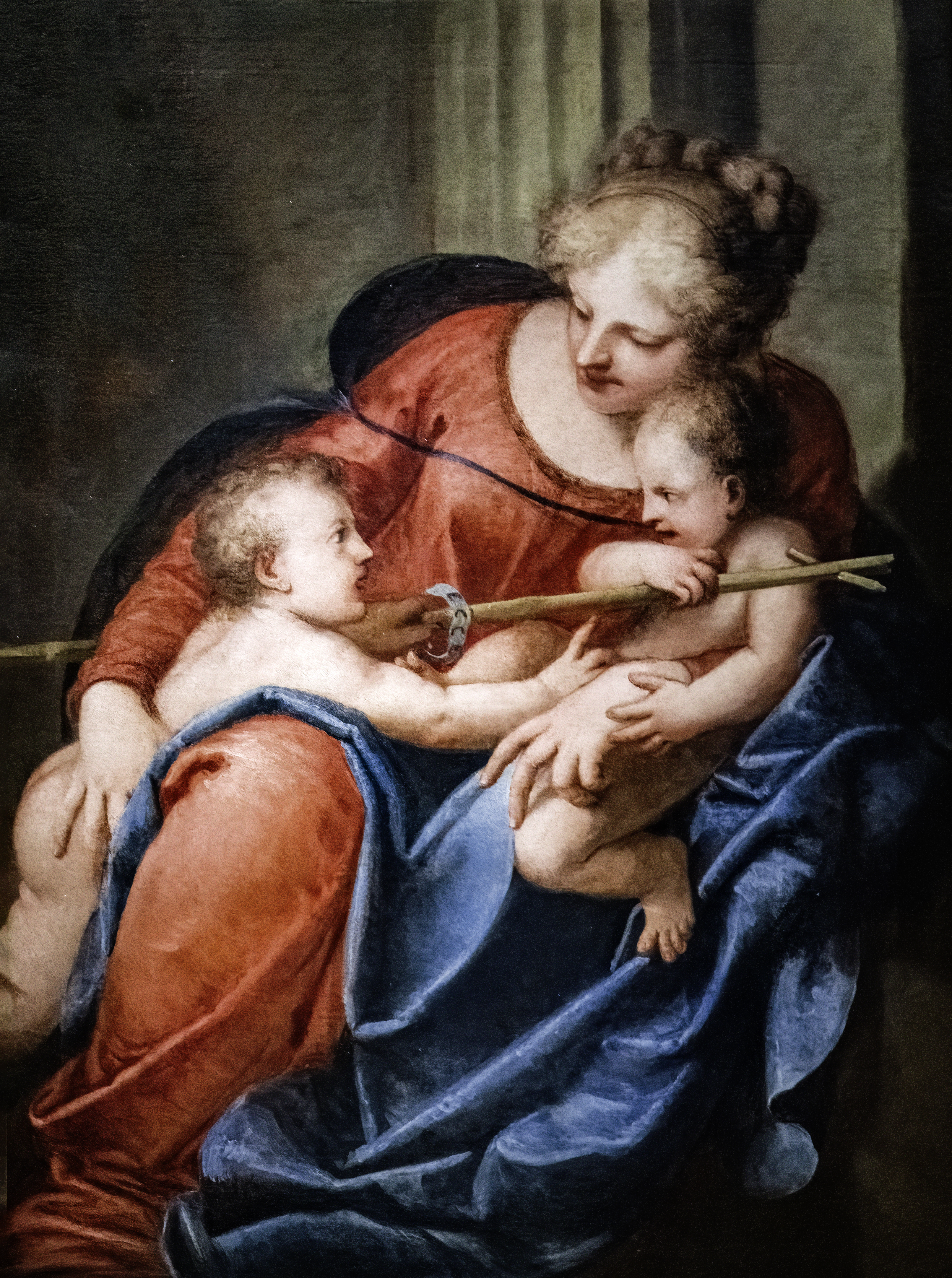
Madonna con il Bambino e San Giovannino- Pietro Liberi sec. XVII, fine
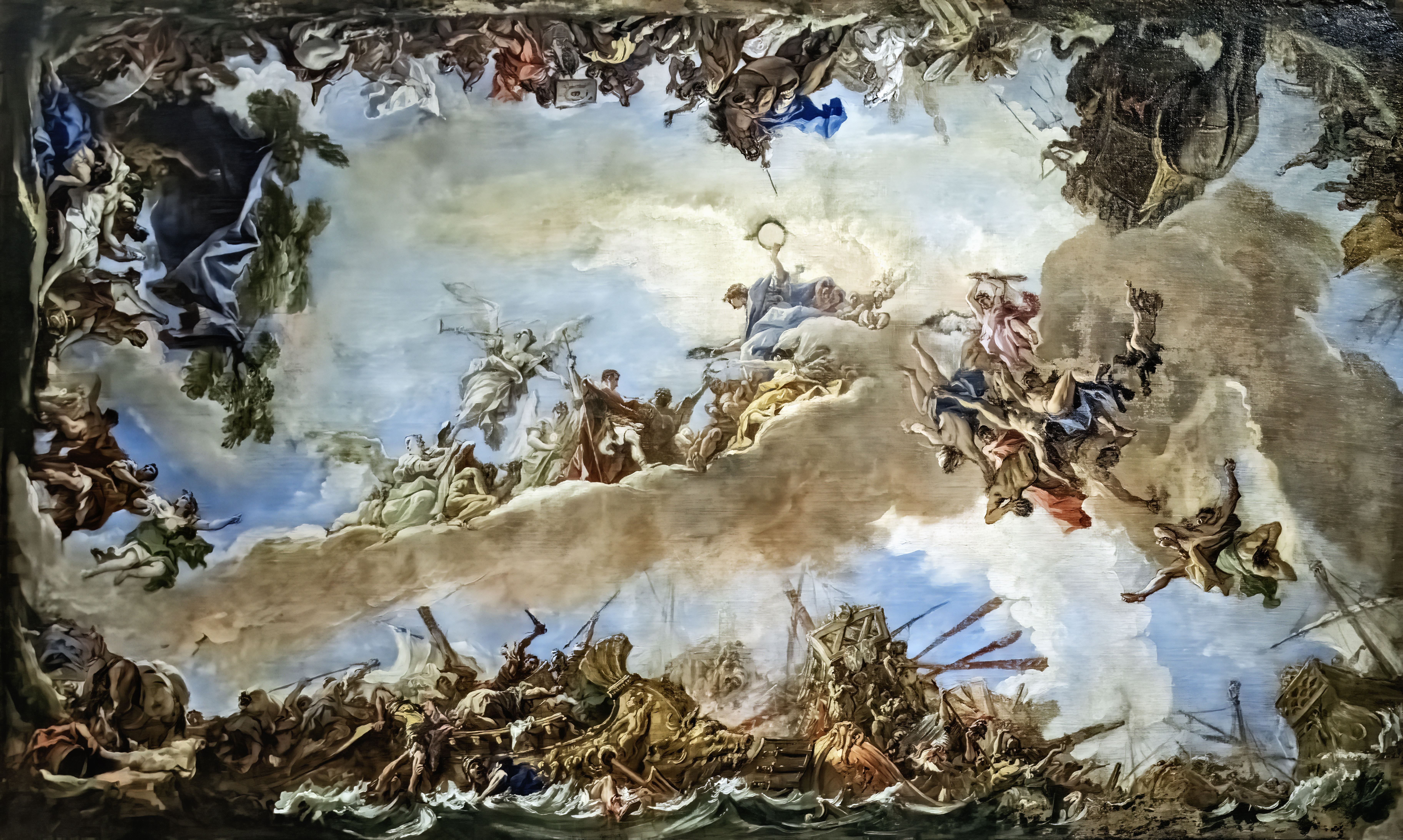
La Gloria del Principe Giuseppe I Imperatore Sebastiano Ricci sec. XVII, fine
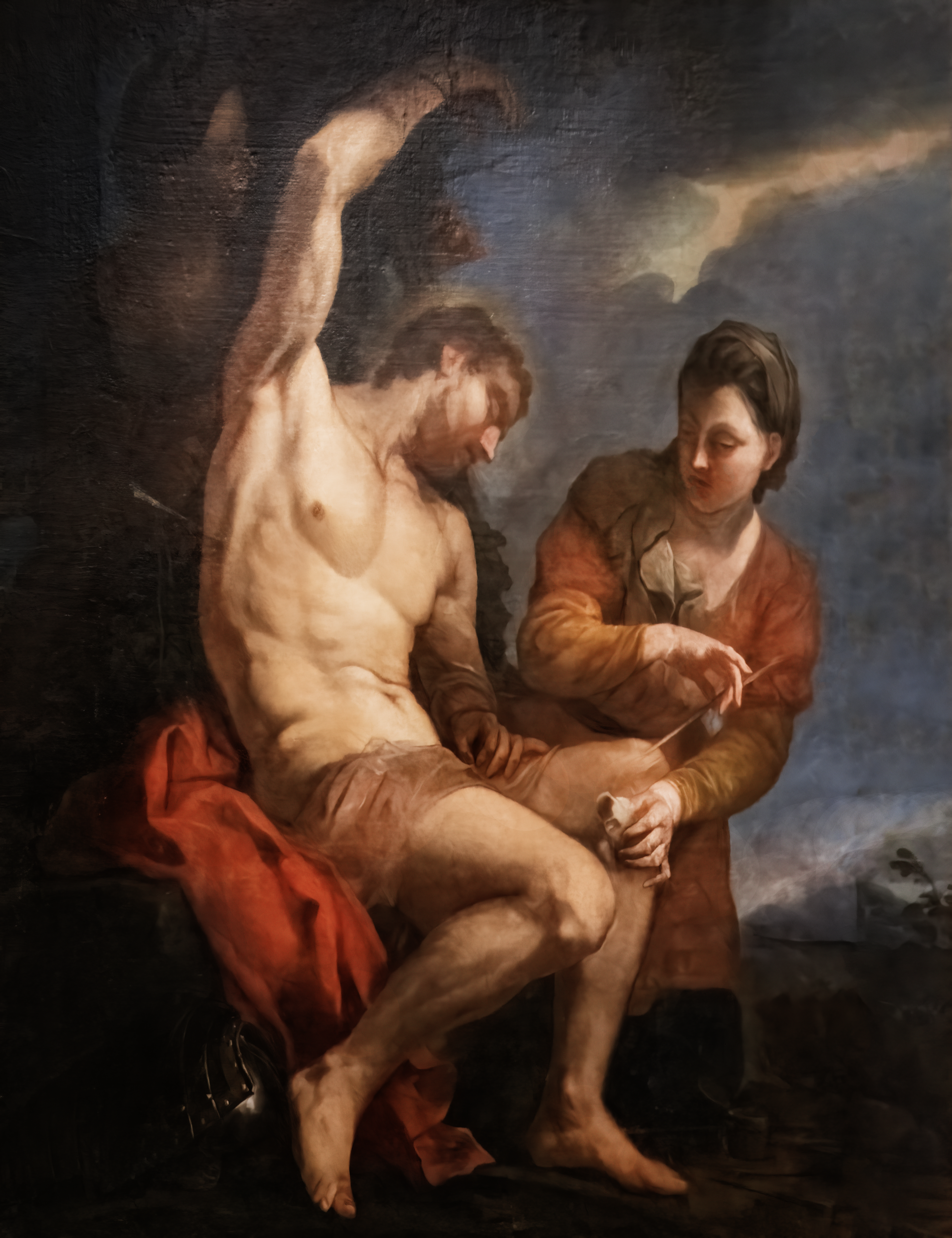
San Sebastiano curato da Santa Irene Antonio Molinari (1690-1704)
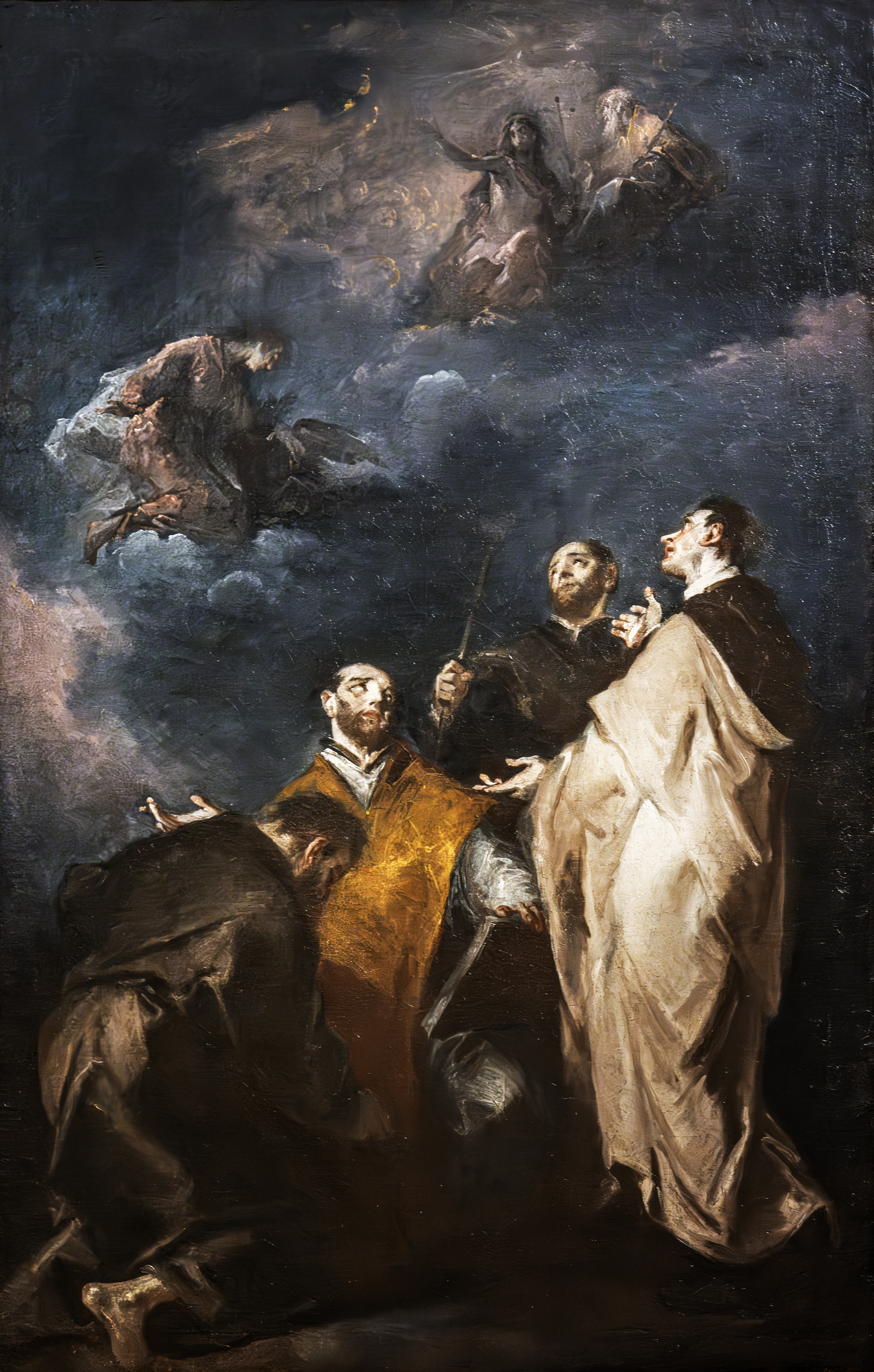
La Santissima Trinità appare a S.Giovanni Evangelista e a Quattro Santi - Giuseppe Bazzani
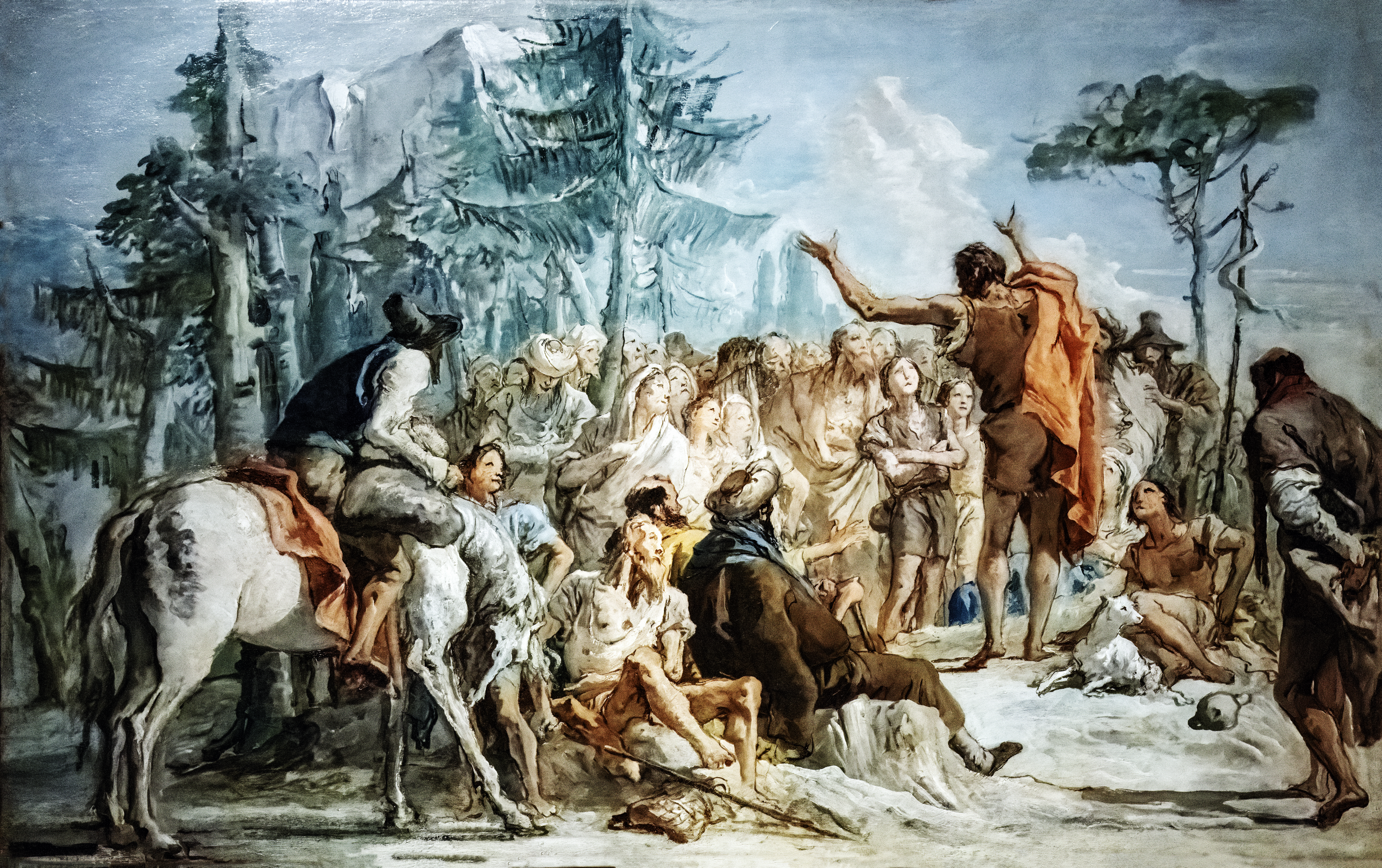
San Giovanni Battista predica alle folle Giandomenico Tiepolo sec. XVIII
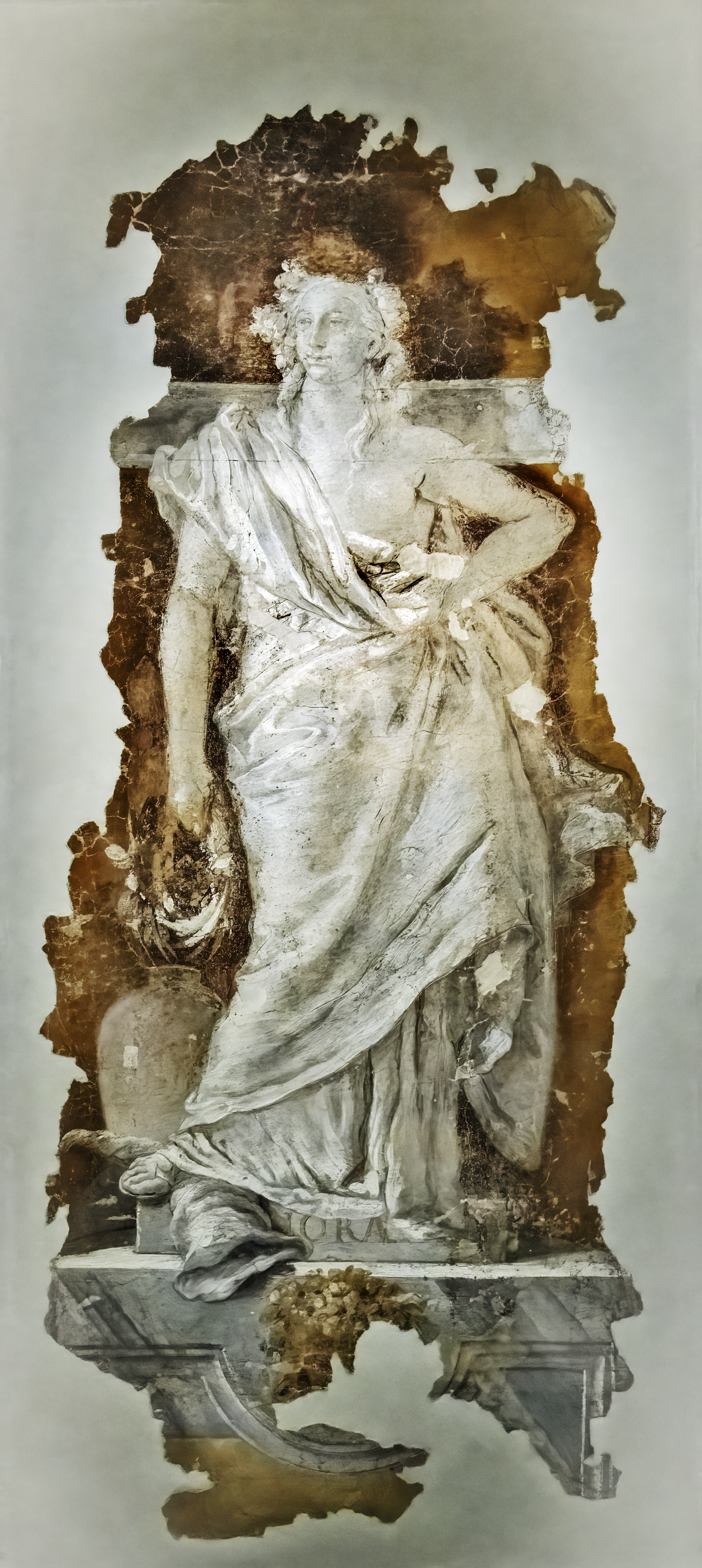
Flora Giambattista Tiepolo sec. XVIII
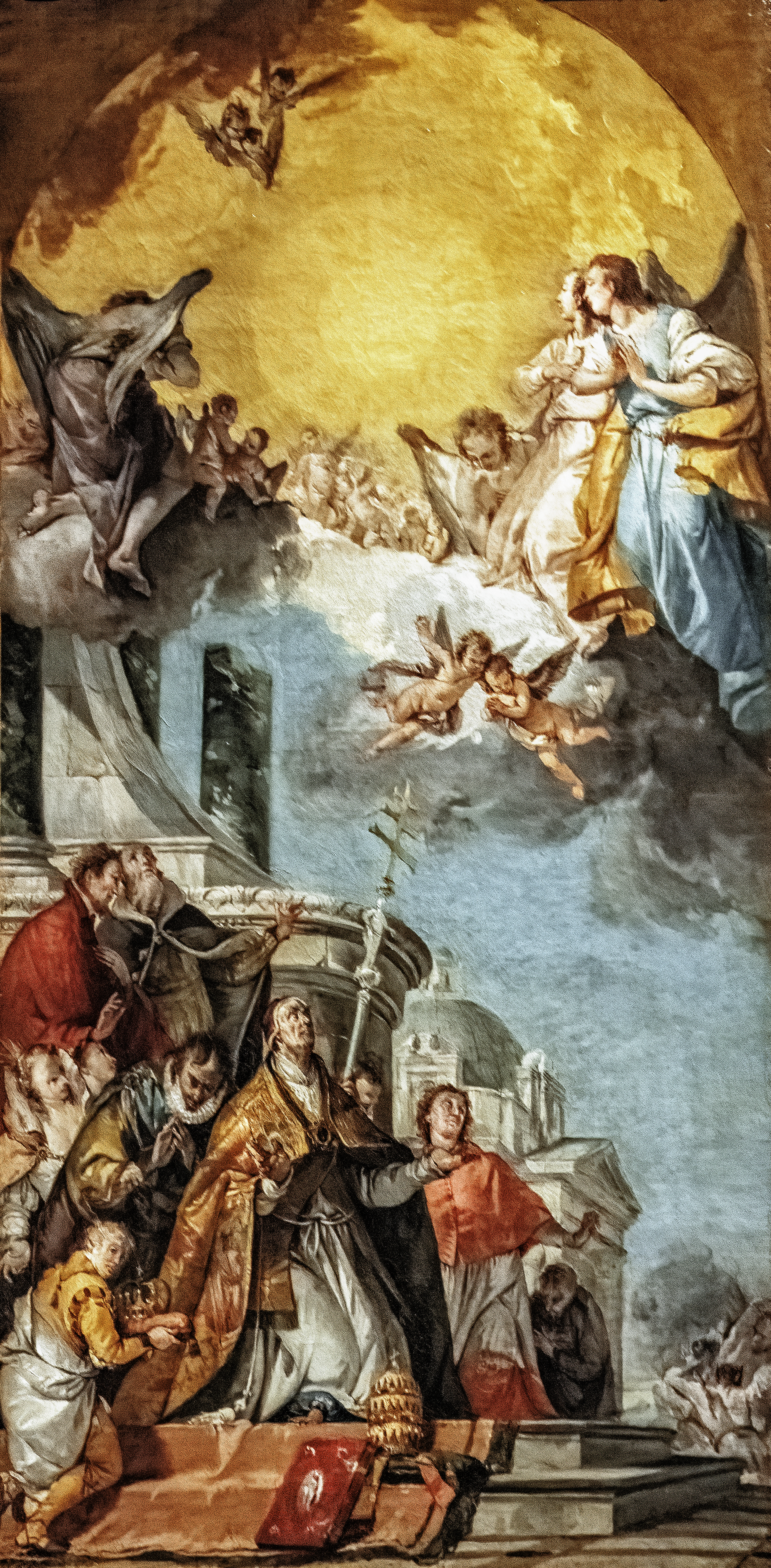
Papa Benedetto XI assiste all'apoteosi del Santissimo Nome di Maria Francesco Zugno
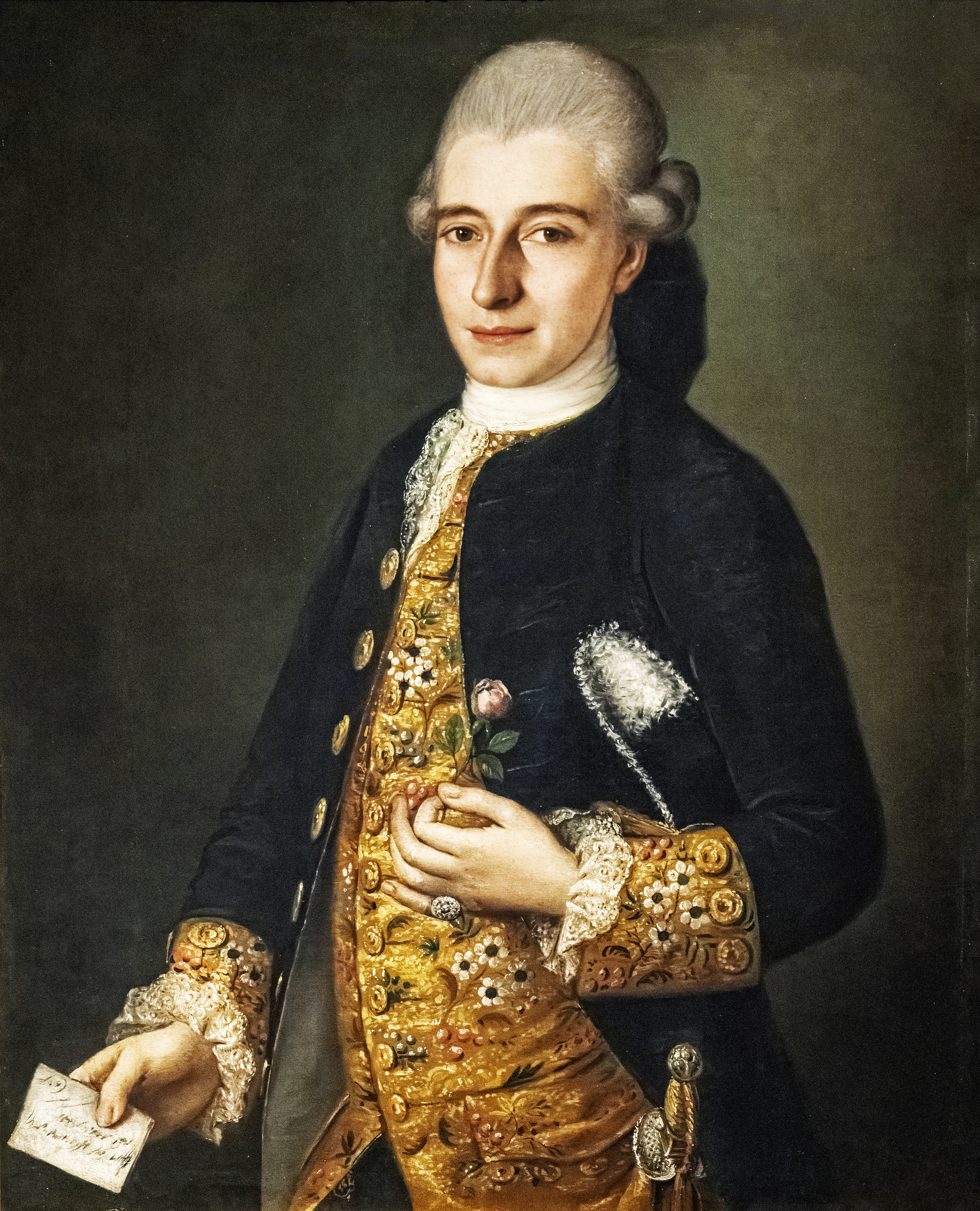
Ritratto di un nobile ca. 1760, Pietro Longhi
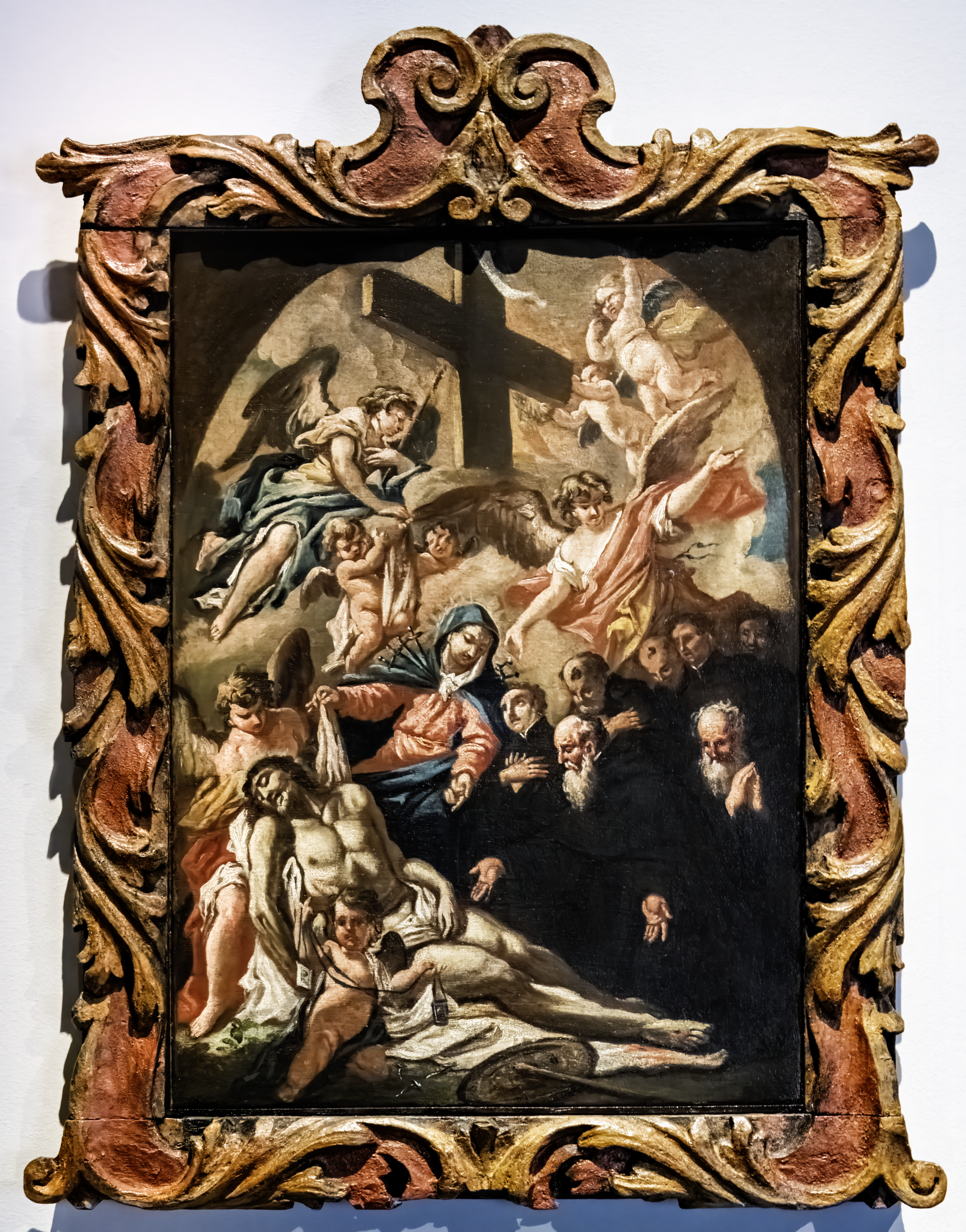
La Madonna presenta il Cristo morto ai Padri fondatori dell'Ordine dei Servi Gaspare Diziani
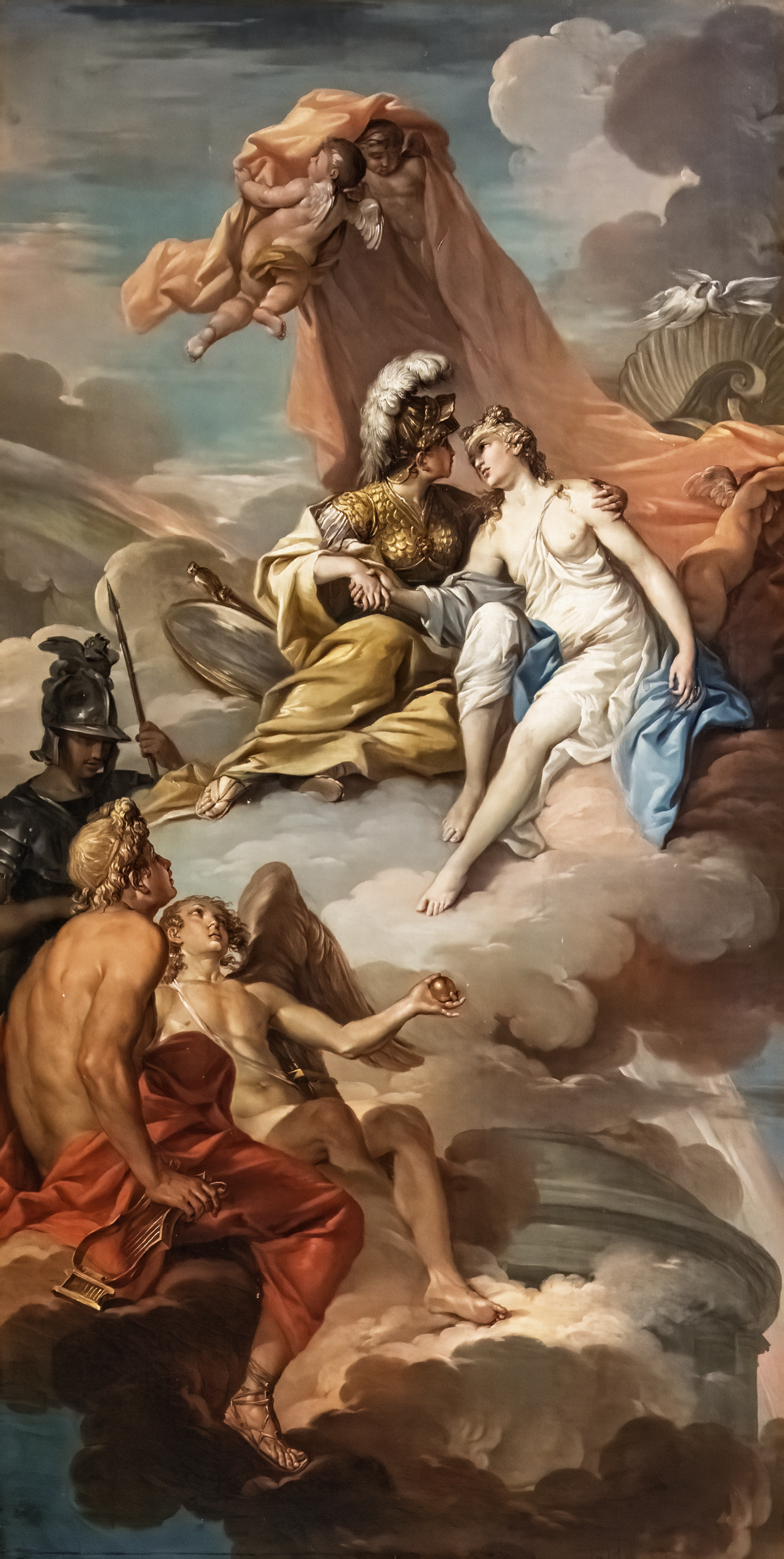
Il giudizio di Parigi Ultimo quatro sec.XVIII, pittore francese anonimo.
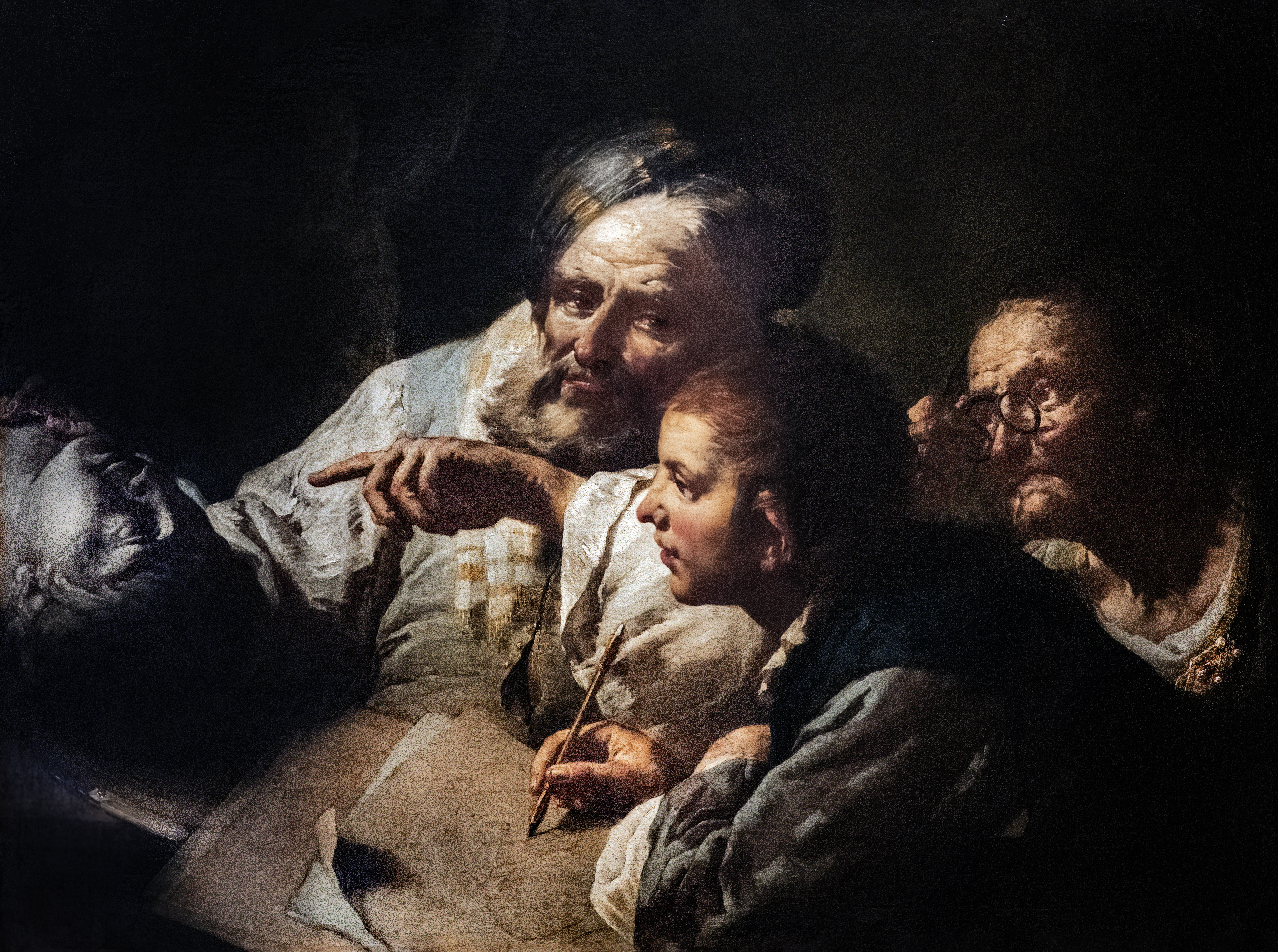
la scuola di disegno Domenico Maggiotto.